# بغداد
بَغْدَاد هيَ عَاصِمَة جُمْهُوريَّة العِرَاق، ومَرْكَزُ محافظة بَغْدَاد. في عام 2016 بلغَ عَددُ سُكانها حَوالي 8.5 مَليون نَسَمة، مَا يَجعَلها أكبر مَدِينة في العِرَاق وثانِي أكبر مَدِينة في الوَطَنِ العَرَبي بَعْد القَاهِرةِ. وتأتي بالمَرتبة 40 عالميًا من حيث عدد السكان. وتُعد المَدِينة المَركز الاقْتِصَاديّ والإدَاريّ والتَعليمِيّ في الدَّوْلَة.
بناها الخليفة العباسي أبو جعفر المنصور في القرن الثامن الميلادي واتخذها عاصمةً للدولة العباسية؛ أصبح لبغداد بعدها مكانة عظيمة، فكانت أهم مراكز العلم على تنوعه في العالم وملتقى للعلماء والدارسين لعدة قرون من الزمن. وتمثل بغداد حاليًا حالةً من حالات التتابع المدني في إطار موقع واحد، ففي إطار موقع الرافدين تتابعت العواصم من بابل القديمة إلى سلوقية الإغريقية وطيسفون الفارسية، التي كانت تعرف بمدائن كسرى، ثم بغداد العربية الحالية.
كانت بغداد أكبر مدينة في العالم لمُعظم فَترة حُكْم بَنو العَباس خلال العصر الذهبي الإسلامي، بِحَيث بلغَ عَدد سُكانها أكثر من مِليون نَسمة. وصلت مدينة بغداد لذروتها في عصر الخليفة العباسي الخامس هارون الرشيد وارتبطت باسمه في روايات ألف ليلة وليلة ذات الشهرة العالمية، حيث باتت عاصمة العالم القديم. وقد فقدت هذه المكانة منذ عام 1258 عندما غزاها المغول والتتار. مع حلول بدايات القرن السادس عشر، تبادل الصفويون والعثمانيون السيطرة على المدينة، حتى انتزعها العثمانيون أخيراً في عام 1535، فظلت تحت حكمهم قرابة 4 قرون. وفي عام 1917، سيطر الإنجليز على المدينة، وقد خضعت كمعظم مناطق العراق الأخرى تحت الانتداب البريطاني، ثم أصبحت عاصمة للمملكة العراقية عام 1921، والجمهورية العراقية عام 1958.
تكمن أهمية موقع بغداد الجغرافي في توافر المياه وتناقص أخطار الفيضانات، ما أدى بدوره إلى اتساع رقعة المدينة وزيادة نفوذها إلى جانب سهولة اتصالها عبر نهر دجلة بواسطة الجسور التي تربطها عبر جوانب النهر، والذي يخترق مركزها لينصفه إلى جُزْأَين هما الكرخ والرصافة. وتتشكل المدينة اليوم من 27 منطقة، تنقسم بدورها إلى عدة أحياء.
تمتاز بغداد بأهميتها الثقافية التي تتمثل بوجود عدد كبير من الصروح المهمة كالمتاحف والمدارس التاريخية والمكتبات والمسارح. وتشتهر المدينة بآثارها الإسلامية التي تتمثل ببقايا أسوار مدينة بغداد، ودار الخلافة، والمدرسة المستنصرية. ولبغداد القديمة أسماء عدة كالمدينة المدورة والزوراء ودار السلام.

## التاريخ

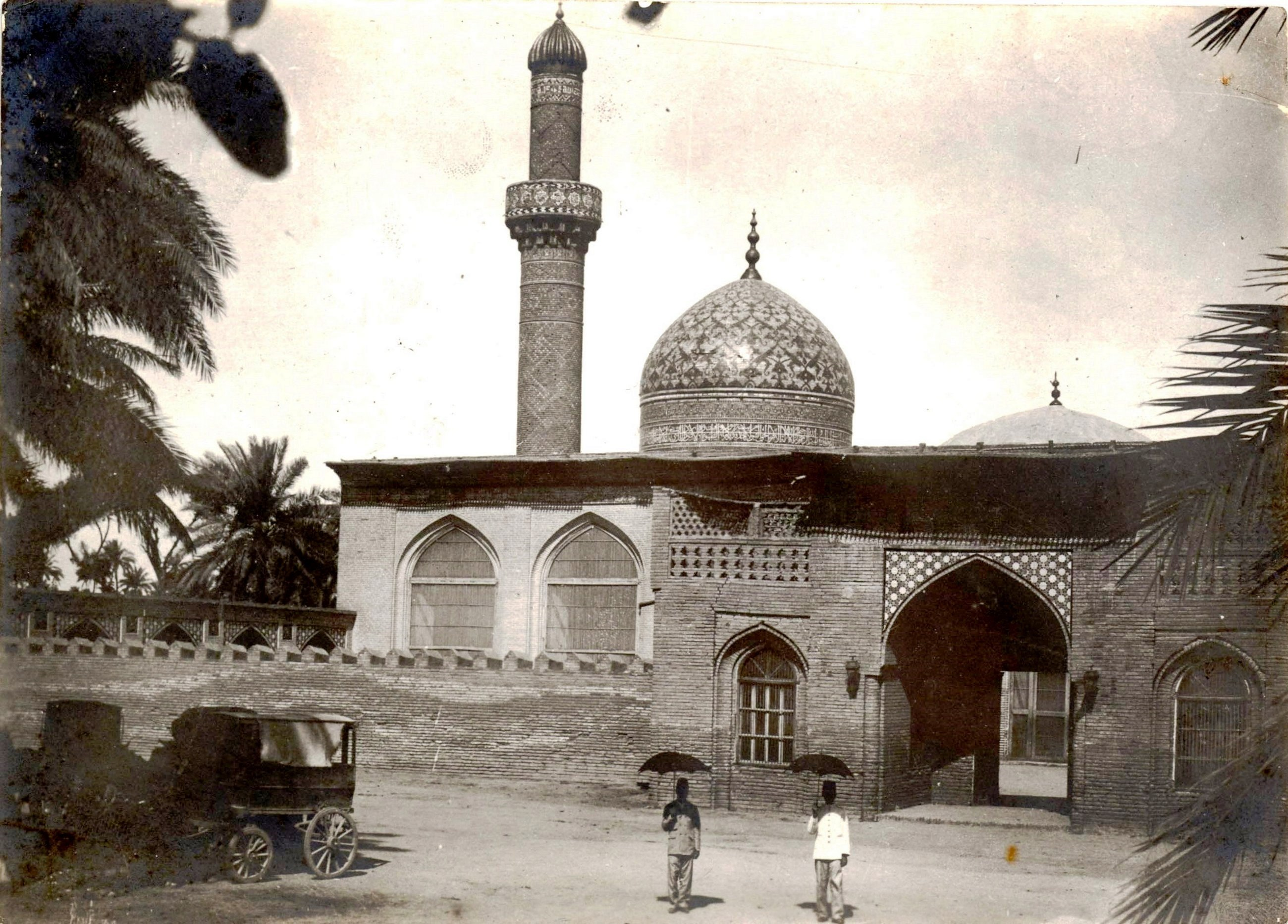
واجهة جامع الامام الأعظم أبي حنيفة النعمان في الأعظمية ببغداد في بداية القرن العشرين

أظهرت التنقيبات الأثرية أن بغداد كانت في الفترات القديمة موطنًا بشريًا مهما يعود إلى العصر الآشوري قبل اختيارها لتكون عاصمة للخلافة العباسية. ومما جعل لهذا الموقع أهميته الجغرافية والاستراتيجية توسطه مدنًا حضارية إنسانية كبرى تمتد من شمال العراق إلى جنوبه. إن هذا الموقع الجغرافي التاريخي جعل بغداد تتبوأ موقعًا متوسطًا بين تلك المدن الأمر الذي شكل بيئة ملائمة لتطور الإنسان وإنجازاته الحضارية والفكرية. وفي العصور التي سبقت الفتح الإسلامي وما بعده، كانت المنطقة التي عرفت في بغداد في العهد العباسي تحيط بها مدن لها أهميتها الاستراتيجية والجغرافية. وتقع مدينة بغداد شمال موقع مدينة بابل الأثرية، إضافةً إلى أنها تقع على بعد بضعة كيلومترات شمال غرب مدينة قطيسفون (المدائن) التي بناها الإغريق قبل الميلاد وورثها الفرس، والتي استمرت كمركز رئيس للبلاد حتى حلت محلها بغداد في القرن الثامن.

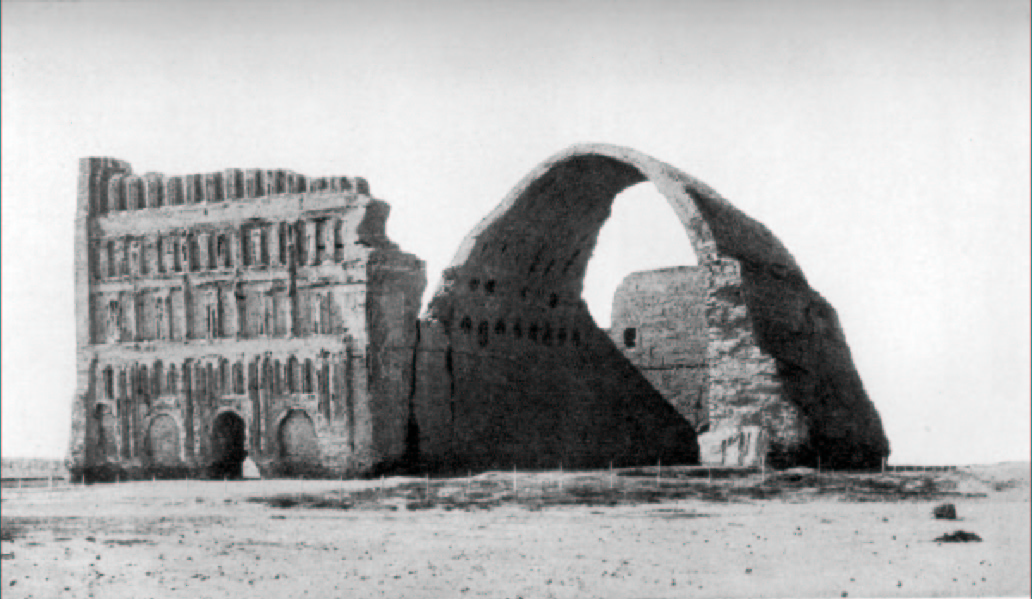
صورة قديمة لطاق كسرى الفارسي في قطيسفون (المدائن حاليا) جنوب شرق بغداد.

بُنيت بغداد في العصر العباسي بين عاميّ 762 و 764 م. وأُطلق عليها في القديم اسم الزوراء، ومدينة السلام، وكانت ذات يوم عاصمة الدنيا، ومركز الخلافة الإسلامية العباسية. بناها الخليفة العباسي أبو جعفر المنصور، وسماها مدينة المنصور، وجعل لها أربعةُ أبواب هي: باب خُراسان، (وكان يسمى باب الدولة)، وبابُ الشام، ثم بابُ الكوفةِ، ثم باب البصرة. وكان المنصور قد اختار لها هذه البقعة من الأرض على ضفتي نهر دجلة. تزخرُ بغدادُ بالكثيرِ من المعالمِ التاريخية والحضارية، أهمها المدرسة المستنصرية، والمساجد الإسلامية القديمة، والقصور الأثرية، وبها عدد من المقامات الدينية، أهمها مقاما الإمامين موسى الكاظم ومحمد الجواد بالكاظمية، ومقام أبي حنيفة النعمان، ومقام الشيخ عبد القادر الجيلاني وجامع الخلفاء العباسي المعروف قديمًا بجامع القصر أو جامع الخليفة، وجامع الحيدرخانة وهو من أتقنِ جوامع بغداد صِنعة وإحكامًا
يوجد بالمدينة متاحف تعرض فيه الآثار المختلفة من جواهر وعملات وهياكل بشرية وتماثيل من عصور ما قبل التاريخ حتى القرن السابع عشر الميلادي.

### العصر العباسي

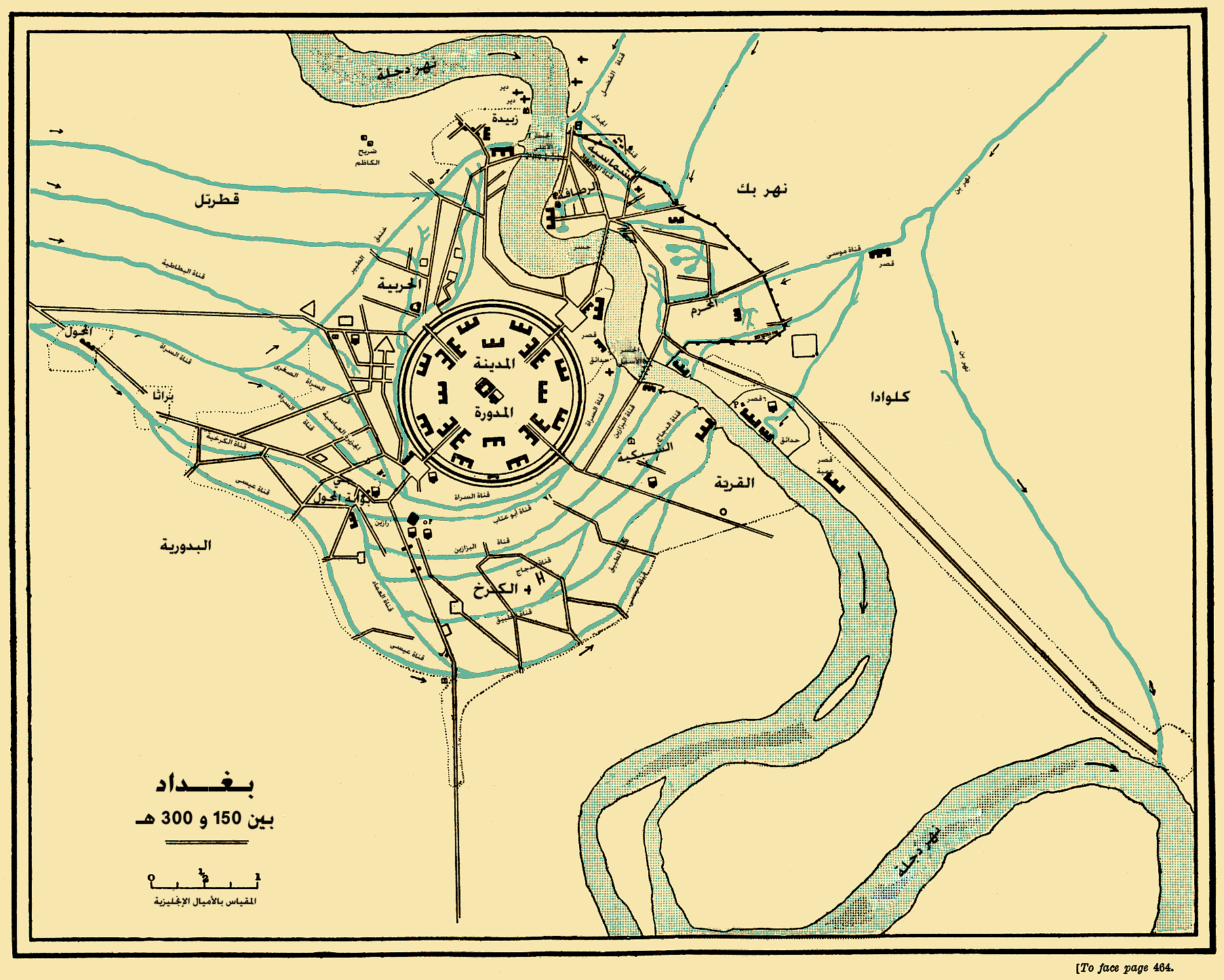
مدينة بغداد المدورة بين عاميّ 767 و 912.

كان سبب بناء بغداد في العصر العباسي، أن أبو جعفر المنصور بنى الهاشمية قبالة مدينة ابن هبيرة بينهما عرض الطريق، وكانت مدينة ابن هبيرة التي بحيالها مدينة أبي جعفر الهاشمية إلى جانب الكوفة، وبنى المنصور أيضاً مدينة بظهر الكوفة سماها الرصافة. فلما ثارت الراوندية بأبي جعفر في مدينته التي تسمى الهاشمية، كره سكناها لاضطراب من اضطرب أمره عليه من الراوندية مع قرب جواره من الكوفة ولم يأمن أهلها على نفسه فأراد أن يبعد من جوارهم فذكر أنه خرج بنفسه يرتاد لها موضعاً يتخذه مسكناً لنفسه وجنده ويبتني به مدينة فبدأ فانحدر إلى جرجرايا ثم صار إلى بغداد ثم مضى إلى الموصل ثم عاد إلى بغداد فقال هذا موضع معسكر صالح هذه دجلة ليس بيننا وبين الصين شيء يأتينا فيها كل ما في البحر وتأتينا الميرة من الجزيرة وأرمينيا وما حول ذلك وهذا الفرات يجيء فيه كل شيء من الشام والرقة وما حول ذلك فنزل وضرب عسكره على الصراة وخط المدينة ووكل بكل ربع قائدًا.
اختار أبو جعفر المنصور موقع بغداد على رقعة مرتفعة من الأرض على الجانب الغربي من نهر دجلة عند مصب نهر الرفيل فيه والتي بدأ العمل في بنائها بتاريخ الثالث والعشرين من تموز من عام سبعمئة واثنان وستين ميلادية. وكانت تحيط بهذا الموقع قرى مأهولة السكان مزدهرة أهمها: بغداد البالية القديمة، وسونيا الآرامية، والخطابية، وشرفانية، وبناورا، وورثاه، وبراثا، وقطغتا، والوردانية. وكان هناك جسر على دجلة، و دير للنصارى. وكانت الأرض التي تحيطها سهلة زراعية تسقيها مياه ترع تتفرع من نهر الرفيل الواسع الذي يأخذ من نهر الفرات ويبعد عن بغداد نحو 30 كيلومترا، ومن نهر الدجيل الذي يأخذ مياهه من دجلة في شماليها. وهذه الأراضي المزروعة كانت واسعة تنتج محاصيل زراعية وافرة، ويقابلها في شرقي دجلة أراض منبسطة أيضاً تروي مزارعها أنهار وترع عدة.
من جهة أخرى، ذُكر عن عيسى بن المنصور أنه قال: "وجدت في خزائن أبي المنصور في الكتب أنه أنفق على مدينة السلام وجامعها وقصر الذهب بها والأسواق والفصلان والخنادق وقبابها وأبوابها أربعة آلاف ألف وثمانمئة وثلاثين درهماً ومبلغها من الفلوس مئة ألف ألف فلس وثلاثة وعشرون ألف فلس وذلك أن الأستاذ من البنائين كان يعمل يومه بقيراط فضة والروزكاي بحبتين إلى ثلاث حبات. وكانت مدينة بغداد مدورة ويبلغ طول قطرها نحو 2615 مترا، وأحيطت بخندق وسورين بينهما ساحة واسعة. ورسم في داخلها سكك (شوارع أو أزقة) عديدة على كل منها عدد من الطاقات، وكل هذه السكك مستقيمة تمتد من السور إلى رحبة واسعة في وسط المدينة المدورة، وخص المنصور أبا حنيفة النعمان بالإشراف عليها فكان المشرف العام على بنائها أربعة أعوام، وعندما انتهى البناء نقل مجالس علمه إليها، حتى توفي في عام 150 هـ.

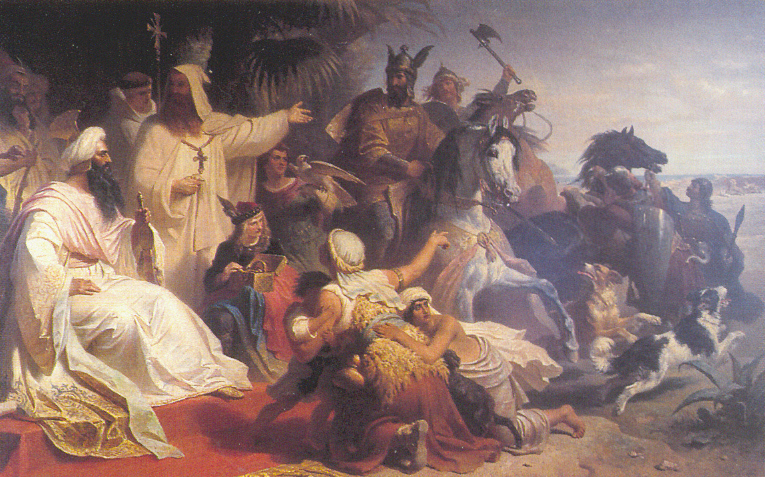
هارون الرشيد يستقبل وفد شارلمان في بغداد لوحة بريشة الرسام الألماني يوليوس كوكرت عام 1864.

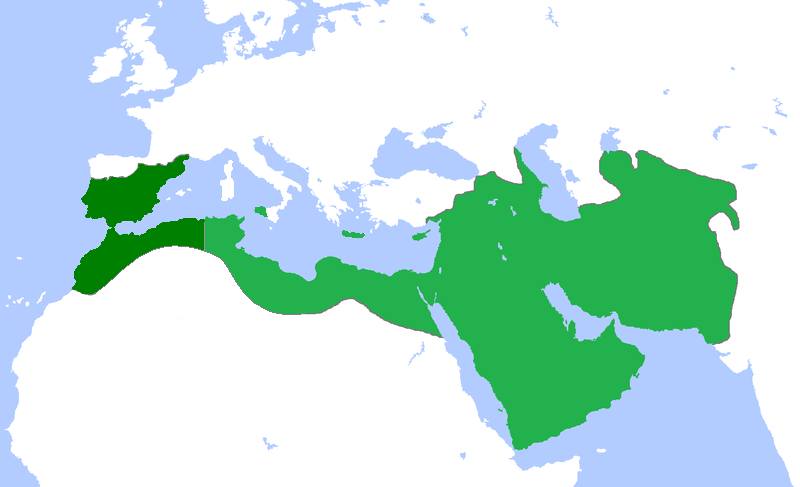
الدولة العباسية في أقصى اتساعها عام 850.

بتولِي هارون الرشيد الحكم بدأ عصر زاهر كان واسطة العقد في تاريخ الدولة العباسية التي دامت أكثر من خمسة قرون، ارتقت فيه العلوم، وسمت الفنون والآداب، وعمَّ الرخاء ربوع الدولة الإسلامية. ولقد أمسك هارون الرشيد بزمام هذه الدولة وهو في نحو الثانية والعشرين من عمرهِ، فأخذ بيدها إلى ما أبهر الناس من مجدها وقوتها وازدهار حضارتها.

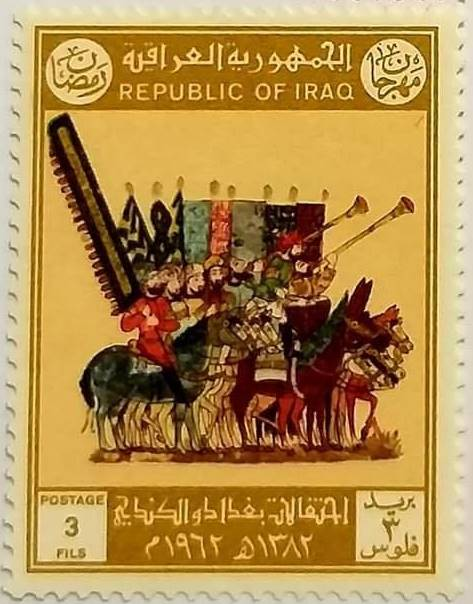
طابع بريدي عراقي فئة 3 فلوس صدر عام 1962 بمناسبة الذكرى الالفيه لتأسيس مدينة بغداد واحياء لذكرى الفيلسوف يعقوب بن اسحق الكندي

- أصدر الرشيد عند توليه الخلافة عفوا عاما أمن كل من كان هاربا أو مستخفيا عدا بعض الزنادقة.[17]
- وأنشأ بما يعرف ببيت الحكمة في بغداد[23] وزوّدها بأعداد كبيرة من الكتب والمؤلفات من مختلف بقاع الأرض. وكانت تضم غرفًا عديدة تمتد بينها أروقة طويلة، وخُصصت بعضها للكتب، وبعضها للمحاضرات، وبعضها الآخر للناسخين والمترجمين والمجلدين. كما تمت في عهده أول ترجمة إلى العربية لأشهر كتاب علمي عرف في التاريخ وهو "كتاب الأصول (الأركان) في الهندسة والعدد لإقليدس [23]، وتطورت العلوم خصوصًا الفيزياء الفلكية والتقنية، وابتكرت عدد من الاختراعات كالساعة المائية.[24] كما أنشئ في عهده أول مصنع للورق ببغداد سنة 795 م وصار سوق الوراقين لاحقا الذي يضم مئات الحوانيت التي تبيع السلع الورقية الفاخرة مفخرة عاصمة العباسيين وكان ورق بغداد يقدر تقديرا عاليا في المنطقة حتى أن بعض المصادر البيزنطية تسمي الورق بصحف بغداد (Bagdatixon) في ربط مباشر بينه وبين مدينة بغداد[25]
- أنشأ الخليفة العباسي هارون الرشيد أكبر مستشفى في بغداد، سماها بإسمه، ضمت في كادرها أمهر الأطباء، وتولى إدارتها كل من يوحنا بن ماسويه وجبريل بن بختيشوع، وكانت أشهر مستشفى في العالم القديم.[26]
- اهتم هارون الرشيد بالإصلاحات الداخلية فبنى المساجد الكبيرة والقصور الفخمة وفي عهده استعملت القناديل لأول مرة في إضاءة الطرقات والمساجد. اعتنى الرشيد أيضًا بالزراعة وأسس نظامها، فبنت حكومته الجسور والقناطر الكبيرة وحفرت الترع والجداول الموصلة بين الأنهار، وأسس ديوانًا خاصًا للإشراف على تنفيذ تلك الأعمال الإصلاحية، ومن أعماله أيضًا تشجيع التبادل التجاري بين الولايات وحراسة طرق التجارة بين المدن، وقد شيّد مدينة الواقفة قرب مدينة الرقة على ضفاف الفرات لتكون مقرًا صيفيًا لحكمه.[24]

غدت بغداد قبلة طلاب العلم من جميع البلاد، يرحلون إليها حيث كبار الفقهاء والمحدثين والقراء واللغويين، وكانت المساجد الجامعة تحتضن دروسهم وحلقاتهم العلمية التي كان كثير منها أشبه بالمدارس العليا، من حيث غزارة العلم، ودقة التخصص، وحرية الرأي والمناقشة، وثراء الجدل والحوار. كما جذبت المدينة الأطباء والمهندسين وسائر الصناع. وكان الرشيد نفسه يميل إلى أهل الأدب والفقه والعلم، حتى ذاع صيت الرشيد وطبق الآفاق ذكره، وأرسلت بلاد الهند والصين وأوروبا رسلها إلى بلاطهِ تخطب وده، وتطلب صداقته.

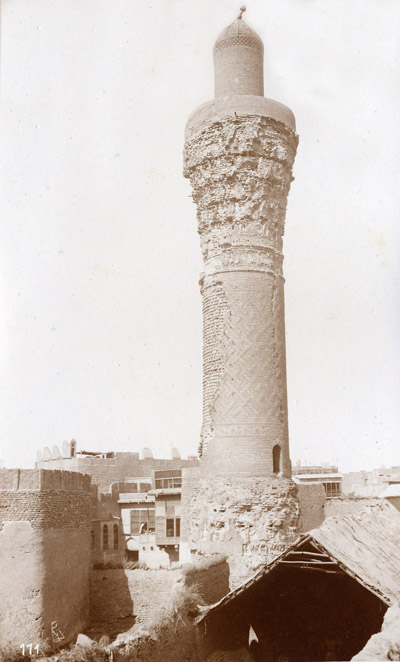
منارة سوق الغزل (جامع الخلفاء) كما صورها مصور ألماني خلال زيارة للعراق عام 1911، وهي أقدم منارة باقية من العصر العباسي في بغداد.

وقع خلاف بعد عامين من وفاة الرشيد بين ولديه الأمين والمأمون، وحوصرت بغداد لأول مرة في تاريخها ودام الحصار أربعة عشر شهراً. وفي نهاية عام 812 أطبق جند هرثمة وطاهر قائدي المأمون على الأمين في بغداد وعزل هرثمة الجانب الشرقي الذي لم يكن يحميه سوى سور سرعان ما أزاله، بينما عسكر طاهر أمام باب الأنبار فسيطر بذلك على الجانب الغربي، ووجد الخليفة نفسه آخر الأمر منعزلاً في قصر الخلد على شاطئ دجلة وما لبث أن وقع في الأسر وهو يحاول الفرار وقُتل في أوائل عام 814، وبموته رُفع الحصار وأصبحت بغداد المزدهرة خرائب ورماداً، وأثار موت الأمين سخط أهل بغداد، وتمكن إبراهيم بن المهدي العباسي بفضل الخلاف بين الناس من أن يستولي على بغداد ويصبح صاحب الأمر فيها ما يقرب من عامين غير أن خيانة قواده أجبرته على تسليم المدينة وزمام الحكم إلى الخليفة المأمون. وكانت بطانة المأمون من الفرس تحاول نقل عاصمة الخلافة إلى خراسان ليتم لهم التغلب على شئون الدولة، وتولى الحسن بن سهل العراق والحجاز واليمن فاضطرب حبل الأمن ودبت الفتن في بغداد إلى أن دخلها المأمون عام 820، وعادت لبغداد شيء من نضرتها إلى أن أدركته منيته عام 834، وقد عهد المأمون بالخلافة من بعده لأخيه المعتصم، وظلت بغداد تموج بالفتن حتى أنه في عام 1157 لم يبقَ من تلك المملكة المترامية الأطراف إلا بغداد وأعمالها وقليل مما يتصل بها. وقد انتقلت العاصمة العباسية في زمن المعتصم عام 837 من بغداد إلى سامراء، وقد أعادها الخليفة العباسي المعتمد عام 893 إلى بغداد، وأقام في دار الخلافة بالجانب الشرقي من نهر دجلة.
في منتصف القرن العاشر، استولى آل بويه على بغداد، والذين يرجع نسبهم إلى ملوك الفرس الساسانيين. وقد كان ذلك الاستيلاء في عام 945 بقيادة أحمد معز الدولة، والذي أعلن نفسه حاميا على الخلافة حتى 1055، حيث كان حكم الخليفة في بغداد صوريًا. وقد شجّع البويهيون على نشر المذهب الشيعي في المنطقة. تصارعت فروع الأسرة فيما بينها فعمت الاضطرابات أرجاء الدولة. انتهى الأمر بأن قُسمت دولة إلى فرعين، أولهما في العراق والآخر في كرمان. قضى الغزنويون على فرع البويهيين في الري سنة 1023، ثم أنهى السلاجقة ما تبقى من دولتهم وحلوا محلهم في بغداد.
ينتمي السلاجقة إلى إحدى العشائر المتزعمة لقبائل الغز التركية. وقد توسعت الدولة السلجوقية في أنحاء مختلفة من تركيا وإيران، حتى استولت على العراق سنة 1055، بعد القضاء على دولة البويهيين في بغداد، وأعلنوا نفسهم كحاميين للخلافة العباسية. وقد استمر حكمهم لأراضٍ شاسعة حتى قضى عليهم الخوارزمشاهات سنة 1194.

### المغول والتتار

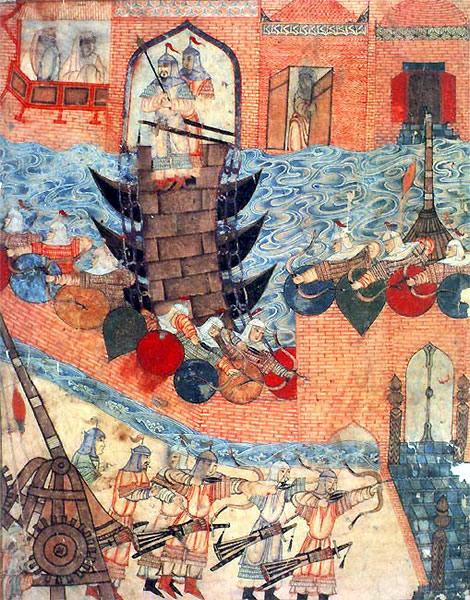
مخطوطة تصور حصار المغول لبغداد عام 1258 قبل اقتحامها.

كان المغول تحت قيادة جنكيز خان قد دمروا ولاية خوارزم شاه عند وفاة الخليفة أبو العباس أحمد الناصر لدين الله في 1225، واحتلوا معظم أقسام إيران الشمالية. تمكن جيش الخليفة العباسي المستنصر، حفيد الناصر من دحر الهجوم المغولي على أراضي العراق العربية. وتحت حكم ابنه المستعصم، حاصر المغول بغداد في 1245 دون تحقيق نجاح. إلا أن الفيضانات الفظيعة التي حدثت في الأعوام 1243، 1253، 1255 و 1256 خلخلت دفاعات المدينة، وخيرات المنطقة وثقة المواطنين.
في عام 1258، طُوقت بغداد بقوة مغولية كبيرة يقودها هولاكو، حفيد جنكيزخان، الذي كان قد أُرسل من منغوليا خصوصًا لكي يتعامل مع العباسيين. وقد سقطت المدينة في 10 شباط/ فبراير 1258، كما اندلعت في أثنائها نيران فتن داخلية انتهت باستيلاء التتار عليها وبقتل الخليفة المستعصم وأولاده ورجال حاشيته وأهل بطانته، وباستباحة بغداد مدة طويلة، وكانت بغداد حين حاصرها المغول غاصة بأهل الأطراف من الذين أجفلوا أمام الجيش المغولي الذين لم يرحموا شيخاً ولا طفلاً ولا امرأة، وبهذا أفلت شمس الخلافة العباسية في بغداد بعد أن أشرقت عليها أكثر من خمسة قرون، وكان أفولها كارثة على الأمم الإسلامية كافة. وقد أبقى هولاكو في أول الأمر الأوضاع الإدارية في بغداد على النمط العباسي تقريباً، ورتب جماعة من الرقباء والأمناء ليشرفوا على كل شيء، وبذلك أصبحت حكومة بغداد مدنية تحت إشراف حكومة عسكرية.

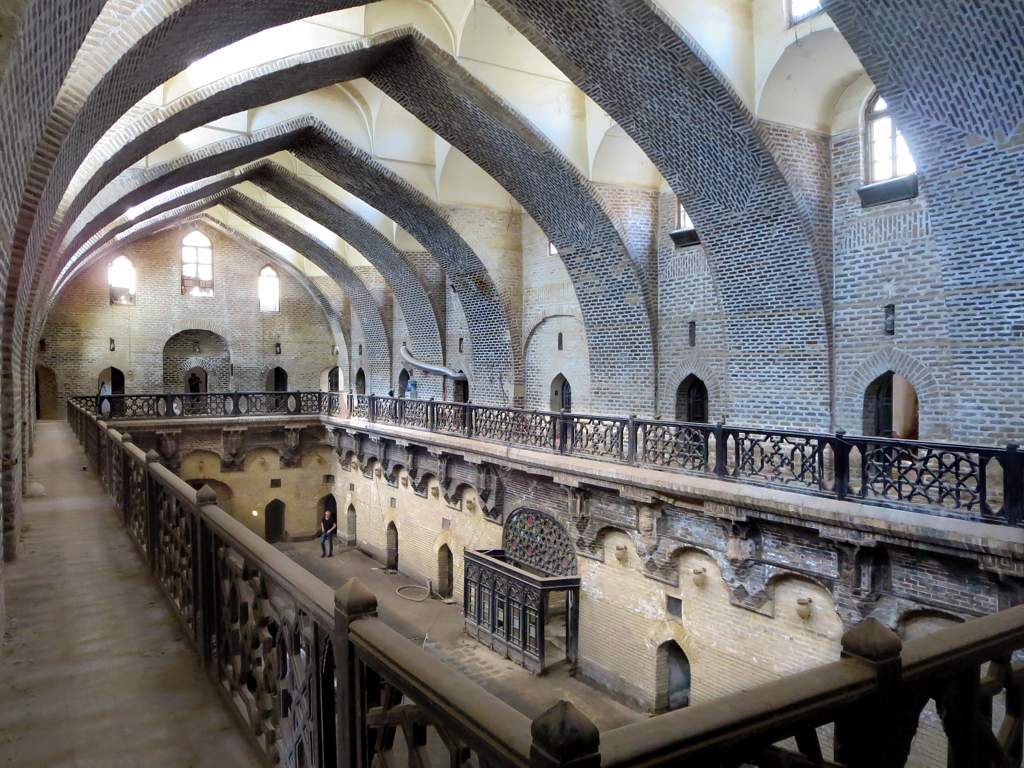
خان مرجان الأثري في بغداد الذي بناه أمين الدين مرجان

لقد دمّر المغول معظم مدينة بغداد فعليا، ويُقال أن 800,000 نسمة من سكانها قد أبيدوا. كما خُفضت منزلة المدينة إداريا إلى مركز ولاية. أما بقية المدن في المنطقة العربية من العراق مثل الحلة والكوفة والبصرة فقد رضخت إلى شروط الغازي وأبقيت على حالتها. أما الموصل في شمال العراق فقد أصبحت عاصمة ولاية دياربكر وديار ربيعة. كانت هاتان الولايتان تابعتين مثل المناطق العربية في العراق إلى سياسة دولة الخان الثانية المغولية، والتي كان مقرها في أذربيجان، التي بدورها كانت تابعة إلى دولة الخان العظيم في الصين.
لقد خلفت بغداد مدن عدة في المنطقة مثل تبريز، والتي ظهرت كمركز تجاري رئيس وقاعدة سياسية في المنطقة. أخذ حكم المغول في بغداد والموصل عموما طابع الحكم المشترك الذي يشمل الإداريين المدنين من المسلمين والمسيحين واليهود يسندهم آمر معسكر المغول. وبصورة عامة فإن العراق مر بفترة من الانهيار السياسي والاقتصادي استمر لغاية القرن السادس عشر.
في منتصف القرن الرابع عشر، حكم الجلائريون بغداد. وهم أحد العشائر المغولية، لكنها تنتمي إلى تجمع قبائل مختلف عن الذي ينحدر منه جنكيز خان، كما كان مواطنهم في بلاد ما وراء النهر. وقد انتزع الشيخ حسن برزك السلطة في بغداد سنة 1336، ثم حكم بصفة مستقلة منذ 1340. تنازعت هذه السلالة مع القائد المغولي تيمورلنك لحكم العراق، مما أدى به إلى غزو بغداد وطردهم منها سنة 1393. وقد عاد الجلائريون مرة أخرى سنة 1395 إلى المدينة، ثم كانت النتيجة أن عاد إليها تيمورلنك، ودمرها عن آخرها سنة 1401. عاد الجلائريون مجددا إلى بغداد سنة 1406، فقامت قبائل القراقويونلو (الخراف السود) التركمانية بإجلاء آخر الجلائريين عن بغداد سنة 1411. بقي للأسرة حكام في كل من البصرة وخراسان، واستمروا حتى سنة 1432، عندما قضى التركمان عليهم نهائيًا. وظلت بغداد تحت الحكم التركماني من هذا التاريخ حتى عام 1509.

### الصفويون والعثمانيون

ولاية بغداد في نهاية العهد العثماني.

سيطر الصفويون على المدينة في عام 1509 بقيادة الشاه إسماعيل الصفوي. وبقيت تحت حكم الصفويين حتى انتزعها العثمانيون من يد الصفويين عام 1535، ولكن ما لبث الصفويون أن عادوا ليسيطروا عليها عام 1624م، وحدثت فيها مذبحة عند دخول جيش الشاه، وبقت تحت الحكم الصفوي حتى عام 1639م، حيث دخلها السلطان العثماني مراد الرابع عام 1638م.

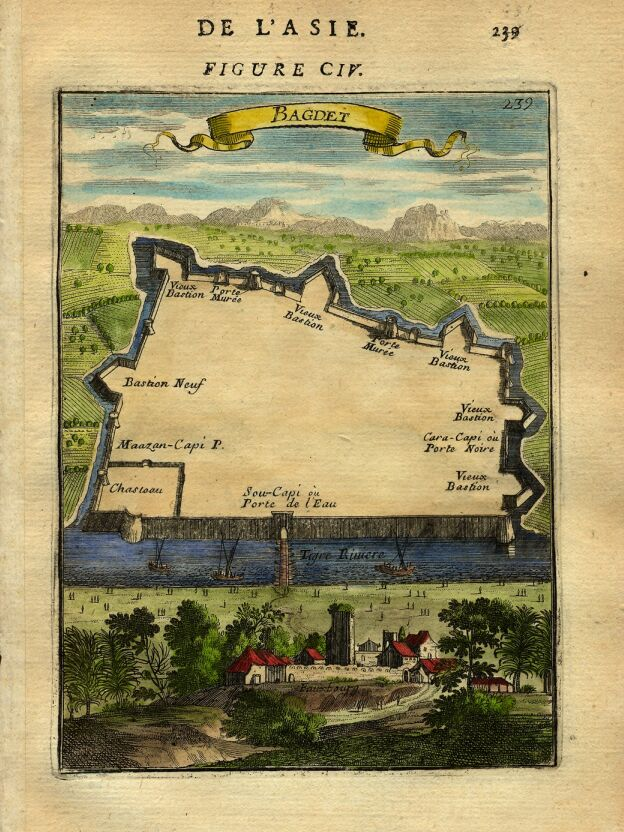
خريطة بغداد عام 1683م برسم توضيحي من قبل ألان مينسون ماليت

من جهة أخرى، شهدت بغداد في الفترة الممتدة من 1749 – 1831 حكم مماليك العراق حيث لم يكن للعثمانيين دور مباشر في حكم العراق. وقد بلغت دولة المماليك في العراق أوج قوتها في عهد سليمان باشا الكبير والذي دام حكمه 22 عاما (أنظر: تاريخ بغداد بعد سقوط المماليك).
كانت بغداد تحت الحكم العثماني مركزا لإيالة بغداد ابتداء من عام 1535 وحتى عام 1864، حيث أصبحت بعدها مركزا لولاية بغداد. وقد تأسست بلدية المدينة في عام 1868، كما تم تعيين إبراهيم الدفتري أول رئيس بلدية لها. وتمثل سنة 1869 أهمية كبيرة في تاريخ بغداد في العصر العثماني، حيث بدأ فيها ما يمكن اعتباره عهدًا متميزًا من عهود العثمانيين وضع أسسه الوالي مدحت باشا بتطبيقه لعدد من الأنظمة والقوانين الإصلاحية التي شرعتها الدولة خلال عهد الإصلاحات وإعادة البناء الذي أطلق عليه عهد التنظيمات. وكان من مُجمل أهمية بغداد للعثمانيين أن جعلوا مقر الفيلقِ السادس في الجيش العثماني في المدينة. وقد بقيت بغداد تحت الحكم العثماني حتى سقوط الدولة العثمانية وقدوم الإنجليز في عام 1917.

### الانتداب البريطاني

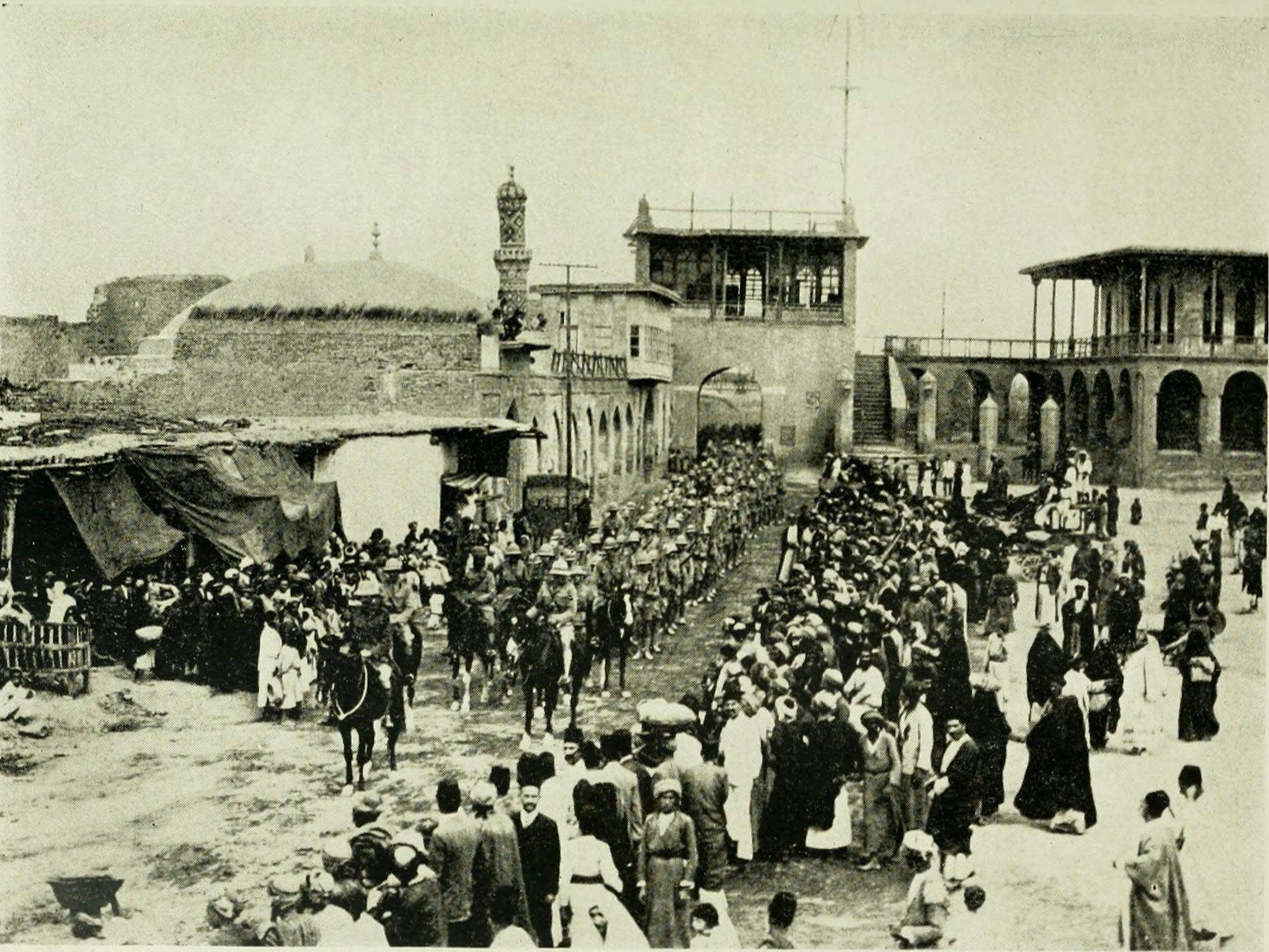
دخول القوات البريطانية لبغداد عام 1917 بقيادة الجنرال ستانلي مود.

كان أول نزول للقوات البريطانية على أرض العراق في شهر أيلول/ سبتمبر سنة 1914 من منطقة الفاو، وهي بلدة تقع أقصى الجنوب تطل على الخليج العربي. وقد أرسلت القوات البريطانية من الهند بقصد إزاحة العثمانيين عن الخليج وحماية منشآت النفط في جنوب غرب إيران. حتى وصلت بغداد بعد جهود وخسائر كبيرة بعد أكثر من سنتين ونصف السنة، دافعت خلالها القوات العثمانية دفاعاً مستميتًا.
وفي يوم الأحد 11 آذار/ مارس 1917، سقطت بغداد بقيادة الجنرال البريطاني ستانلي مود، بعد سلسلة من الانتصارات في يد الجيش البريطاني خلال القتال مع الأتراك العثمانيين في الحرب العالمية الأولى، كما وقعت بغداد كمعظم مناطق العراق الأخرى تحت الانتداب البريطاني.
لم تمر إلا سنوات قليلة حتى انتشرت الروح الوطنية بين العراقيين للتحرر من السيطرة البريطانية بسبب قرار الحكومة البريطانية ربط العراق بالكومنولث البريطاني، وقرارها بتشكيل الإدارة المدنية في العراق، التي ترأسها السير أرنولد ويلسون حتى أيار 1918 فتبعه السير بيرسي كوكس الذي ألغى العديد من المؤسسات الإدارية العثمانية، وانشأ محلها مؤسسات عسكرية لإدارة الشؤون المدنية، ووضع على رأسها ضباطًا من رتب عالية، فحكموا بشكل صارم، وتصرفوا مع العراقيين بشكل مهين. فكان لتلك التصرفات ردود أفعال معاكسة من قبل العراقيين، مما أدى إلى انطلاق ثورة شعبية عام 1920 لتمتد في كل أجزاء العراق، سُميت بثورة العشرين، وقد استمرت ستة أشهر تقريباً.

### التاريخ المعاصر

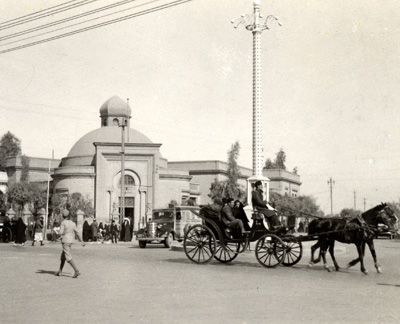
أحد شوارع بغداد عام 1930، وتبدو العربات التي تجرها الأحصنة

أصبحت بغداد عاصمة لمملكة العراق بعد عام 1921. وقد مُنح العراق الاستقلال رسميًا في عام 1932، وزاد استقلاله في عام 1946. ازداد عدد سكان المدينة من 145,000 المقدر في عام 1900 إلى 580,000 في عام 1950.
قام أعضاء في «المربع الذهبي» في 1 نيسان/ أبريل 1941، ورشيد عالي الكيلاني بانقلاب في بغداد. عمل رشيد علي تثبيت حكومة موالية للألمان وإيطاليا المؤيدتان لاستبدال حكومة عبد الإله بن علي الهاشمي الموالية لبريطانيا. في 31 أيار/ مايو، بعد الثورة وبعد فرار رشيد علي وحكومته، استسلم رئيس بلدية بغداد للقوات البريطانية والكومنولث. حدثت عقب الفوضى التي أعقبت سقوط حكومة رشيد عالي الكيلاني خلال انقلاب 1941 أعمال عنف ونهب نشبت في بغداد بالعراق واستهدفت سكان المدينة من اليهود في 1 حزيران/ يونيو 1941 خلال احتفالهم بعيد الشفوعوت اليهودي،  قبل أن تتمكن القوات البريطانية من السيطرة على المدينة. انتهت الحادثة في اليوم التالي لدى دخول البريطانيين بغداد وراح ضحيتها حوالي 175 قتيلا و 1،000 جريحا يهوديا، كما تم تدمير حوالي 900 منزلا تابعا لليهود.
تركت هذه الحادثة أثرا عميقا لدى اليهود العراقيين وساعدت على سرعة هجرتهم إلى فلسطين. فبحلول عام 1951 هاجر أكثر من 80% منهم من العراق.
في 14 تموز/ يوليو 1958، قام أفراد من الجيش العراقي بقيادة عبد الكريم قاسم بانقلاب للإطاحة بمملكة العراق. تم إعلان قيام الجمهورية العراقية وانتهاء حقبة العهد الملكي من خلال البيان الأول للحركة والذي أذاعه عبد السلام عارف من دار الإذاعة، وذلك بعد نجاحه في قلب نظام الحكم وقتل الملك فيصل الثاني، وقاموا بالسيطرة على القيادة العامة للجيش ودار الإذاعة ومجمع بدالة الهاتف المركزي، من خلال قطاعات اللواء العشرين الذي تحت إمرته.
في 17 تموز/ يوليو 1968، قام حزب البعث العربي الاشتراكي بالتحالف مع ضباط بعثيين بانقلاب على الرئيس عبد الرحمن عارف الذي استلم الحكم بعد وفاة أخيه عبد السلام عارف. وقد تم تعيين أحمد حسن البكر رئيسا لمجلس قيادة الثورة ورئيساً للجمهورية وقائدًا عامًا للجيش وأصبح صدام حسين نائب رئيس مجلس قيادة الثورة، كما أصبح نائب رئيس الجمهورية في عام 1972. يصف الكثير من العراقيين فترة البكر بالعصر الذهبي لبغداد، إذ قام العراق بتأميم النفط والقضاء على الأمٌية والبطالة.
استلم الرئيس صدام حسين الحكم في عام 1979. وسرعان ما أدخل البلاد في حرب مع إيران دامت ثماني سنوات ابتداءً من عام 1980. ولم تدم فترة السلم إلا عامين حتى غزى الكويت عام 1990، لتبدأ حرب الخليج الثانية على العراق بقيادة قوات التحالف. وقد تم تدمير الكثير من البنى التحتية للعاصمة بغداد من طرق وجسور وحتى محطات توليد الكهرباء. كما تم بعدها فرض حصار اقتصادي على العراق دام لمدة 13 عام حتى سقوط حكم حزب البعث في العراق عام 2003.
الاحتلال الأمريكي

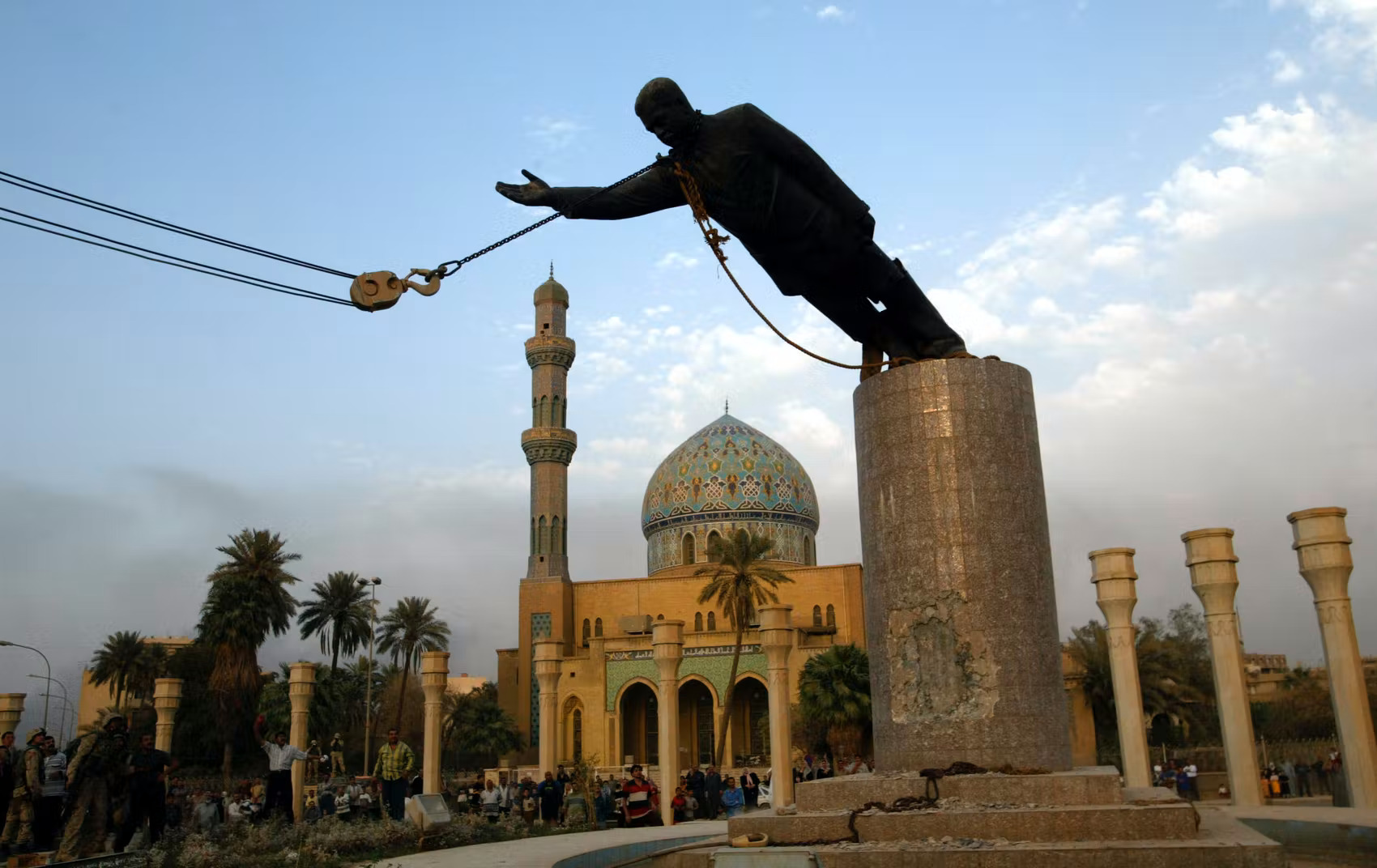
ساحة الفردوس في بغداد بعد الغزو الأمريكي للعراق في 2003.

شنّت الولايات المتحدة حربًا على العراق في عام 2003 بحجة وجود أسلحة للدمار الشامل. وبعد ثلاثة أسابيع من بداية الحملة، بدأت القوات الأمريكة تحركها نحو العاصمة بغداد. كان التوقع الأولي أن تقوم القوات المدرعة الأمريكية بحصار المدينة وتقوم بحرب شوارع في بغداد بإسناد من القوة الجوية الأمريكية، خاصة بعد المعارك التي حدثت مع القوات العراقية في الجنوب.
أعلنت القوات الأمريكية في 9 نيسان/ أبريل 2003 بسط سيطرتها على معظم المناطق بعد انهيار الدفاعات العراقية بشكل مفاجئ، ونقلت وكالات الأنباء مشاهد لحشد صغير يحاولون الإطاحة بتمثال للرئيس العراقي صدام حسين في وسط ساحة الفردوس، والتي قاموا بها بمساعدة من ناقلة دبابات أمريكية وقام المارينز بوضع العلم الأمريكي على وجه التمثال ليستبدلوه بعلم العراق فيما بعد، بعد أن أدركوا أن للأمر رموزًا ومعاني قد تثير المشاكل. وقد تولى القائد العسكري الأمريكي تومي فرانكس قيادة العراق في تلك الفترة باعتباره القائد العام للقوات الأمريكية.
تسبب هذا الغزو بأضرار كبيرة في بغداد شملت جميع القطاعات بما فيها النقل، الطاقة، البنية التحتية والصحة. ولا تزال المدينة تعاني من نتائج هذه الحرب إلى اليوم.
الوضع الحالي
بدأ انسحاب القوات الأمريكية من العراق في عام 2009، واستمر لعامين، حيث غادر آخر جندي أمريكي البلاد في 18 كانون الأول/ ديسمبر 2011. وقد أتى هذا الانسحاب بعد ضغوط داخلية وخارجية على الإدارة الأمريكية، حيث خسرت الولايات المتحدة خلال احتلالها للعراق 4474 قتيلاً و 33 ألف جريح حسب الأرقام الرسمية، كما أنفقت حوالي تريليون دولار. من جهة أخرى، عانى العراق من تبعات هذا الانسحاب سياسيًا وأمنيًا. وقد شهدت بغداد عددًا كبيرًا من التفجيرات التي تلت هذا الانسحاب، نتيجة الخروقات الأمنية.

## التسمية
تجمع المصادر التاريخية أن الخليفة العباسي الثاني أبوجعفر المنصور قد قرر بناء عاصمة له تليق بمكانة الدولة الإسلامية المتصاعدة، فاختار بعد تدقيق وتمحيص موقعًا على نهر الصرا بين نهري دجلة والفرات، حيث كانت تقوم قرية تسمى بغداد. كان يجتمع فيها تجار البلاد في رأس كل شهر. وتجمع المصادر على أن اسم القرية الأصلية في ذلك الموقع هو (بغداذ) و (بغدان) أو تبدل الباء ميمًا فيصير الاسم (مغداد) أو (مغدان). وهذه الأسماء كلها ممنوعة من الصرف ولكنها تقبل التذكير والتأنيث، فتقول (هذا بغداد) و (هذه بغداد). ويشتق منها الفعل «تبغدد» أو «تبغدن» بمعنى سكن بغداد أو تشبه بأهلها.
وسماها بانيها أبوجعفر المنصور (مدينة السلام) وهو الاسم الرسمي الذي ظهر في وثائق الدواوين العباسية وعلى النقود والأوزان. كما أطلقت على المدينة أسماء أخرى مثل (دار السلام) و (مدينة المنصور) و (مدينة الخلفاء) و (المدينة المدورة) و (عاصمة الرشيد) و (الزوراء). ولكن الاسم القديم (بغداد) هو الذي ظل عالقًا في أذهان الناس ويتردد على ألسنتهم، فأحتفظت المدينة بذلك الاسم حتى يومنا هذا.
المعنى الفارسي لاسم مدينة بغداد
كانت اللغة الفارسية هي اللغة الرسمية والمعتمدة في العراق منذ سقوط الدولة البابلية عام 539 ق.م إلى مجيئ الفتح الإسلامي باستثناء فترات قصيرة خضع فيها العراق لاحتلال الأغريق ثم الرومان. وكانت قرية بغداد الأصلية قائمة أثناء الحكم الساساني للعراق. وهكذا جاء أقدم المؤرخين الذين تطرقوا إلى اسم مدينة بغداد مثل المقدسي وابن رستة بتفسيرات مستمدة من اللغة الفارسية لاسم بغداد. وقد ترددت تلك التفسيرات في كتب المؤرخين اللاحقين. وأكثر هذه التفسيرات شيوعا هو القائل إن (باغ) تعني بستان بالفارسية و (داد) تعني عطية، فيكون معنى الاسم (البستان العطية)، أو (باغ) اسم صنم أو شيطان و (داد) عطية أو هبة فيكون المعنى (عطية الصنم). وقد قرب بعض المعاصرين المعنى فقال أنها تعني (هبة الله). فلا غرابة في أن البكري (ت 487 هجري) قد ضمن اسم بغداد في مصنفه المعروف باسم معجم ما استعجم لأنه عد الاسم أعجميا وأردفه بمعناه العربي.
المعنى السومري والأكدي لاسم مدينة بغداد
كشفت الحفريات الآثارية في موقع بغداد عن واجهة كبيرة مبنية بالآجر البابلي وعليها اسم الملك البابلي الشهير نبوخذنصر (605 - 562 ق.م) وألقابه. من ناحية أخرى، وجدت وثائق بابلية تحمل اسم بلدة (بغداد) تعود إحداها، وهي وثيقة قضائية إلى أيام الملك البابلي حمورابي (1792 - 1750 ق.م) صاحب مسلة القوانين البابلية الشهيرة.وهكذا فإن اسم (بغداد) كان قد اُستعمل قبل ألف عام على الأقل من دخول كلمة (باغ) بمعنى الصنم أو الإله_الرب إلى اللغة الآرامية وعند العودة إلى المعجم الذي أصدره الدكتور بهاءالدين الوردي للغة السومرية، نجد أن بغداد تعني (قلعة قبيلة الصقر) أو (هيكل الصقر)  وهذا مايؤيده عالم الآشوريات الفرنسي لابات في معجمه الخاص بالعلامات الأكدية.
أسماء بغداد الأخرى
لقد اختلف مؤرخو مدينة بغداد حتى في معنى إسمها العربي الواضح (مدينة السلام). فرأى بعضهم أن المقصود بالسلام هو الله. ويرى بعضهم أن المنصور أسماها مدينة السلام، لأن نهر دجلة يقال له (وادي السلام). ويرى بعضهم الآخر أن المنصور أسماها (مدينة السلام) تفاؤلا في انها ستكون آمنة مطمئنة. فالسلام شرط أساسي لازدهار المدن ورفاهيتها.
أما مدينة المنصور ومدينة الخلفاء والمدينة المدورة والزوراء فهي أوصاف لبغداد إستخدمها الخاصة والعامة في نعت المدينة. فتسمية (مدينة المنصور) هي تعريف للمدينة بإضافتها إلى بانيها ، وكذلك (مدينة الخلفاء) تعريفٌ لها بإضافتها إلى ساكنيها بعد تعاقب عدد من الخلفاء العباسيين على الإقامة فيها. و (المدينة المدورة) نعت للمدينة يميزها عن غيرها من المدن، ظنًا من الناعتين بأنها المدينة الوحيدة التي بنيت على شكل دائرة. و (الزوراء) نعت كذلك، اُطلق عليها لأن الأبواب الداخلية لأسوارها مزورة عن الأبواب الخارجية، أي ليست على سمتها كما يقول ياقوت الحموي. ويستخدم ترتيب مداخل أبواب السور على هذا الشكل المنحني أو المنكسر لأغراض دفاعية. ومن المحتمل أن هذه الطريقة قد أستخدمت أول مرة في بغداد  كما اورد الحميري (ت 900 هجرية) في كتابه (الروض المعطار في خبر الأقطار) حين قال: وكان بعضهم يسميها (الصيادة) لأنها تصيد القلوب.

## الجغرافيا

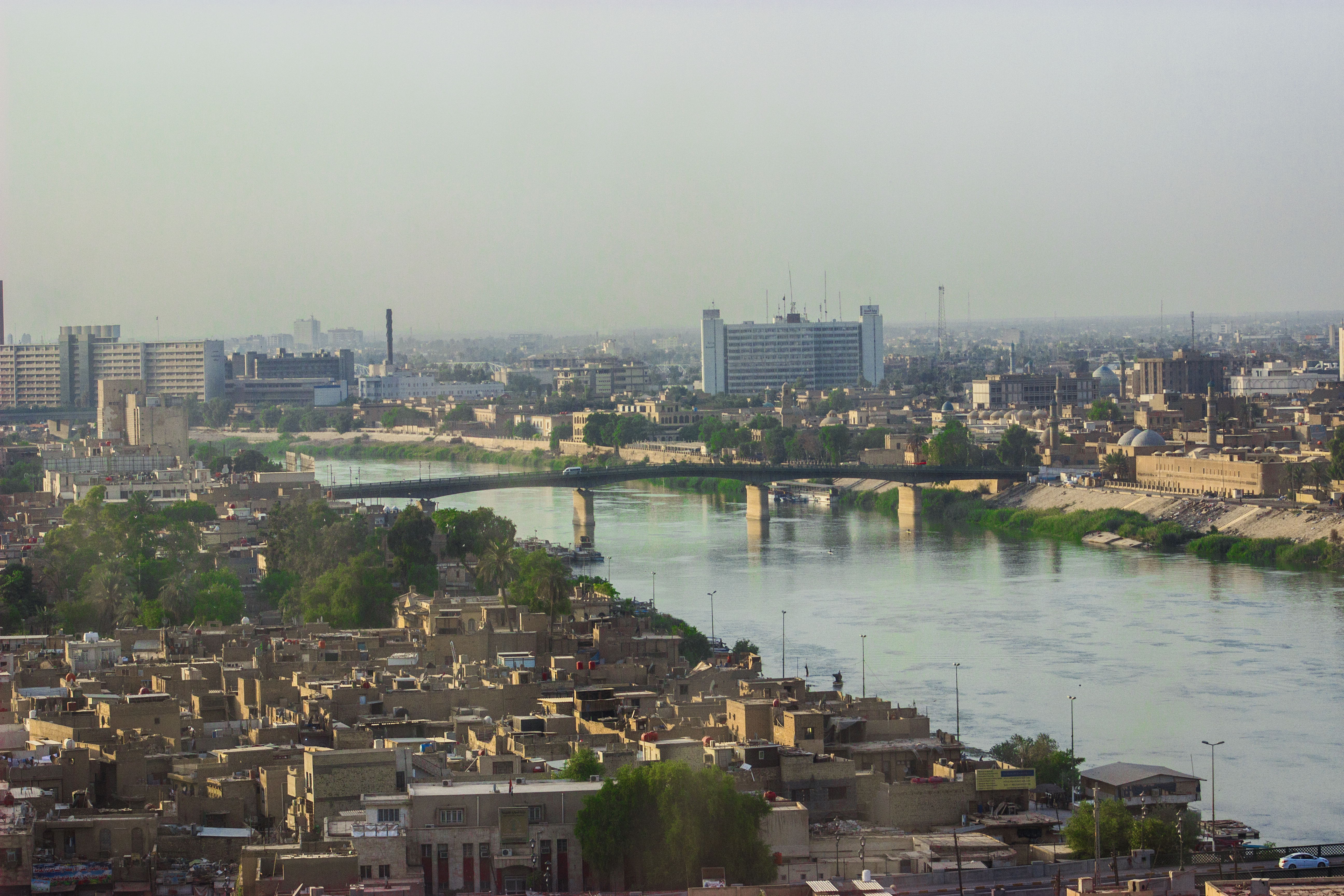
منظر لنهر دجلة يقسم بغداد قسمين

تقع بغداد على خط عرض 33 وخط طول 44 على نهر دجلة، في المنطقة الوسطية للعراق، حيث تقع ما بين المدن الرئيسية شمالاً وجنوبًا، فتبعد عنها البصرة 445 كم إلى الجنوب، بينما تقع شمالاً كل من الموصل على بعد 350 كم وأربيل على بعد 320 كم.
أما عن مدن الجوار، فيقع إلى الغرب كل من دمشق على بعد 750 كم، عمّان على بعد 800 كم، بيروت على بعد 830 كم، القدس على بعد 875 كم والقاهرة على بعد 1290 كم. وتقع جنوبا كل من الكويت على بعد 545 كم والرياض على بعد 980 كم. أما من الشرق فتقع طهران على بعد 700 كم، وإلى الشمال الغربي تقع أنقرة على بعد 1250 كم.

### الموقع والطبوغرافيا
تقع مدينة بغداد على بعد 85 كم شمال موقع مدينة بابل الأثرية، وعلى بعد بضعة كيلومترات شمال غرب مدينة قطسيفون (المدائن) والتي استمرت كمركز رئيسي للبلاد حتى حلت محلها بغداد في أوائل العصر العباسي. في 30 تموز 762 كلٌف الخليفة المنصور ببناء المدينة، وكان البناء تحت إشراف البرامكة. اعتقد المنصور أن بغداد ستكون المدينة المثالية لتكون عاصمة للإمبراطورية الإسلامية تحت حكم العباسيين. اختار أبو جعفر بنفسه رقعة مرتفعة من الأرض، على الجانب الغربي من دجلة عند مصب نهر الرفيل فيه، وقرر أن يشيّد عاصمته الجديدة على هذه الرقعة.

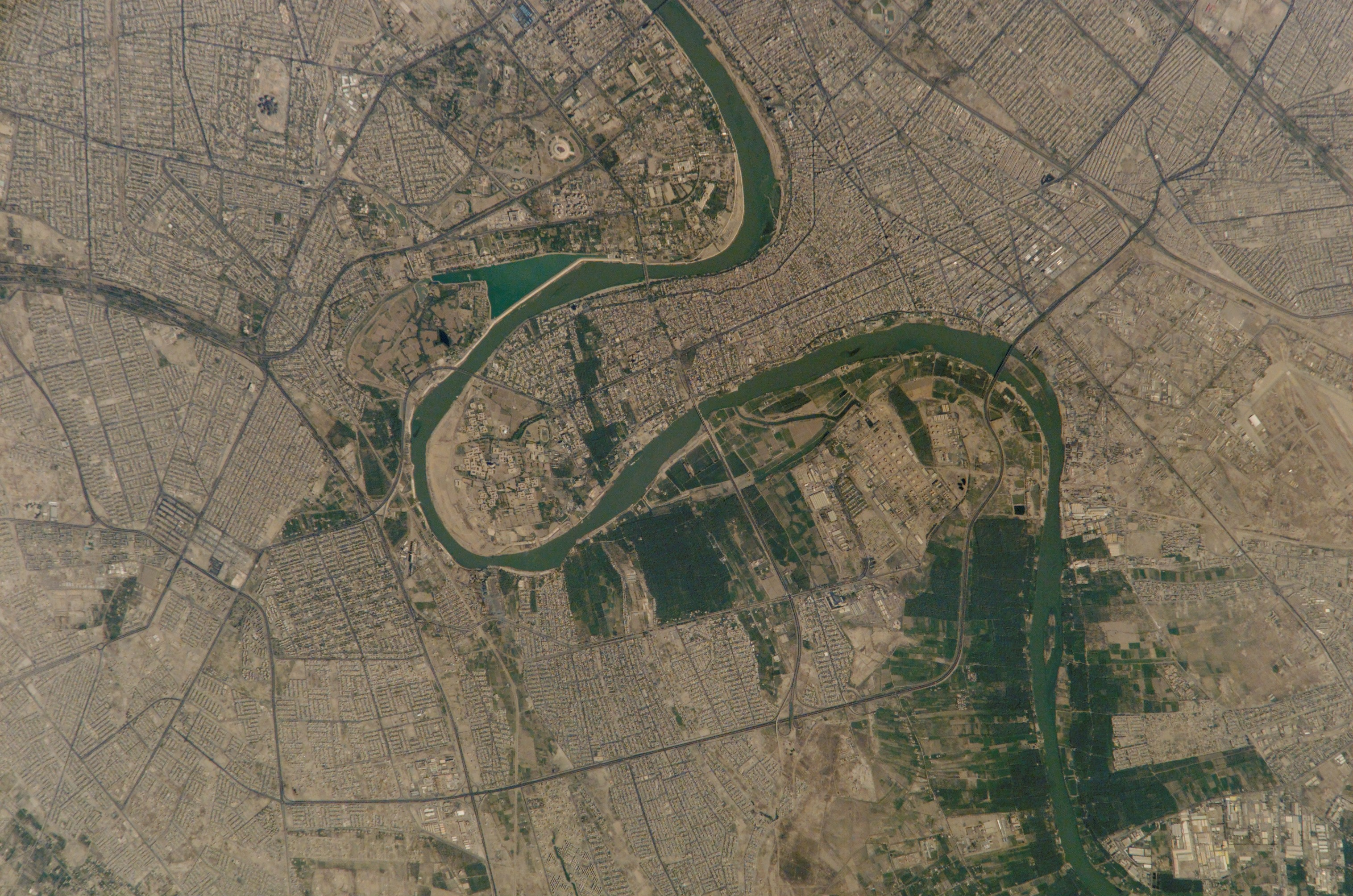
صورة جوية لوسط وجنوب بغداد، حيث يقسمها نهر دجلة إلى شطرين.

تُعد بغداد أكبر مدن العراق وأيضًا من كبريات مدن الشرق الأوسط وثاني أكبر مدينة عربية معاصرة بعد القاهرة في مصر. ومدينة بغداد من المدن التي ترتبط بتاريخ الخلافة العباسية إن لم يكن تاريخ العالم الإسلامي خلال القرون الخمسة من عام 150 هـ/767م إلى 656 هـ/1258م، فكان أبو جعفر المنصور ثاني خليفة عباسي وأول من اتخذ بغداد عاصمة له بعدما قضى على منافسيه من العباسيين والعلويين في عام 145 هـ 762م، وبنى أبو جعفر المنصور على نهر دجلة عاصمته بغداد في عام (145 - 149 هـ) 710 ميلادية على شكل دائري، وهو اتجاه جديد في بناء المدن الإسلامية، لأن مـعظم المدن الإسلامية، كانت إما مستطيلة كالفسطاط، أو مربعة كالقاهرة، أو بيضاوية كصنعاء. ولعل السبب في ذلك يرجع إلى أن هذه المدن نشأت بجوار مرتفعات حالت دون استدارتها. ويُعتبر تخطيط المدينة المدورة (بغداد)، ظاهرة جديدة في الفن المعماري الإسلامي ولا سيما في المدن الأخرى التي شيّدها العباسيون مثل مدينة سامراء وما حَوته من مساجد وقصور خلافية فخمة. وإلى جانب العمارة وجدت الزخرفة التي وصفت بأنهما لغة الفن الإسلامي، وتقوم على زخرفة المساجد والقصور والقباب بأشكال هندسية أو نباتية جميلة تبعث في النفس الراحة والهدوء والانشراح. وسُمي هذا الفن الزخرفي الإسلامي في أوروبا باسم أرابسك.

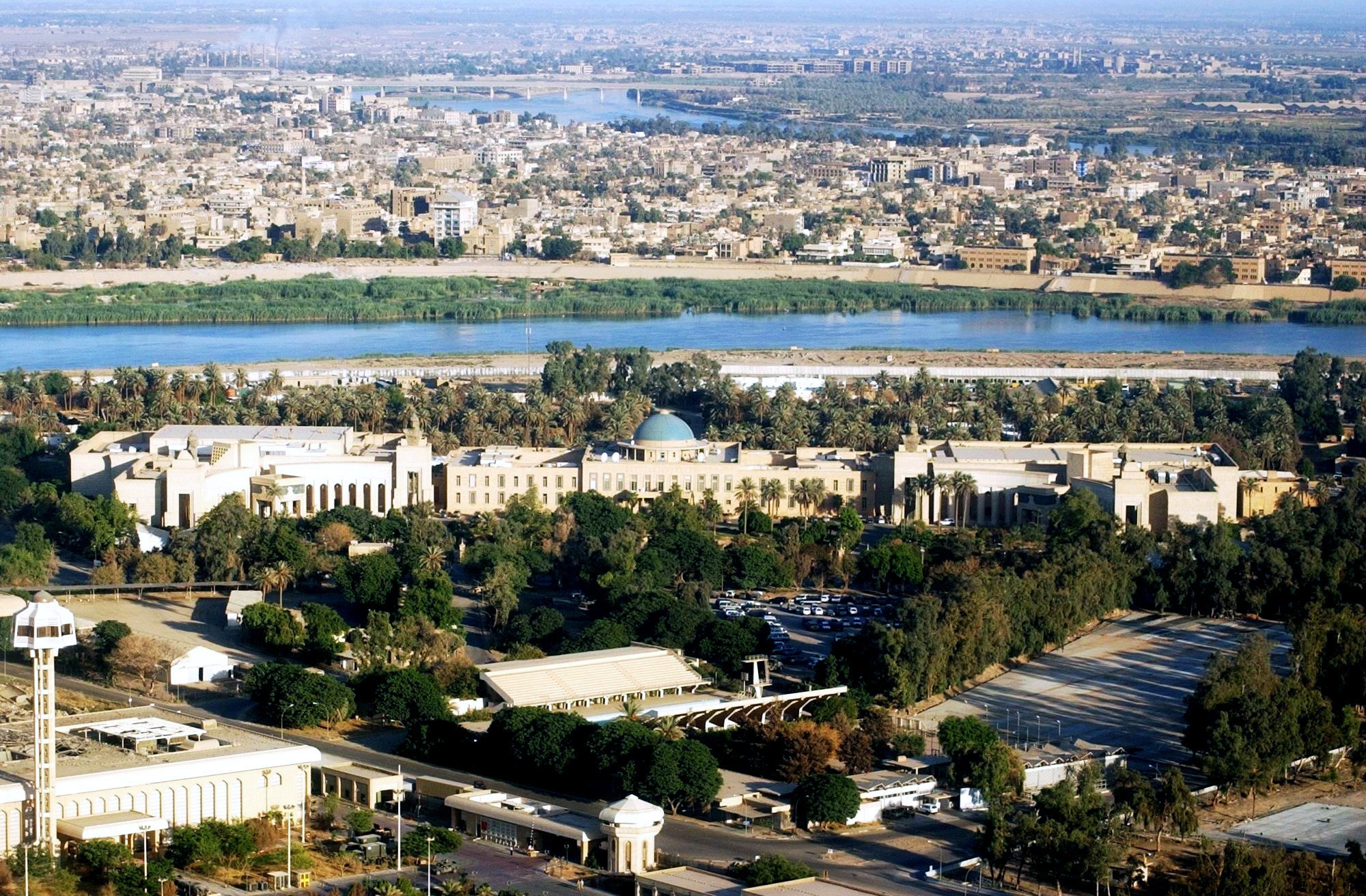
المنطقة الخضراء، حيث القصر الجمهوري.

تمثل بغداد حاليًا حالة من حالات التتابع المدني في إطار موقع واحد ففي إطار موقع الرافدين تتابعت العواصم من بابل القديمة إلى سلوقية الإغريقية وقطيسنون الفارسية التي كانت تعرف بمدائن كسرى ثم بغداد العربية الحالية. لا تزال نواة بغداد القديمة موجودة حتى الآن تنتشر حولها الأجزاء الحديثة حول البوابات الشمالية والجنوبية القديمة على الجانب الغربي لنهر دجلة على بعد 540 كم تقريبًا إلى الشمال الغربي من الخليج العربي.
وتكمن أهمية موقع بغداد في توافر المياه وتناقص أخطار الفيضانات مما أدّى بدوره إلى اتساع رقعة المدينة وزيادة نفوذها إلى جانب سهولة اتصالها عبر دجلة بواسطة الجسور التي تربطها بالجانب الأيسر من النهر .

### اتجاه القبلة
- اتجاه القِبلة: 160° درجة من الشمال إلى الغرب (جنوب الغرب).[83]
- المسافة ما بين مكة وبغداد: 1399 كم[84]

### مناطق بغداد
ينقسم مركز العاصمة إلى صوبَيْن (جانبين) هما الكرخ على الجانب الغربي لنهر دجلة، والرصافة على الجانب الشرقي للنهر وفي كلا الجزئين نجد المباني الحديثة وعلى جانب الرصافة توجد منطقة الكرادة ذات الشوارع الضيقة والمحلات الكثيرة ويقصدها معظم سكان بغداد للتبضع، إنّ بعض أسماء مناطق بغداد هي قديمة من تراث بغداد كسبع أبكار، وقد ذُكر تفسير معانيها في كتب وبعض أسماءها حديثة كحي الخضراء، وفي عام 1908م اتخذت الحكومة العثمانية أسماءً جديدةً لمحلات بغداد وشوارعها. وفي تشرين الأول عام 2000، أُعلنَ في بغداد عن مبادرة حكومية لتغيير بعض أسماء مناطق بغداد وشوارعها تنفيذاً لمقاصد «حملة الانسجام بين المكان والحاضر والماضي»، ومن ذلك تغييرُ شارع كورنيش الأعظمية من اسم شارع بيرم التونسي إلى شارع امرؤ القيس إذ رأت لجنة الأسماء أن شارع الكورنيش يتوافق مع الرومانسية المعهودة من امرؤ القيس، وذكر مسؤول اللجنة أن الأسماء «بعضها لا ينسجم مع الذوق العام لأنها استمدت أسمائها من حادث أو شخصية»، وبيّنَ أن مقياس الاختيار ليس بشهرة الاسم في مكانه بل يُنتقى «من التاريخ العربي والعراقي القديم والمعاصر»، وقال إن بعض المناطق لم تكن لها أسماء فاختاروا لها تسمية، وأقرّ بوجود أسماء رسمية لا يعرفها الناس بسبب تجاهل الدوائر الحكومية لاستعمال تلك الأسماء. وفي 1 حزيران عام 2017 أعلنَ مجلس محافظة بغداد عن تغيير اسم شارع ابن تيمية في جنوب الوزيرية إلى شارع الشافعي. الجدول التالي يبين ببعض مناطق بغداد الرئيسية:
| مناطق وأحياء بغداد | مناطق وأحياء بغداد       | مناطق وأحياء بغداد | مناطق وأحياء بغداد | مناطق وأحياء بغداد | مناطق وأحياء بغداد | مناطق وأحياء بغداد | مناطق وأحياء بغداد | مناطق وأحياء بغداد | مناطق وأحياء بغداد | مناطق وأحياء بغداد | مناطق وأحياء بغداد | مناطق وأحياء بغداد | مناطق وأحياء بغداد |
| جانب الرصافة       | جانب الكرخ               |                    |                    |                    |                    |                    |                    |                    |                    |                    |                    |                    |                    |
| ------------------ | ------------------------ | ------------------ | ------------------ | ------------------ | ------------------ | ------------------ | ------------------ | ------------------ | ------------------ | ------------------ | ------------------ | ------------------ | ------------------ |
| الأعظمية           | الكاظمية                 |                    |                    |                    |                    |                    |                    |                    |                    |                    |                    |                    |                    |
| البتاوين           | العامرية                 |                    |                    |                    |                    |                    |                    |                    |                    |                    |                    |                    |                    |
| الكرادة            | المنصور                  |                    |                    |                    |                    |                    |                    |                    |                    |                    |                    |                    |                    |
| منطقة الشعب        | منطقة القادسية           |                    |                    |                    |                    |                    |                    |                    |                    |                    |                    |                    |                    |
| بغداد الجديدة      | الدورة                   |                    |                    |                    |                    |                    |                    |                    |                    |                    |                    |                    |                    |
| الزعفرانية         | السيدية                  |                    |                    |                    |                    |                    |                    |                    |                    |                    |                    |                    |                    |
| الوزيرية           | الغزالية                 |                    |                    |                    |                    |                    |                    |                    |                    |                    |                    |                    |                    |
| شارع الفضل         | حي الجهاد                |                    |                    |                    |                    |                    |                    |                    |                    |                    |                    |                    |                    |
| شارع السعدون       | مدينة الحرية             |                    |                    |                    |                    |                    |                    |                    |                    |                    |                    |                    |                    |
| مدينة الصدر        | الشعلة                   |                    |                    |                    |                    |                    |                    |                    |                    |                    |                    |                    |                    |
| الشيخ عمر          | حي العدل                 |                    |                    |                    |                    |                    |                    |                    |                    |                    |                    |                    |                    |
| شارع أبو نؤاس      | حي الخضراء (بغداد)       |                    |                    |                    |                    |                    |                    |                    |                    |                    |                    |                    |                    |
| حي أور             | 14 رمضان                 |                    |                    |                    |                    |                    |                    |                    |                    |                    |                    |                    |                    |
| 9 نيسان            | حي الإعلام               |                    |                    |                    |                    |                    |                    |                    |                    |                    |                    |                    |                    |
| اليوسفية           | حي العامل                |                    |                    |                    |                    |                    |                    |                    |                    |                    |                    |                    |                    |
| حي البنوك          | العطيفية                 |                    |                    |                    |                    |                    |                    |                    |                    |                    |                    |                    |                    |
| سبع أبكار          | شارع فلسطين              |                    |                    |                    |                    |                    |                    |                    |                    |                    |                    |                    |                    |
| شارع النضال        | الشرطة الرابعة           |                    |                    |                    |                    |                    |                    |                    |                    |                    |                    |                    |                    |
| حي الضباط          | الشرطة الخامسة           |                    |                    |                    |                    |                    |                    |                    |                    |                    |                    |                    |                    |
| الحبيبية           | الرضوانية                |                    |                    |                    |                    |                    |                    |                    |                    |                    |                    |                    |                    |
| شارع المغرب        | حي التراث                |                    |                    |                    |                    |                    |                    |                    |                    |                    |                    |                    |                    |
| الصليخ             | الزوراء                  |                    |                    |                    |                    |                    |                    |                    |                    |                    |                    |                    |                    |
| الجادرية           | شارع حيفا                |                    |                    |                    |                    |                    |                    |                    |                    |                    |                    |                    |                    |
| باب شرقي           | الحارثية                 |                    |                    |                    |                    |                    |                    |                    |                    |                    |                    |                    |                    |
| المسبح             | البياع                   |                    |                    |                    |                    |                    |                    |                    |                    |                    |                    |                    |                    |
| البلديات           | الدولعي                  |                    |                    |                    |                    |                    |                    |                    |                    |                    |                    |                    |                    |
| كمب سارة           | الصالحية                 |                    |                    |                    |                    |                    |                    |                    |                    |                    |                    |                    |                    |
| الحسينية           | الوشاش                   |                    |                    |                    |                    |                    |                    |                    |                    |                    |                    |                    |                    |
| زيونة              | حي اليرموك               |                    |                    |                    |                    |                    |                    |                    |                    |                    |                    |                    |                    |
| المشتل             | حي الجامعة               |                    |                    |                    |                    |                    |                    |                    |                    |                    |                    |                    |                    |
| بوب الشام          | عرب الجبور               |                    |                    |                    |                    |                    |                    |                    |                    |                    |                    |                    |                    |
| الراشدية           | المحمودية                |                    |                    |                    |                    |                    |                    |                    |                    |                    |                    |                    |                    |
| حي حطين            | حي المهدية               |                    |                    |                    |                    |                    |                    |                    |                    |                    |                    |                    |                    |
| الطالبية           | حي الغدير منطقة الرستمية |                    |                    |                    |                    |                    |                    |                    |                    |                    |                    |                    |                    |
|                    |                          |                    |                    |                    |                    |                    |                    |                    |                    |                    |                    |                    |                    |

المناطق الصناعية في بغداد
تمتد المناطق الصناعية من مركز بغداد إلى خارجها وضواحيها مثل الحي الصناعي في البياع، ومنطقة التاجي الصناعية شمال المدينة.

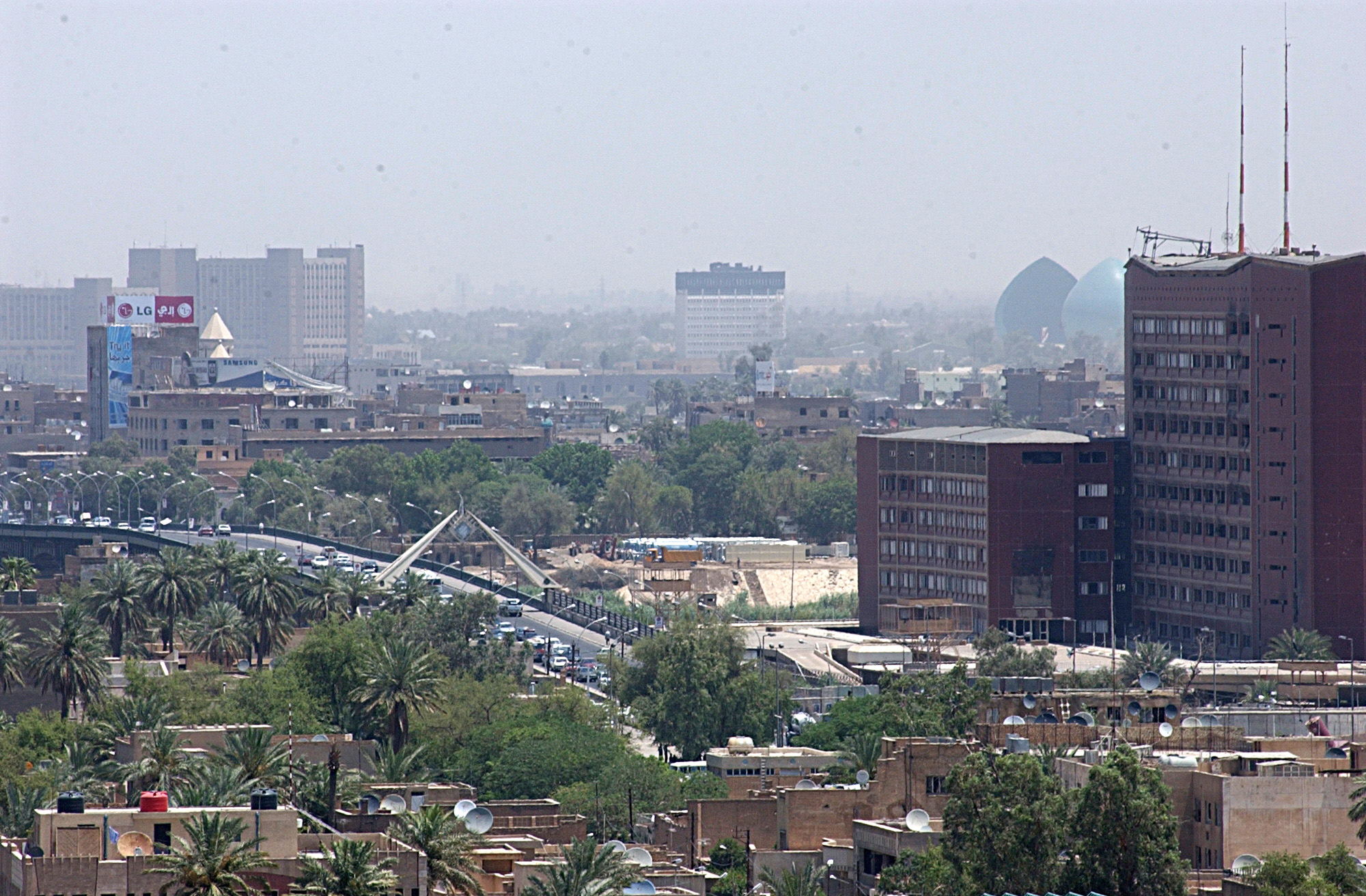
مدينة بغداد في الصيف، حيث تصل درجات الحرارة إلى 50 درجة مثوية.

### المناخ
يُعتبر مناخ بغداد مناخ صحراوي، حيث يتميز الصيف في العراق بارتفاع درجات الحرارة. وقد لازم ارتفاع درجات الحرارة في بغداد خلال السنوات الأخيرة ظاهرة هبوب العواصف الترابية الخفيفة. ويعلل الخبراء شدة هذه الظواهر في صيف بغداد بعد الغزو الأمريكي للعراق عام 2003، إلى الإحتباس الذي يعانيه الجو في البلاد وازدياد نسبة الكربون في الجو نتيجة عوادم المولدات الكهربائية، وازدياد ظاهرة التصحر، وانجراف التربة، والجفاف، وتغيير البيئة العراقية ككل نتيجة الإهمال المتعمد وعدم وضع الحلول العاجلة.
وتوجد في محافظة بغداد محطة رصد جوي واقعة في مطار بغداد الدولي، تأسست منذ تأسيس المطار. وتعمل على الرصد السطحي وذلك بنقل الحالة السائدة على أرض المطار كل ساعة إلى قسم التنبؤ الجوي وقسم الرقابة الجوية في المطار.
| البيانات المناخية لـبغداد                       | البيانات المناخية لـبغداد | البيانات المناخية لـبغداد | البيانات المناخية لـبغداد | البيانات المناخية لـبغداد | البيانات المناخية لـبغداد | البيانات المناخية لـبغداد | البيانات المناخية لـبغداد | البيانات المناخية لـبغداد | البيانات المناخية لـبغداد | البيانات المناخية لـبغداد | البيانات المناخية لـبغداد | البيانات المناخية لـبغداد | البيانات المناخية لـبغداد |
| الشهر                                           | يناير                     | فبراير                    | مارس                      | أبريل                     | مايو                      | يونيو                     | يوليو                     | أغسطس                     | سبتمبر                    | أكتوبر                    | نوفمبر                    | ديسمبر                    | المعدل السنوي             |
| ----------------------------------------------- | ------------------------- | ------------------------- | ------------------------- | ------------------------- | ------------------------- | ------------------------- | ------------------------- | ------------------------- | ------------------------- | ------------------------- | ------------------------- | ------------------------- | ------------------------- |
| الدرجة القصوى °م (°ف)                           | 24.8 (76.6)               | 27.1 (80.8)               | 30.9 (87.6)               | 38.6 (101.5)              | 43.5 (110.3)              | 48.8 (119.8)              | 50.0 (122.0)              | 49.9 (121.8)              | 47.7 (117.9)              | 40.2 (104.4)              | 35.6 (96.1)               | 25.3 (77.5)               | 50.0 (122.0)              |
| متوسط درجة الحرارة الكبرى °م (°ف)               | 15.5 (59.9)               | 18.5 (65.3)               | 23.6 (74.5)               | 29.9 (85.8)               | 36.5 (97.7)               | 41.3 (106.3)              | 44.0 (111.2)              | 43.5 (110.3)              | 40.2 (104.4)              | 33.4 (92.1)               | 23.7 (74.7)               | 17.2 (63.0)               | 30.6 (87.1)               |
| متوسط درجة الحرارة الصغرى °م (°ف)               | 3.8 (38.8)                | 5.5 (41.9)                | 9.6 (49.3)                | 15.2 (59.4)               | 20.1 (68.2)               | 23.3 (73.9)               | 25.5 (77.9)               | 24.5 (76.1)               | 20.7 (69.3)               | 15.9 (60.6)               | 9.2 (48.6)                | 5.1 (41.2)                | 14.9 (58.8)               |
| أدنى درجة حرارة °م (°ف)                         | −11.0 (12.2)              | −10.0 (14.0)              | −5.5 (22.1)               | −0.6 (30.9)               | 8.3 (46.9)                | 14.6 (58.3)               | 22.4 (72.3)               | 20.6 (69.1)               | 15.3 (59.5)               | 6.2 (43.2)                | −1.5 (29.3)               | −8.7 (16.3)               | −11.0 (12.2)              |
| معدل هطول الأمطار مم (إنش)                      | 27.2 (1.07)               | 19.1 (0.75)               | 22.0 (0.87)               | 15.6 (0.61)               | 3.2 (0.13)                | 0 (0)                     | 0 (0)                     | 0 (0)                     | 0 (0)                     | 3.3 (0.13)                | 12.4 (0.49)               | 20.0 (0.79)               | 122.8 (4.83)              |
| متوسط الأيام الممطرة (≥ 0.001 mm)               | 8                         | 7                         | 8                         | 6                         | 4                         | 0                         | 0                         | 0                         | 0                         | 4                         | 6                         | 7                         | 50                        |
| متوسط الرطوبة النسبية (%)                       | 71                        | 61                        | 53                        | 43                        | 30                        | 21                        | 22                        | 22                        | 26                        | 34                        | 54                        | 71                        | 42                        |
| ساعات سطوع الشمس الشهرية                        | 192.2                     | 203.3                     | 244.9                     | 255.0                     | 300.7                     | 348.0                     | 347.2                     | 353.4                     | 315.0                     | 272.8                     | 213.0                     | 195.3                     | 3٬240٫8                   |
| المصدر #1: المنظمة العالمية للأرصاد الجوية (UN) |                           |                           |                           |                           |                           |                           |                           |                           |                           |                           |                           |                           |                           |
| المصدر #2: Climate & Temperature                |                           |                           |                           |                           |                           |                           |                           |                           |                           |                           |                           |                           |                           |

## السكان

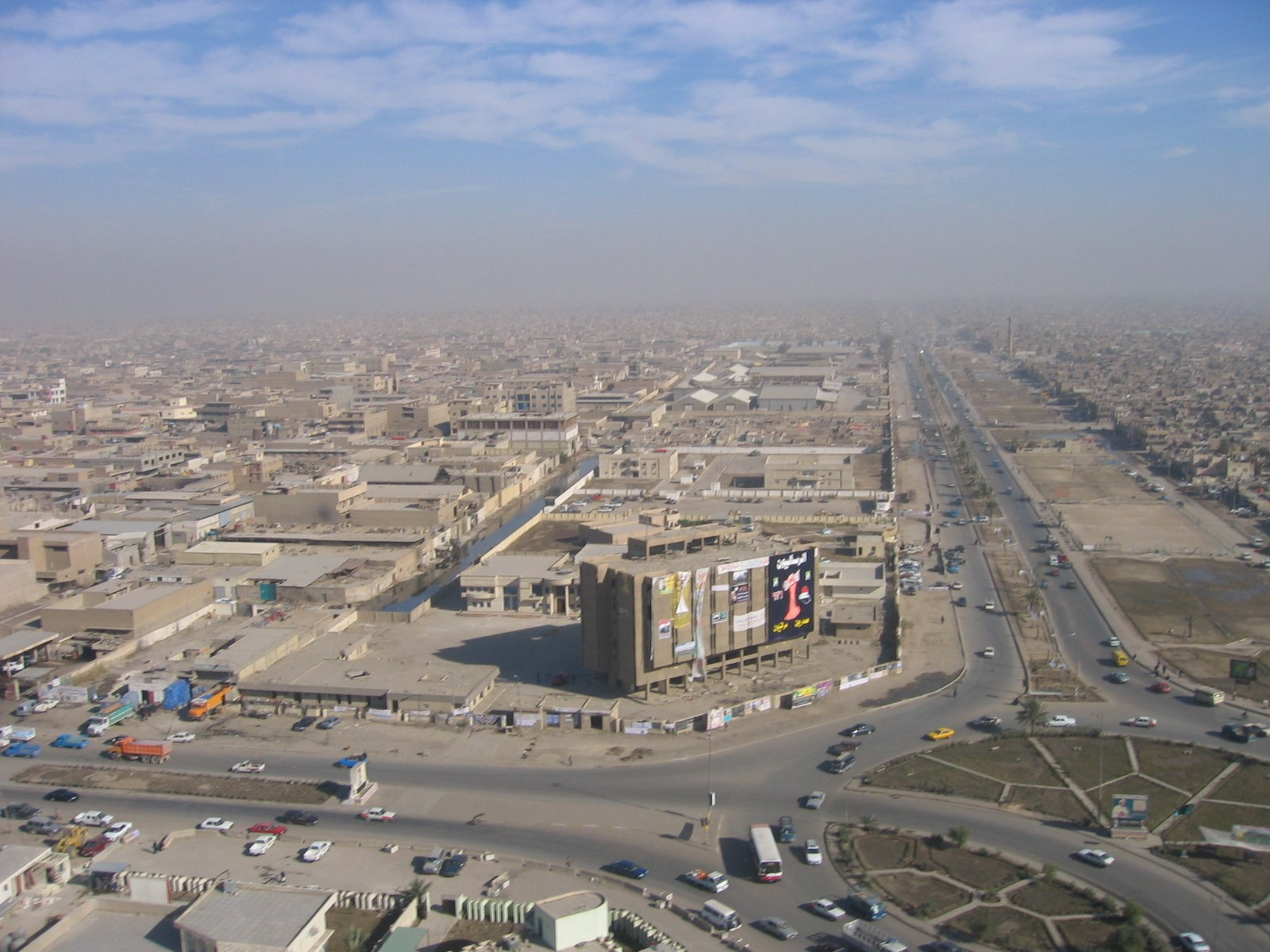
مدينة الصدر شرق بغداد. تتسم بالكثافة السكانية العالية جدا بسبب هجرة أبناء الريف.

تُعتبر بغداد في الوقت الحاضر أكبر مدن العراق، حيث يسكن محافظة بغداد قرابة 7.2 مليون نسمة. فيما بلغ عدد سكان المحافظة عام 2009 قرابة 6.7 مليون نسمة. كما تُعتبر ثاني كبريات العواصم العربية من حيث حجمها السكاني. ويتكون معظم سكان مدينة بغداد من العرب المسلمين والأكراد الفيليين وأقليات من المسيحيين والصابئة واليزيديين، فيما كان اليهود قبل عام 1948م، يشكلون نسبة كبيرة من السكان وكانوا أكبر طائفة غير مسلمة لكن عددهم تناقص بشكل حاد بعد إعلان نشوء دولة إسرائيل على أرض فلسطين وهجرتهم الجماعية نهاية الأربعينيات وبداية الخمسينيات.
لقد قفزت نسبة سكان بغداد إلى مجموع سكان عموم العراق بشكل كبير جداً في خلال بضعة عقود من الزمن. كما انعكست تلك الزيادة الكبيرة في عدد السكان في اكتظاظ سكاني خانق في العديد من مناطق بغداد السكنية وعلى الخصوص في مركز مدينة بغداد. وقد تجاوزت الكثافة السكانية لمدينة الثورة (مدينة الصدر) أعلى معدلات الكثافة السكانية المسجلة في المنطقة. تزامنت تلك الظاهرة السريعة مع فترة اضطرابات غير مسبوقة في تاريخ العراق الحديث، فقد تفجرت أزمة سكن حادة في بغداد، وبدأت تظهر اختناقات مرورية، وعجز واسع النطاق في الخدمات الأساسية لحياة المواطنين البغداديين كالنقص في تجهيز مياه الشرب والنقص في تجهيزات الطاقة وخدمات الاتصالات.
الجدول الآتي يظهر عدد سكان مدينة بغداد التقريبي من عام 1800 وحتى 2010:
| السنة | عدد السكان |      | السنة     | عدد السكان |
| ----- | ---------- | ---- | --------- | ---------- |
| 1800  | 80.000     | 1935 | 287.000   |            |
| 1860  | 105.000    | 1947 | 352.000   |            |
| 1870  | 100.000    | 1957 | 490.496   |            |
| 1880  | 60.000     | 1965 | 1.523.302 |            |
| 1885  | 180.000    | 1977 | 2.888.000 |            |
| 1890  | 145.000    | 1981 | 3.300.000 |            |
| 1900  | 145.000    | 1987 | 3.841.268 |            |
| 1910  | 225.000    | 1995 | 4.478.000 |            |
| 1920  | 250.000    | 2004 | 5.258.000 |            |
| 1930  | 250.000    | 2010 | 7.600.000 |            |

## الاقتصاد

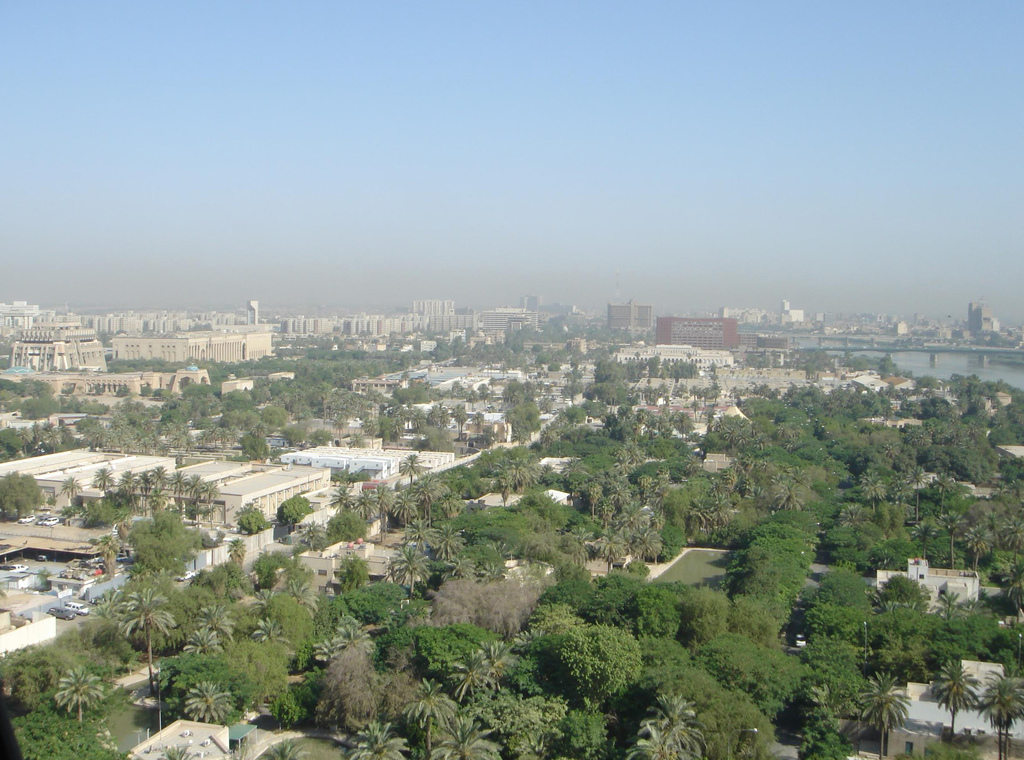
تغطي بساتين النخيل والحمضيات أجزاء واسعة من بغداد. إلا أنها بدأت بالإنحسار مؤخرا.

من الناحية الاقتصادية، تُعد بغداد مركزًا للعديد من المصانع والورش، والمركز الرئيسي للصناعة في العراق كما تعد مركزًا تجاريًّا رئيسيًّا وحلقة وصل بين تركيا وسوريا والهند وجنوب شرق آسيا والسوق التجاري الرئيسي في الدولة وأيضًا تعد مركزاً سياحياً هاماً يزوره أكثر من مليون سائح في السنة قبل الحصار حيث كان المطار الدولي يعمل وتُعد أيضًا بغداد من المناطق الزراعية حيث إن كثيرا من توابعها يعتمد على زراعة كثير من الغلات.

### الصناعة
يُعد كل من السجاد والجلود والمنسوجات ومنتجات الإسمنت والتبغ، أهم المنتجات في بغداد. كما يُعتبر إنتاج وتكرير النفط أيضًا أحد أهم الأنشطة الاقتصادية في المدينة. حيث ثبت أن حقل نفط شرق بغداد يحمل أحد أكبر الاحتياطيات في العراق (18 بليون برميل). وتُعتبر مصفاة الدورة التي تقع على مشارف المدينة هي ثالث أكبر مصفاة في العراق من حيث القدرة على الإنتاج (100,000 برميل باليوم الواحد). يُشار بالذكر إلى أن بغداد تحتضن سنويًّا معرضًا عالميًا لمختلف الصناعات حول العالم، هو معرض بغداد الدولي.

### الزراعة
تنتشر في المدينة بساتين النخيل، وتتركز بكثافة على ضفاف نهر دجلة. وتُعتبر الوثائق العثمانية وخصوصا سندات الطابو واحدة من أهم المصادر التاريخية التي توثق ذلك، لما لها من أهمية بعد إصدار الدولة العثمانية لقانون الأراضي عام 1859. حيث تشير هذه الوثائق إلى أن بساتين النخيل كانت تاريخيا موجودة على ضفتي نهر دجلة، بالإضافة لوجود بساتين أخرى تحوي أشجار مثمرة كالحمضيات، كما تنتج هذه الأراضي محاصيلا وفيرة.

### التجارة

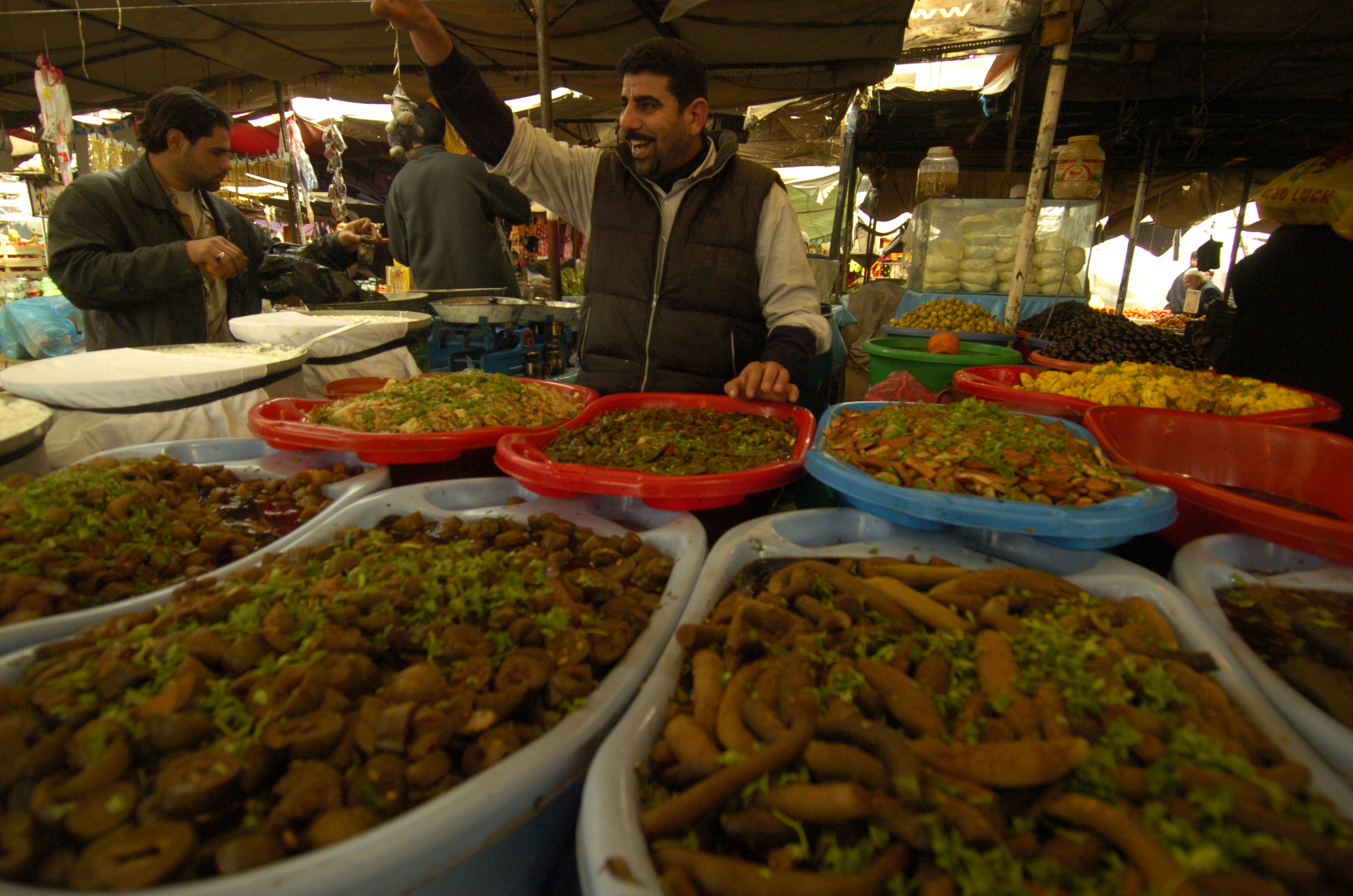
بائع مخللات في أحد أسواق بغداد الشعبية.

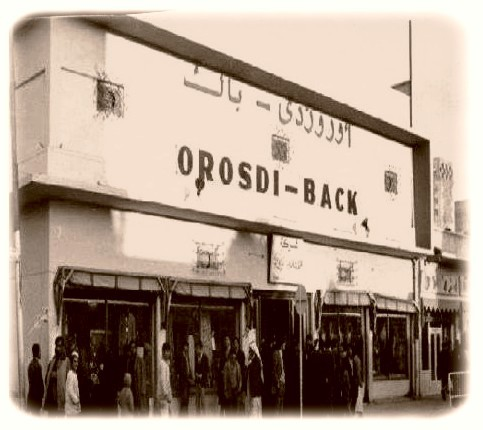
أسواق أورزدي باك في بغداد عام 1930

كان من نتيجة وقوع بغداد تاريخيًا على مسار طريق الحرير العالمي، وفي وسط العراق حديثًا، أن أصبح موقعها يتحكم بالاقتصاد الوطني بشكل كبير. ولقد لعبت الأسواق التجارية في المدينة منذ القدم دورا مهما محوريا في الحركة التجارية والاقتصادية. وتشهد أسواق المدينة نشاطا كبيرًا على مدار العام وتعرض فيها سلع ومنتجات محلية أو مستوردة من مناشئ مختلفة.
وتختلف هذه الأسواق من حيث التراث والحداثة أو حسب نوعية السلع التي تتعامل فيها، فمنها ما يُعتبر من الأسواق التراثية، كسوق الصفافير وسوق السراي، وسوق الساعاتية، وسوق الاسترابادي، وسوق المستنصر، وسوق دانيال، ومنها ما هو أسواق للجملة، ويتركز هذا النوع في سوقين رئيسيين هما سوق جميلة، وسوق الشورجة. بالإضافة إلى الخانات القديمة. كما تحوي المدينة على الكثير من الأسواق الجديدة كالسوق العربي، وسوق الأرمن، وسوق الكنيسة، والسوق العباسي. هذا بالإضافة إلى المجمعات التجارية الحديثة، حيث ظهرت في السبعينيات والثمانينات من القرن العشرين الأسواق المركزية في عدد من المناطق البغدادية. أما اليوم فيوجد عدد من مراكز التسوق الكبيرة نسبيًا في بعض الأماكن التجارية من العاصمة.

## بغداد الرسمية

خارطة بغداد عام 1951 وتظهر فيها حدود أمانة العاصمة الشمالية حينئذٍ

تحوي المدينة على مراكز الحكم الرئيسية في البلاد، بالإضافة إلى الوزارت والسفارات الأجنبية ومقرات المنظمات الدولية العاملة في العراق. كما توجد في بغداد أهم القصور الرئاسية التي يعود تاريخها إلى فترات مختلفة، منها القصر الجمهوري، وقصر الفاو، قصر الرحاب، قصر الزهور، وقصر السلام. وتُعد منطقة كرادة مريم (المنطقة الخضراء بعد 2003) أهم المناطق التي تقع فيها هذه المؤسسات الإدارية.

### أمانة بغداد
يعود تاريخ تأسيس أمانة بغداد إلى زمن الدولة العثمانية في عهد الوالي مدحت باشا عام 1868، حيث كانت بمستوى بلدية. وجاءت تسمية أمانة العاصمة وتسمية رئيسها بـ «أمين العاصمة» بعد صدور قانون إدارة البلدية عام 1931. وبموجبه تم إلغاء قانون البلديات العثماني السابق وجميع الأنظمة والتعليمات الصادرة بموجبه. لقد كان ارتباط أمانة العاصمة بوزارة الداخلية حتى قيام ثورة 14 تموز عام 1958. في عام 1987، تم تغيير تسمية «أمانة العاصمة» إلى «أمانة بغداد»، كذلك تم إلغاء محافظة بغداد وجعلها مدينة بغداد بعد أن تم تعديل ارتباط الوحدات الإدارية التابعة لها ووضعت حدود جديدة لمدينة بغداد وأُعيد ارتباط الأمانة بمجلس الوزراء وهو الحال القائم حاليًا. إلا أن إعادة المحافظة قد تم في وقت لاحق.

## البنية التحتية

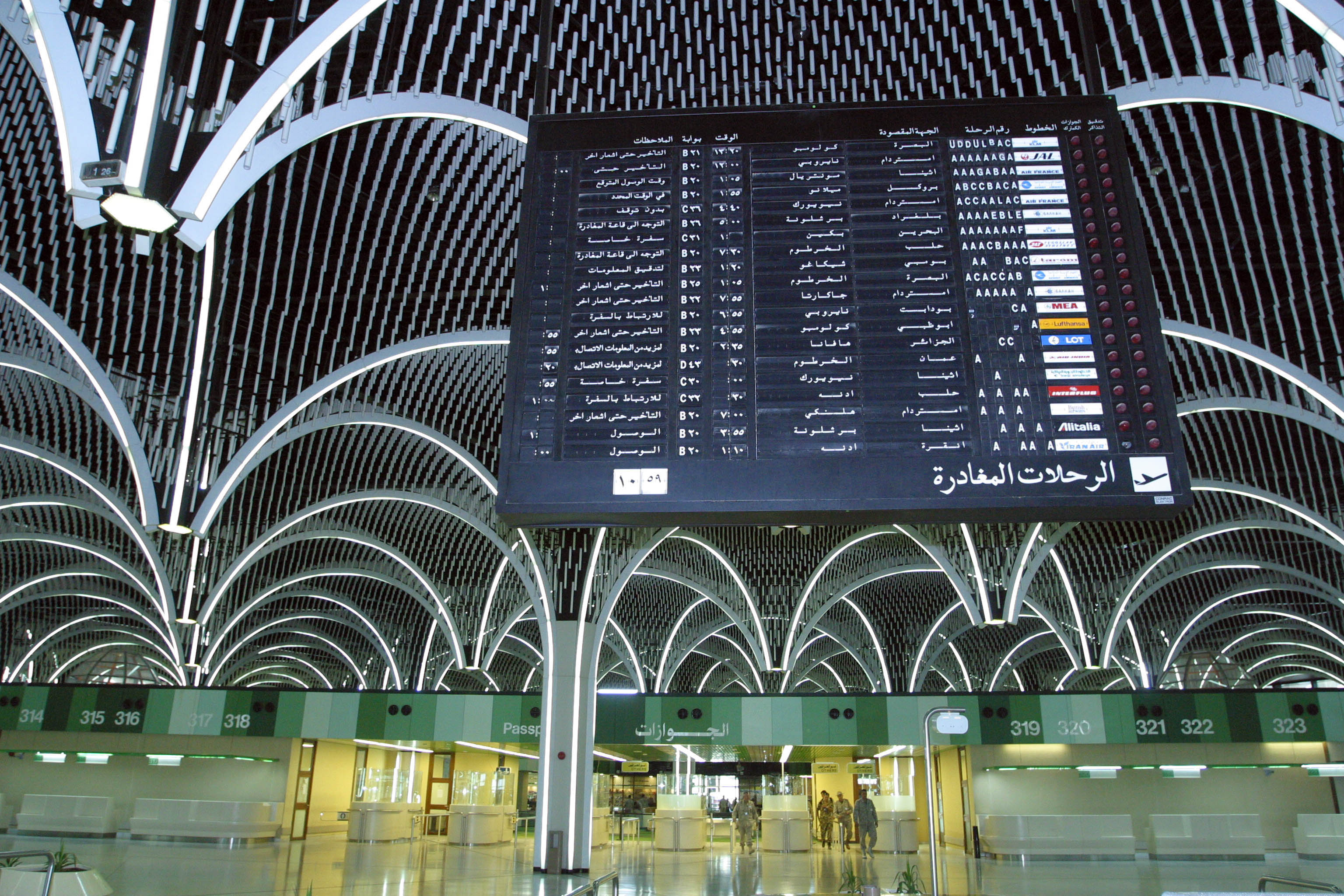
مطار بغداد الدولي.

تتكون بغداد من شبكة من الخطوط السريعة والطرق الرئيسية والثانوية تغطي جميع أنحاء المدينة. وترتبط بمطار بغداد الدولي عبر طريق سريع يمتد إلى الجهة الغربية منها. كما ترتبط بمدن العراق الأخرى وبمدن الجوار عبر عدد من الطرق السريعة، أهمها طريق المرور السريع 1 الذي يربط عدد من الدول العربية مرورًا ببغداد، فضلاً عن الطريق الاستراتيجي الممتد من مدينة زاخو في الشمال إلى محافظة البصرة مروراً ببغداد. وتُعد الطرق التالية من أهم وأشهر الشوارع الرئيسية الداخلية في المدينة: 14 رمضان، وأبو نؤاس، والمتنبي، والمغرب، والأميرات، والرشيد، والفضل، والنضال، وحيفا، وعمر بن عبد العزيز، وفلسطين، وغيرها. كما يمر بالمدينة عدد من السكك الحديدية التي تربط شمال العراق بجنوبه، فهناك خط سكك حديد بغداد – الموصل، وخط سكك حديد بغداد – البصرة.
وقد تأثرت البنية التحتية في بغداد أسوةً بباقي مدن وقرى العراق، بشكل كبير نتيجة للحروب التي خاضتها البلاد في العقود الأخيرة، والحصار الإقتصادي الذي فُرض عليه لمدة 13 عام. ثم تلى ذلك الغزو الأمريكي للعراق في عام 2003، والإدارة السيئة للموارد بعده، واللذان أثرا سلبا بشكل كبير على ما تبقى من بنية تحتية.

### النقل والمواصلات

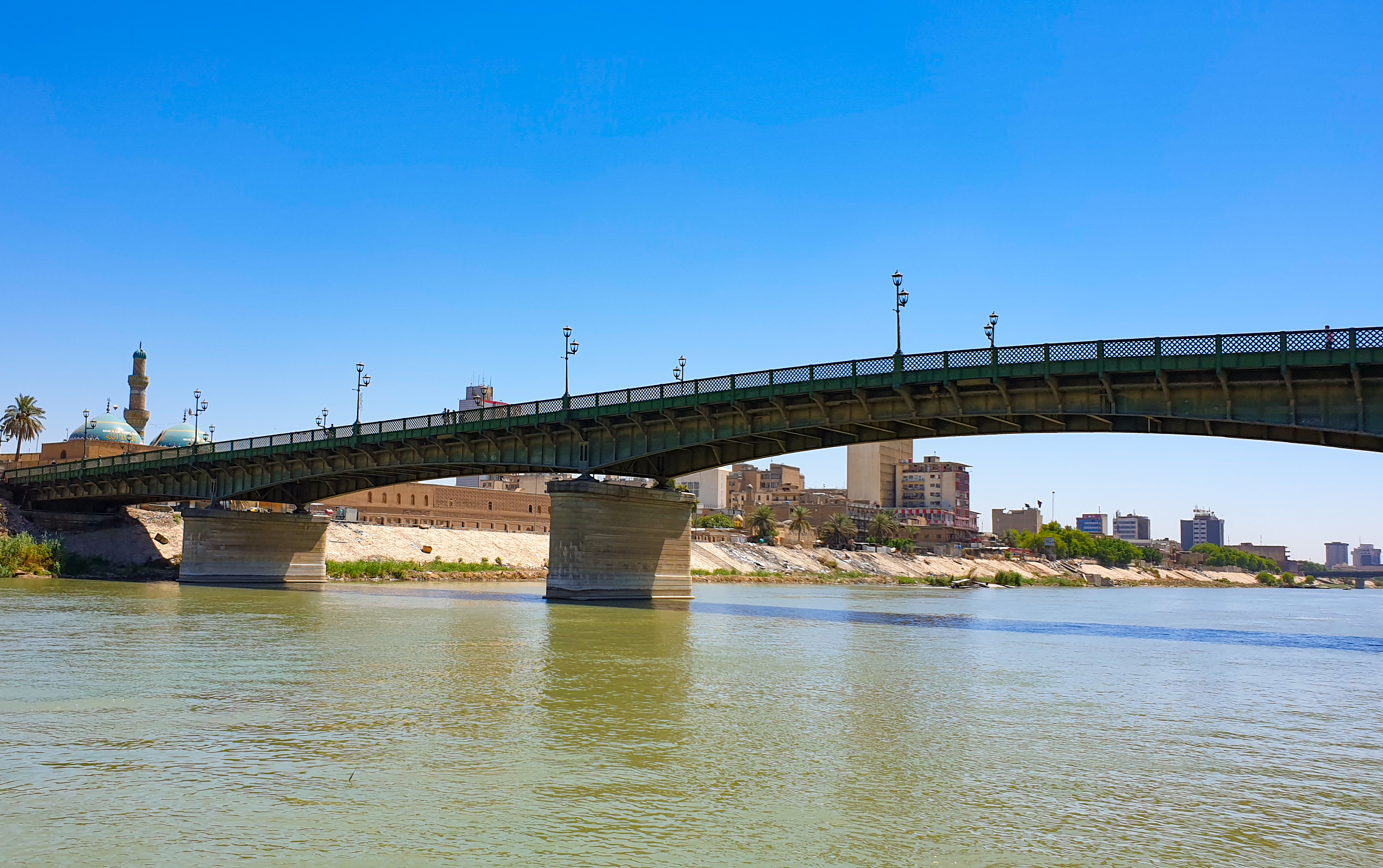
جسر الشهداء في بغداد

ازداد الازدحام في مدينة بغداد، ولا سيما بعد الاحتلال الأمريكي سنة 2003، حين تكاثر استيراد السيارات، قال عضو مجلس النواب، جاسمُ البخاتي، في يوم 16 آذار سنة 2021 «إن طرق بغداد مصممة لاستيعاب 700 ألف سيارة، بينما يتجول فيها الآن ما بين 2.5 و 3 ملايين سيارة»، تُعتبر الحافلات والمركبات الصغيرة الوسائل الرئيسية للتنقل داخل مدينة بغداد. ويوجد من هذه الحافلات ما هو عام تابع للمنشأة العامة للنقل، ومنها ماهو خاص. أما بالنسبة للمركبات فتُستخدم سيارات الأجرة والسيارات الخاصة.
كما يُعد النقل النهري عبر نهر دجلة من الوسائل الشائعة أيضًا لدى البغداديين، حيث تختصر القوارب الكثير من الوقت والمسافات، خاصة بعد الوضع الأمني السيئ الذي تلى الغزو الأمريكي للعراق عام 2003، والذي نتج عنه إغلاق عدد كبير من الطرق والجسور الرئيسية في المدينة، ووضع نقاط تفتيش وجدارن كونكريتية حالت دون وصول المواطنين إلى العديد من الأماكن عبر المركبات بصورة طبيعية، وأدت إلى اختناقات مرورية كبيرة. ويُسمح لهذه القوارب التنقل بين عدد قليل من جسور بغداد البالغ عددها 13 جسرًا.
وكان من المفترض إنشاء مشروع مترو في المدينة منذ عدة عقود، كما كانت هناك خطط لبناء هذا النظام. وقد بُنيَ فعلا جزء من الأنفاق، ولكنها أستخدمت لأغراض عسكرية. بدأت الحكومة العراقية في تشرين الثاني / نوفمبر 2008 بدراسات الجدوى لبناء خطين تحت الأرض في كل من بغداد والنجف جنوب البلاد، إلا أن المشروع لم يرَ النور إلى الآن.
| جسر المثنى (بغداد) : أقصى جسر في شمال بغداد، فوق نهر دجلة، يربط منطقة صدر القناة في شرق دجلة بمنطقة شاطئ التاجيات في غرب دجلة.       |
| جسر الأئمة: يربط بين الأعظمية والكاظمية. وسمي بجسر الأئمة لكون مرقديّ الإمام الأعظم في الأعظمية والإمام الكاظم في الكاظمية.           |
| جسر الأعظمية: يربط بين محلة السفينة بالأعظمية في الرصافة وغرب حي العطيفية في الكرخ.                                                  |
| جسر الصرافية يربط بين محلة نجيب باشا بالأعظمية وشرق حي العطيفية.                                                                     |
| جسر باب المعظم: يربط بين شارع حيفا في الكرخ وباب المعظم في الرصافة.                                                                  |
| جسر الشهداء: يربط بين الشواكة في الكرخ وشارع الرشيد في الرصافة.                                                                      |
| جسر الأحرار: يربط بين الصالحية في الكرخ وحافظ القاضي في الرصافة.                                                                     |
| جسر السنك: يسمى جسر السنك لوجود منطقة السنك التجارية الشهيرة على جانب الرصافة من الجسر ويربطها بمنطقة الصالحية في الكرخ.             |
| جسر الجمهورية: يربط المنطقة الخضراء بساحة التحرير.                                                                                   |
| جسر 14 تموز: يربط بين المنطقة الخضراء في الكرخ والكرادة داخل في الرصافة.                                                             |
| جسر الجادرية: يربط بين السيدية في الكرخ والجادرية في الرصافة.                                                                        |
| جسر ذو الطابقين: يربط الكرادة في الرصافة بالدورة في الكرخ.                                                                           |
| جسر الدورة: يقع جنوب بغداد، وهو جسر إستراتيجي يربط الدورة في الكرخ بالزعفرانية وبغداد الجديدة في الرصافة. وهو من الجسور الكونكريتية. |

سكك الحديد

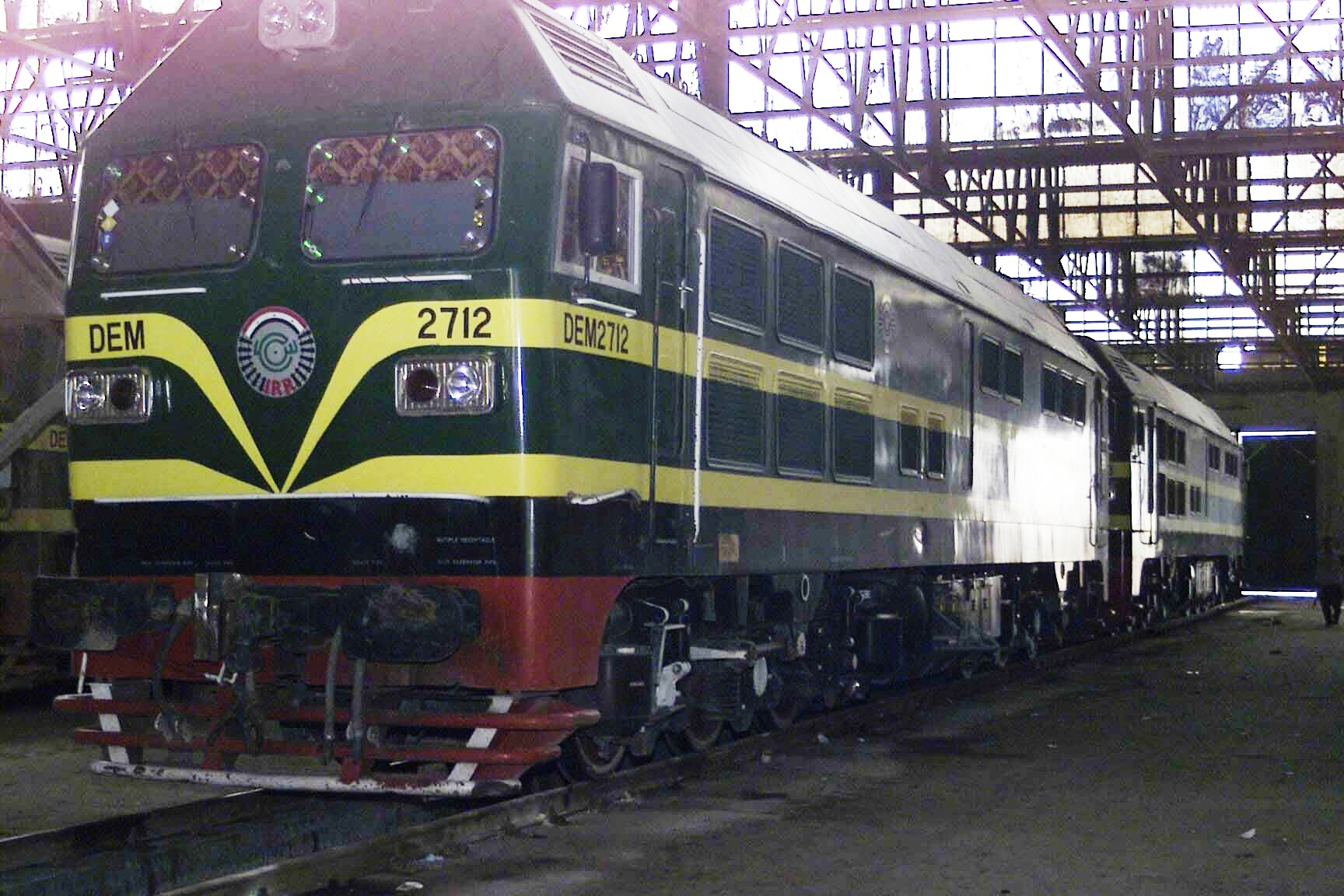
أحد قطارات المحطة العالمية في بغداد.

شهد العراق أول خط حديدي لعربات الترام عام 1869، عندما أسس الوالي العثماني مدحت باشا شركة ترامواي بغداد - الكاظمية، حيث استخدمت الخيول لجر العربات، وكان يعرف لدى العراقيون ب «الكاري». وقد تشكلت أول إدارة للسكك الحديد في العراق في عام 1916، وكانت آنذاك تحت سيطرة الجيش البريطاني. ثم انتقلت إلى إدارة مدنية بريطانية عام 1920، ثم تحولت إلى إدارة مدنية عراقية في 1936. وقد تم تسيير أول رحلة من بغداد إلى سميكة الدجيل الواقعة إلى الجنوب من مدينة سامراء عام 1914.
تقوم الشركة العامة لسكك الحديد حاليا بتسيير رحلات للقطار بين بغداد والبصرة، حيث سُير أول قطار بينهما عام 1920. في حين أنه قد تم تسيير أول قطار بين بغداد وكركوك عام 1925، وأول قطار بين بغداد والموصل عام 1940، وأول قطار من العراق إلى محطة حيدر باشا في إسطنبول في 15 تموز عام 1940. وقد تم تشغيل أول قطار على الخط القياسي في العراق بين بغداد والبصرة عام 1967.
تضرر قطاع سكك الحديد في العراق بفعل الغزو الأمريكي للعراق عام 2003 وما أعقبه من عمليات نهب، حيث لم يعد صالحًا للاستخدام من القاطرات سوى عدد قليل. كما أن الوضع الأمني غير المستقر أدى إلى توقف الرحلات بشكل نهائي في فترات معينة.

## العمارة والتخطيط الحضري

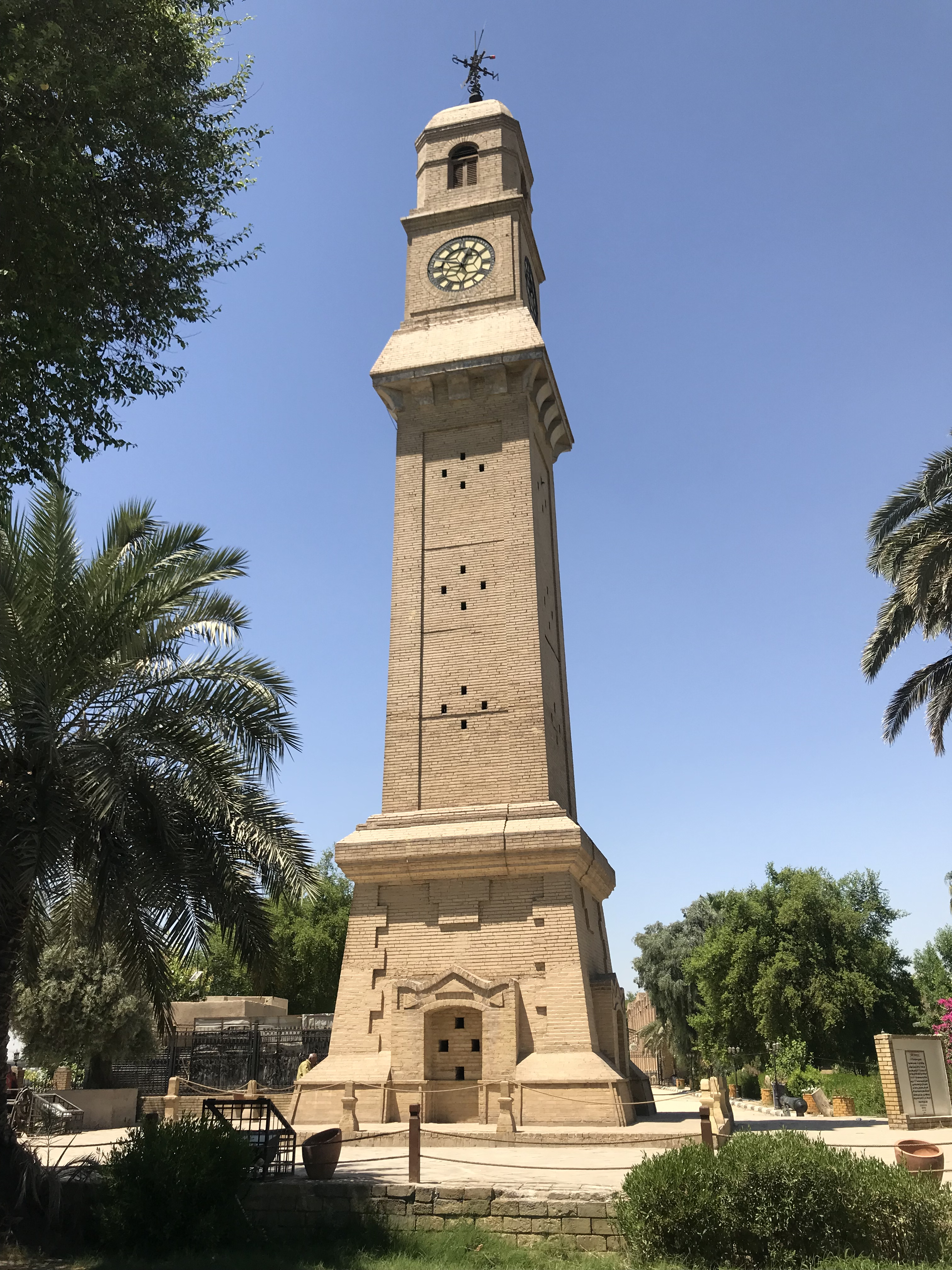
ساعة القشلة من البنايات البغدادية التراثية

تميز النمط المعماري البغدادي بتناغم متناسق بين الناحية الوظيفية والناحية الجمالية. وقد راعى المعمار العراقي عند تشييد الدار البغدادي الظروف المناخية وأحياءها ومحلاتها، وجعل النوافذ المطلة على الخارج قليلة الفتحات ومقاربة لنوافذ الجانب الآخر من الدور، وجعل الفسحات المكشوفة متجهة لوسط الدار ليوفر بذلك جوًا مظللاً منورًا قد الإمكان مراعيًا الظروف الاجتماعية السائدة حينذاك. وقد أكثر المعمار البغدادي من استخدام الخشب للحد من تقلبات درجة الحرارة في داخل الدار.
كان الطابوق ولا يزال يُعتبر المادة الأساسية في بناء العمارة البغدادية لعدم توفر الحجر كما في بلاد الشام، كما استخدام الآجر في صياغة أنواع من العقود المستديرة والمدببة والتي كونت مع الطابوق مقرنصات جمعت بين الوظيفة الانشائية وجمالية التشكيل. أما الأسقف التي اُقيمت على الأعمدة فكانت مادتها الاساسية الخشب.
من الجدير بالذكر أن بغداد شهدت في نهاية العشرينات من القرن العشرين نمطًا انتقاليًا بين النمط البغدادي القديم والنمط الذي ساد فيما بعد، والمتمثل بتشييد «محلة السنك»، والتي استخدم في تشييدها نمط جديد تمثل في استخدام حديد الشيلمان في تسقيف الدور والمحلات العامة والخانات للأغراض التجارية، كما ظهرت سينما الرشيد والحمراء وعلاء الدين.
تمتاز أزقة بغداد وأماكنها السكنية القديمة كشارع الرشيد بعناصر معمارية مميزة، أهمها الشناشيل (المشربيات)، التي كانت أبرز معالمها. وتكتسب الشناشيل، أو النوافذ الخشبية المحفورة أو المزخرفة، أهمية اجتماعية لدى البغداديين، من حيث ضمان الخصوصية في المنزل، فضلاً عن تخفيفها حدة أشعة الشمس وتلطيف الهواء، كما أن بعضها مغطى بالزجاج إتقاءاً لبرودة الشتاء. كما تنتشر البيوت التراثية القديمة على مساحة وسعة من العاصمة، كما في شارع الكفاح وشارع الشيخ عمر والخلفاء والبتاويين والكاظمية والأعظمية والشواكة والكريمات.

### عمارة الحداثة

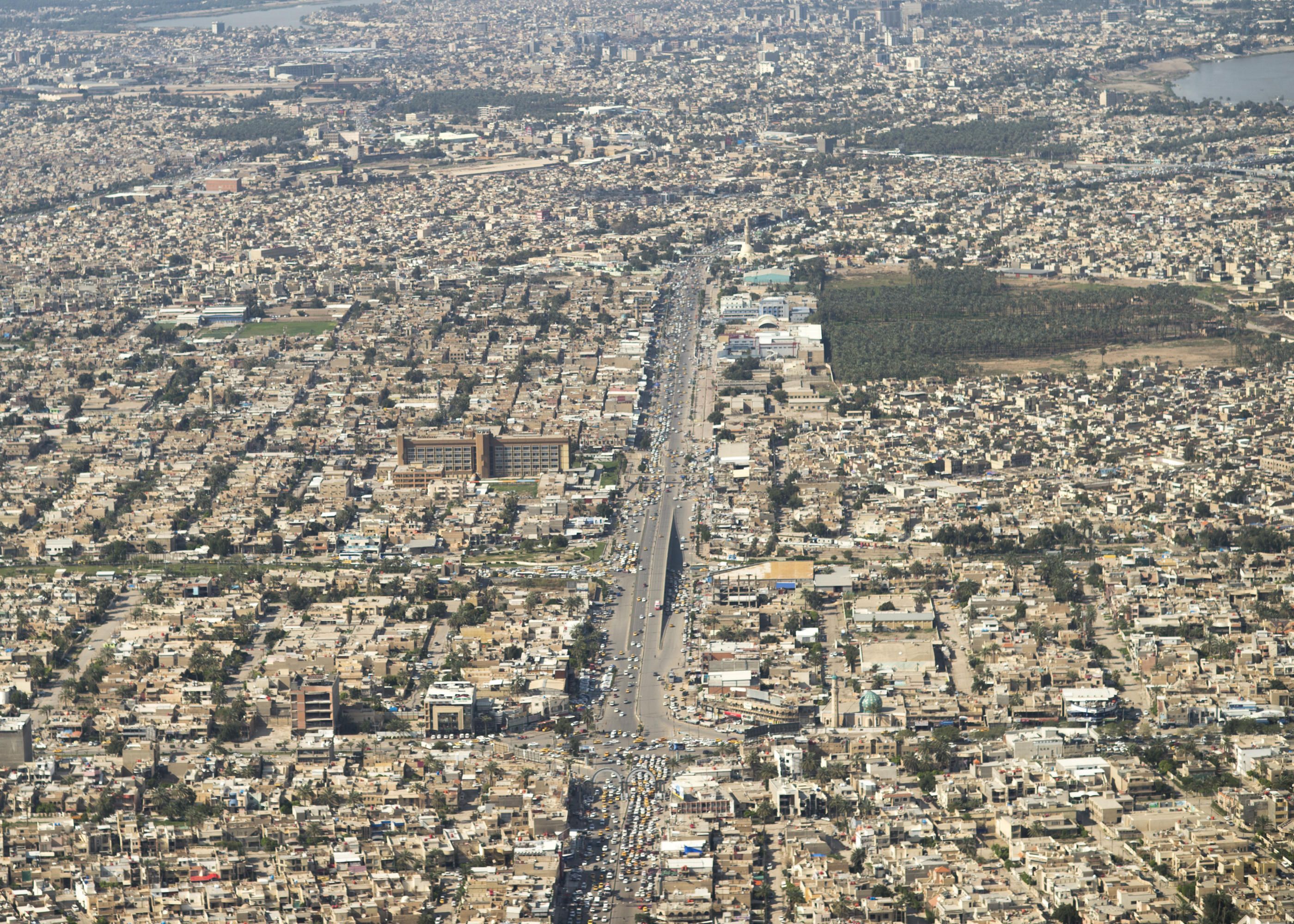
المناطق السكنية في بغداد

مرّت مدينة بغداد بتغيرات وتطورت مختلفة، أثرت على طابعها العمراني بشكل ملحوظ. وغير ذلك من نسيجها الحضري. وكان من أبرز التغيرات في عمارتها تلك الفترة التي تميزت ببزوغ وانتشار عمارة الحداثة. فهي تمثل القترة بين الأربعينيات والسبعينيات من القرن العشرين والتي كان لها أسبابها العديدة وعواملها المختلفة التي مهدت لانتشار عمارة الحداثة. وقد تأسس في بغداد عام 1950 مجلس الإعمار العراقي، الذي نفذ وخطط للعديد من المشاريع الحيوية التي ما زالت قائمة وفعالة إلى اليوم.
شهدت حقبة الخمسينات وما بعدها نموًا واسعًا لفكر الحداثة في المجال المعماري. وقد برزت أسماء بغدادية كبيرة في فن العمارة والنحت مثل رفعت الجادرجي، محمد صالح مكية، جواد سليم، خالد الرحال، محمد غني حكمت، زها حديد، وغيرهم. كما تمّت دعوة معماريين عالميين كبار لتصميم أبنية في بغداد، ومن هؤلاء المعماريين جيو بونتي وفرانك لويد رايت وألفار ألتو ووليم دودوك، ووالتر غروبيوس الذي صمّم ابنية جامعة بغداد، بالإضافة إلى فيرني مارج الذي صمّم المتحف العراقي الوطني، والذي جمع في تصميمه ثقافة بلاد الرافدين مع بناء حديث. غير أن العديد من هذه المشاريع تأجل تنفيذها لعقود أو أنها لم تُنفذ بتاتًا، كما هو الحال مع مشروع المدينة الأولمبية الذي دعي لتصميمه المعماري لي كوربوزيه في العام 1956. ومن هذه المدينة لم يتم تنفيذ سوى قاعة الألعاب الرياضية خلال الثمانينات وذلك بإشراف إحدى المؤسسات الفرنسية وبتطابق تام مع التصميم الأصلي.

### النسيج الحضري

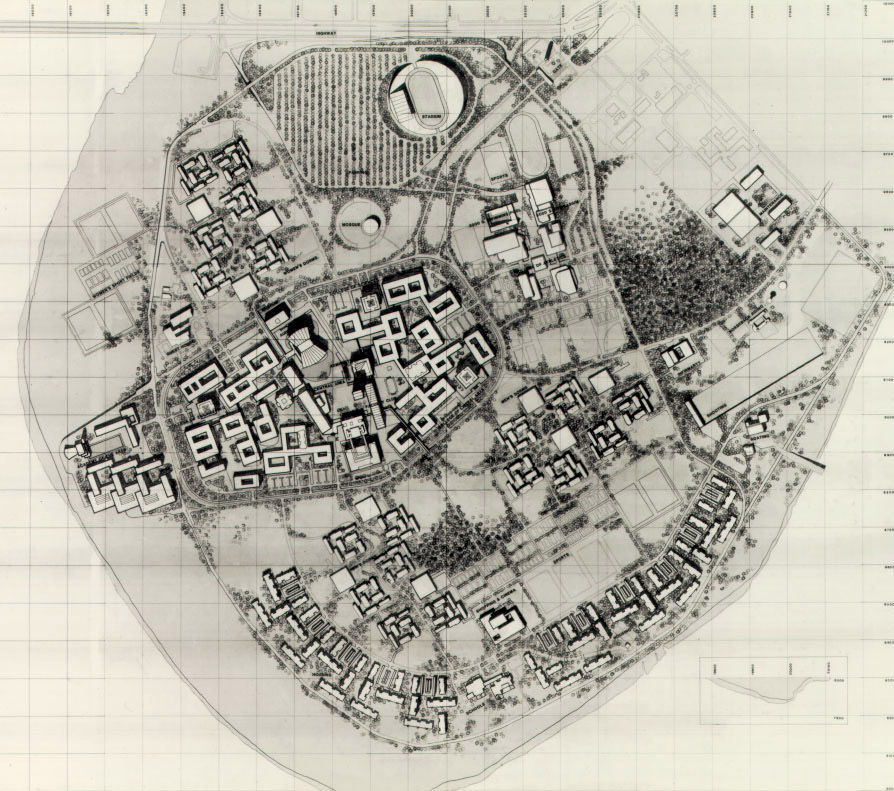
مخطط موقع جامعة بغداد للمعمار والتر غروبيوس، حيث يظهر تصميم الفناء الداخلي في العمارة العربية والإسلامية.

شهدت مدينة بغداد مراحل متعددة في نموها وتطورها كانت استجابة للمتغيرات العمرانية والتخطيطية والاقتصادية والاجتماعية والسياسية، مما انعكس على نسيجها واستعمالات الأرض فيها. وقد اتسمت بغداد في عشرينيات القرن العشرين بالنسيج المتضام العفوي والتدرج الهرمي للشوارع والأزقة التي تنتهي بطرق غير نافذة، وكانت استعمالات الأرض متداخلة فيما بينها، وكان الطابع السكني هو الغالب على المدينة مع وجود المناطق التجارية في المركز. وقد تحولت المدينة في الفترة الممتدة من الثلاثينات وحتى نهاية الخمسينيات من النمو شبه الدائري إلى الامتداد الطولي على محور نهر دجلة، كما بدأ النظام الشبكي للشوارع بالظهور.
لقد وصلت مدينة بغداد إلى مرحلة النضج العمراني والتخطيطي في الفترة الممتدة من الستينات وحتى أواخر السبعينات. وتوسعت المدينة بنمطين، الأول طولي على امتداد الطرق لرئيسية، والثاني حول نوى وظيفية ومعمارية كالأسواق والجوامع أو تقاطعات الطرق.
لقد تم وضع أول مخطط هيكلي لمدينة بغداد في عام 1956، وهو «مخطط مينوبريو، سبنسمي وماكفارليف» من المملكة المتحدة، حيث يتألف من شبكة للطرق الرئسية ومبان عامة جديدة وتصاميم معمارية للمراكز الحكومية مع تخصيص منطقة صناعية جنوب بغداد. ولكن المخطط لم يُنفذ، حيث لم يتثمر نهر دجلة، ولم تدرس فيه بدقة واقع المجتمع البغدادي وأهمية الحفاظ على تراثه. لذا تم العمل على مخطط آخر هو «مخطط دوكسيادس» من اليونان في عام 1959. حيث كان مستطيلا مكون من شبكة تخطيطية.
ومع حلول السبعينيات، ظهرت فكرة تطوير «منطقة بغداد الكبرى»، وذلك عندما أوصى التصميم الإنمائي الشامل لعام 1973 بأن يتم إعداد تصميم العاصمة الأساسي في إطار خطة التنمية القومية، وإن فائض عدد سكان العاصمة على قابلية الإستيعاب المقررة المتأتي من الهجرة ومن الزيادة الطبيعية لنمو السكان يتوجب توطينهم في منطقة بغداد الكبرى التي حددها التصميم الانمائى الشامل بدائرة نصف قطرها يتراوح ما بين 50 - 55 كم من مركز بغداد، وهذه الدائرة أيضًا تحاط بمنطقه دائرة الإقليم المركزي ذو نصف القطر البالغ بما بمقداره من 100 - 120 كم من مركز العاصمة.

### دور العبادة
ينتشر في مدينة بغداد الآف المساجد والحسينيات للمذاهب الإسلامية المختلفة، كثير منها تم تصميمه على عمارة إسلامية. وتحوي المدينة على الكثير من المساجد الأثرية من العهد العباسي وحتى العثماني مثل جامع الخلفاء من عام 908، وجامع مرجان من عام 1356، وجامع سيد سلطان علي من عام 1589، جامع حسين باشا من عام 1674، وجامع العادلية من عام 1749، وجامع الحيدرخانة من عام 1819، وجامع الأزبك من عام 1879، وجامع الشيخ معروف الكرخي من عام 1892. كما يوجد في المدينة عدد من المساجد الكبرى والمراقد التي لها أهمية تاريخية، مثل مسجد الإمام الأعظم (مرقد الإمام أبو حنيفة النعمان) المؤسس عام 985، ومسجد الحضرة الكاظمية (مرقد الإمام موسى الكاظم) المؤسس عام 947. وجامع الشيخ عبد القادر الكيلاني في الحضرة القادرية منذ عام 1534م.
لقد ازدادت مساجد المدينة بشكل ملحوظ بعد الغزو الأمريكي للعراق عام 2003. وكانت من بين مظاهر الفوضى التي خلفتها الحرب، الانتشار العشوائي للجوامع والمساجد التي بنيت بالتجاوز على أراض مملوكة للغير أو حوٌلت مبان حكومية متروكة إلى مساجد دون الحصول على الموافقات الرسمية اللازمة.
تنتشر في المدينة عشرات الكنائس للطوائف المسيحية المختلفة في مختلف أنحائها، حيث تواجدت الطائفة المسيحية في بغداد منذ انشائها في العصر العباسي. بل يُرجع بعض المؤرخون تواجد المسيحية في موقع مدينة بغداد الحالي إلى ما قبل إنشاء مدينة بغداد على يد الخليفة أبو جعفر المنصور، حيث أشار بعض المؤرخون إلى وجود أديرة مسيحية قديمة في أطراف موقع بغداد الحالي. وتضم بغداد على أكبر تجمع مسيحي في العراق، ويتألف المسيحيون في بغداد من عدة طوائف غالبيتهم من الكلدان والسريان الكاثوليك لكن يوجد تجمع كبير للكنائس الآشورية المشرقية والسريانية الأرثوذكسية مع تواجد أكبر تجمع بروتستانتي في العراق في بغداد.
تضم بغداد بالإضافة لعدد من دور العبادة التابعة للصابئة المندائيين. ويوجد في المدينة أيضًا كنيس يهودي في منطقة البتاوين، لكنه مهجور بسبب تهجير يهود العراق إلى فلسطين في نهاية الأربعينيات وبداية الخمسينيات من القرن العشرين. يُشار بالذكر إلى أن أعمال العنف الذي شهدته البلاد وهجرة المسيحيين بكثرة مؤخرًا، أديّا إلى إغلاق كثير من الكنائس في بغداد.

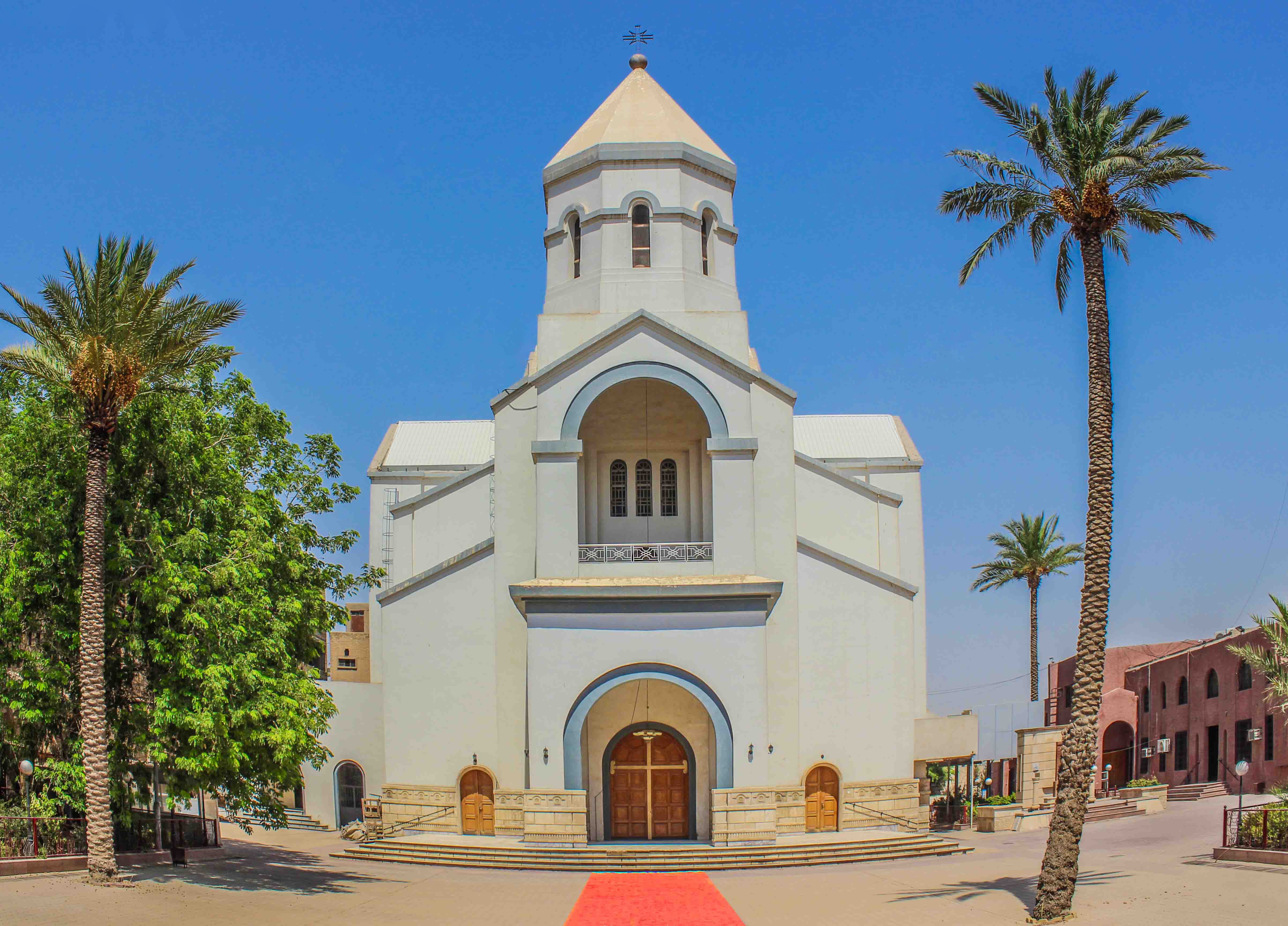
كنيسة الأرمن في بغداد
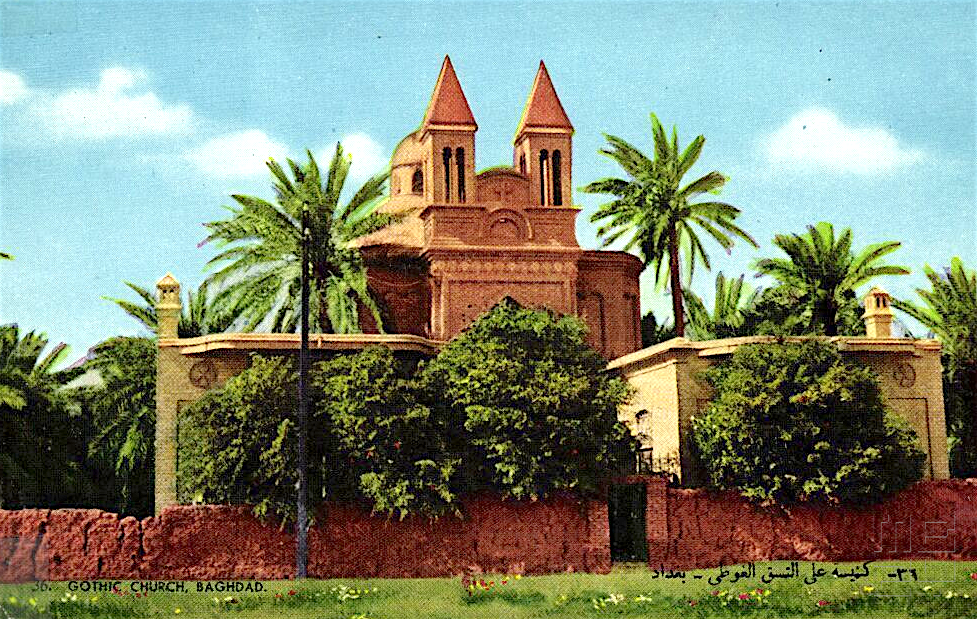
كنيسة مبنية على الطراز القوطي في بغداد
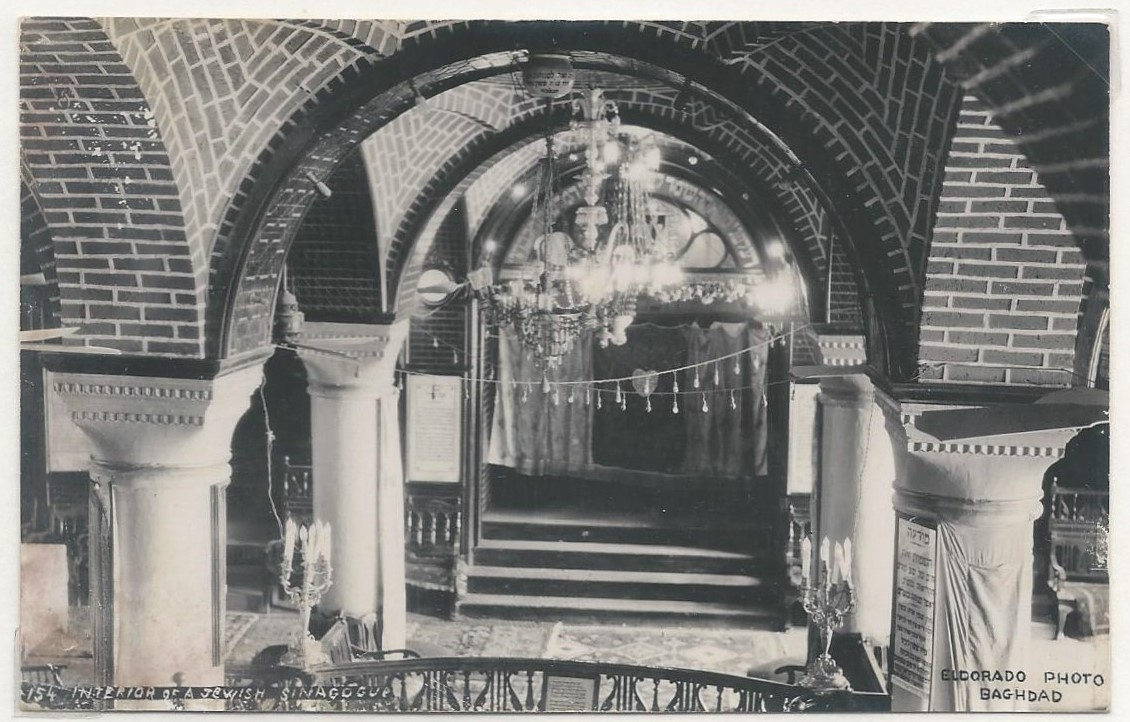
الكنيس الكبير في بغداد

### معالم بغداد
| المتحف العراقي هو متحف أثري وتاريخي قديم، يقع في منطقة العلاوي، بمدينة بغداد، العراق. يعرض مجموعات وقطع أثرية لحضارات بلاد الرافدين، وكذلك الآثار الإسلامية في العراق، وآثار العصور الحَجرية. ويعد هو من أقدم وأهم وأكبر المتاحف في العراق، ويأتي في المَرتبة الثانية بعد المتحف المصري، من حيث التأسيس ولا يَقل عنهُ شأناً من حيث القيمة التاريخية للآثار التي تُمثل حضارة العراق وتاريخه. يعود تاريخ إنشائه إلى عام 1923-1924 حيث جمعت عالمة الآثار البريطانية غيرترود بيل آثار العراق ووضعتها في حيز صغير في مبنى السراي أو القشلة، وفي عام 1926 بسبب تجميع الكثير من الآثار وضيق المساحة افتتح مَبنى آخر في شارع المأمون ونَقلت إليه جميع الآثار، وعينت المس غيرترود بيل مُديرة للمَتحف ثم تلاها ر.س كوك، وفي عام 1966 ونتيجة لضيق المَساحة أيضا قررت الحكومة العراقية بناء مَتحف يُناسب مواصفات المتاحف العالمية ويكون في مكان مُناسب، فبُني المبنى الجديد في منطقة العلاوي وبسبب هذه المُناسبة سمي بالمتحف الوطني العراقي بعدما كان يعرف بــمتحف بغداد للآثار. |
| المدرسة المستنصرية مدرسة عريقة أسست في زمن العباسيين في بغداد عام 1233 على يد الخليفة المستنصر بالله، وكانت مركزًا علميًا وثقافيًا هامًا. تقع في جهة الرصافة من بغداد. تطل المدرسة على شاطئ نهر دجلة بجانب "قصر الخلافة" بالقرب من المدرسة النظامية، وكانت تتوسط المدرسة نافورة كبيرة فيها ساعة المدرسة المستنصرية العجيبة، وهي ساعة عجيبة غريبة تعد شاهداً على تقدم العلم عند العرب في تلك الحقبة من الزمن إذ تعلن أوقات الصلاة على مدار اليوم. |
| نصب الحرية عبارة عن سجل مُصور صاغه الفنان جواد سليم عن طريق الرموز أراد من خلالها سرد أحداث رافقت تاريخ العراق مزج خلالها بين القديم والحداثة حيث تخلل النصب الفنون والنقوش البابلية والآشورية والسومرية القديمة، إضافة إلى رواية أحداث ثورة 14 تموز 1958 ودورها وأثرها على الشعب العراقي، وكثير من الموضوعات التي استلهمها من قلب العراق ولعل أهم ما يجذب الشخص عندما يطالع النصب للوهلة الأولى هو الجندي الذي يكسر قضبان السجن في وسط النصب لما فيهِ من قوة وإصرار ونقطة تحول تنقل قصة النصب من مرحلة الاضطراب والغضب والمعاناة إلى السلام والازدهار. |
| نصب أنقاذ الثقافة هو تمثال بناه الفنان والنحات العراقي محمد غني حكمت، في عام 2010م، ويقع في جانب الكرخ من مدينة بغداد، في منطقة المنصور بالقرب من متنزه وحديقة الزوراء. النصب عبارة عن عمود أسطواني من الحجر مكسور وآيل إلى السقوط يمثل الثقافة العراقية، وهناك من جانبه مجموعة من الأيادي والأذرع المحيطة به تعبيراً عن محاولتها دعمه كي لا يسقط (أي كي لا تسقط الثقافة، وكتبت عليه رموز وكتابة بالخط المسماري معناها (من هنا بدأت الكتابة). |
| جامع الخلفاء هو مسجد بناه الخليفة علي المكتفي بالله لكي يكون المسجد الجامع لصلاة الجمعة في شرقي القصر الحسني، وكان يعرف بجامع القصر، ثم أُطلق عليه اسم جامع الخليفة، وسمي بجامع الخلفاء في الفترة الأخيرة، وهو من معالم بغداد التأريخية، وتم بناءه في عام (289-295 هـ، 902-908 م)، وذكره الرحالة ابن بطوطة عند زيارته لبغداد علم 727 هـ، 1327م. وهو يقع في محلة سوق الغزل قرب الشورجة. ومنارة جامع الخلفاء، من المآذن التأريخية والمتميزة بعمارتها، وهي الأثر المعماري الوحيد الباقي من دار الخلافة العباسية ومساجدها، وقد بنيت هذه المنارة قبل أكثر من سبعة قرون، وهي من الآجر فقط، وتبدو النقوش المحيطة بالسطح الدائري بأشكالها المعينية البسيطة، كما لو كانت قد صففت لتبرز من خلال الظلال المتباينة في الخط الآجري. وكانت تعتبر أعلى منارة يمكن رؤية بغداد من على مأذنتها، وكان ارتفاعها خمسة وثلاثون مترًا، وهي تعبر عن جلال بناء قصور الخلافة العباسية ولقد سقطت المنارة وهدم الجامع عام 670 هـ، 1271م، وأعيد بنائهما في 678هـ، 1279م. |
| الحضرة الكاظمية هي ضريح الإمام موسى الكاظم وحفيده الإمام محمد الجواد، بُنيت فوق قبرهما في منطقة الكاظمية في بغداد. ويقابل المرقد من الجهة الأخرى من نهر دجلة مرقد الإمام أبو حنيفة النعمان (جامع الإمام الأعظم) ويربط بينهما جسر الأئمة. |
| الحضرة القادرية جامع الإمام الجيلاني أو جامع عبد القادر الجيلاني، وهو أحد المساجد والمدارس التاريخية في مدينة بغداد. والمنطقة حول الجامع تدعى باب الشيخ نسبة إليه وتقع في شمال بغداد على جهة الرصافة. وفي بداية الغزو الأمريكي للعراق حدثت أعمال عنف وتفجيرات بمنطقة باب الشيخ في يوم 10 نيسان 2003م، تم على أثرها تدمير جزء من منارة الجامع والساعة والضريح وأجزاء أخرى داخل الجامع، وتحطمت المباني حول الجامع ومنها مبنى جامع عبد القادر الجيلاني. |
| جامع الإمام الأعظم جامع الإمام الأعظم أو جامع أبي حنيفة النعمان هو أحد المساجد والمدارس التاريخية في مدينة بغداد. المنطقة حول الجامع تدعى الأعظمية نسبة إليه، وتقع في شمال بغداد على جهة الرصافة، ولقد بني المسجد عام 375 هـ بجوار قبر أبو حنيفة النعمان في مقبرة الخيزران. |
| شارع الرشيد من أقدم وأشهر شوارع بغداد كان يُعرف خلال الحكم العثماني باسم شارع (خليل باشا جاده سي) على اسم خليل باشا حاكم بغداد وقائد الجيش العثماني الذي قام بتوسيع وتعديل الطريق العام الممتد من الباب الشرقي إلى باب المعظم وجعله شارعاً باسمهِ عام 1910م، وكان ذلك لأسباب حربية ولتسهيل حركة الجيش العثماني وعرباته. يحوي الشارع جوامع تراثية منها جامع الحيدرخانة الذي شيدهُ داود باشا عام 1819م، وجامع حسين باشا وأسواقاً قديمة كسوق هرج وسوق السراي،"وسمي الشارع بالرشيد تيمنا بحقبة الرشيد كونها العصر الذهبي لبغداد العباسية عاصمة العالم القديم، بمقترح من مصطفى جواد والذي كان طالب دكتوراه في جامعة السوربون، وبالتحديد في عام 1938".. |
| برج المأمون هو برج سياحي يقع في منطقة المأمون غرب بغداد ويبلغ ارتفاع البرج حوالي 205 متر ويجد في قمة البرج عبارة الله أكبر كما يوجد به ما يسمى المطعم الدوار أو المتحرك. تمت المباشرة ببنائه سنة 1991م وبجانبه توجد بدالة المأمون للاتصالات وتعرض إلى قصف سنة 1991م أثناء حرب الخليج حيث اعيد افتتاحه ثانية عام 1994. كان إسمه الرسمي "برج صدام" حتى عام 2003 ويعرف أيضا ببرج المأمون وبرج بغداد . |
| القصر الجمهوري يقع القصر الجمهوري في كرادة مريم وهي إحدى أحياء بغداد الراقية، على الضفة الغربية الكرخ لنهر دجلة. كان القصر الجمهوري المقر الرسمي لرئيس الجمهورية العراقية والمكان المفضل لمقابلة الوفود الرسمية الهامة. بعد الغزو الأمريكي للعراق عام 2003، أصبح القصر الجمهوري خاضع للجيش الأمريكي ومقر للحاكم المدني. ومركزا لما يسمى بالمنطقة الخضراء. تم تسليم القصر للحكومة العراقية في أول يوم من عام 2009. |
| محطة بغداد المركزية هي محطة القطارات الرئيسية في العاصمة العراقية بغداد وتقع في جهة الكرخ من بغداد. وقد وضع حجر الأساس لها عام 1948. وتم افتتاحها رسميًا عام 1952م سميت بالمحطة العالمية لان فكرة إنشائها كانت تدور حول انها تكون تقاطع طرق بين الشرق والغرب حيث إيران من الشرق وسوريا وتركيا والحجاز من الغرب. |
| نصب الشهيد يقع النصب في جانب الرصافة من بغداد. وقد اُنشأ سنة 1986 ويرمز النصب إلى تضحية الشهيد في سبيل وطنه ومبادئه. مصمم النصب المهندس المعماري العراقي سامان أسعد كمال، والقبة من تصميم الفنان التشكيلي العراقي إسماعيل فتاح الترك. يتكون النصب بشكل رئيسي من القبة العباسية المفتوحة بارتفاع 40 متر والراية التي ترتفع بطول خمسة أقدام فوق الأرض وثلاثة أمتار تحت الأرض حيث تشاهد على شكل ثريا، والينبوع الذي يتدفق ماؤه إلى داخل الأرض ليرمز إلى دم الشهيد. يتألف النصب من منصة دائرية قطرها 190 متراً تجثم فوق متحف سفلي، وتحمل قبة من شقتين يبلغ ارتفاعها 40 مترًا. ويجثم هذا الطاقم بأكمله وسط بحيرة صناعية واسعة. "وتتخذه في العادة وسائل الإعلام والقنوات الفضائية رمزا لبغداد كصورة رمزية للمدينة تكون واجهة لها أثناء النشرات والتقارير الإخبارية". وعندما سئلت المعمارية زها حديد عن أي نصب تذكاري بغدادي تفضل أن يكون "رمزا إعلاميا لبغداد" لم تتردد إنها ترى نصب "كهرمانة" الأفضل لأنه يرمز لعصر الرشيد الذهبي لبغداد وقصص ألف لية وليلة وهذا مرتبط أساسا بالمخيال الجمعي العالمي لبغداد، ونصب الشهيد لأنه الأكثر تعبيرا عن شموخ وتضحيات العراقيين في التاريخ المعاصر |
| ساحة الاحتفالات هي الساحة الرئيسية للإحتفالات العامة في بغداد. شُيدت في عهد الرئيس العراقي السابق صدام حسين، وكانت تُقام فيها كل الإستعراضات العسكرية والمناسبات الوطنية. تقع بالقرب من منطقة الحارثية وفي المنطقة الخضراء المحصنة تحتوي على متاحف ونصب تذكارية، ويقع بالقرب منها نصب الجندي المجهول ويبرز فيها قوس النصر. |
| نصب الجندي المجهول هو نصب تذكاري يقع في ساحة الفردوس ويرمز للجنود المجهولين الذي ذهبوا ضحية الحروب في العراق، صممه المهندس المعماري العراقي رفعت الجادرجي في ستينيات القرن الماضي. أُزيل هذا النصب ووضع محله تمثال للرئيس العراقي صدام حسين لكن هذا التمثال تم إزالته عند سقوط بغداد عام 2003م وتم استبداله بعد بضعة أشهر بتمثال عمله بعض النحاتين العراقيين. التمثال الجديد ذو لون أخضر فيه هلال كبير وشمس يرمزان لبابل وسومر وحضارات العراق القديمة إضافة إلى مجسم يحملهما. |

## التعليم والتعليم العالي
تأسست في بغداد منذ إنشائها في القرن الثامن، عدة مدارس تاريخية كان لها دور كبير في الحضارة الإسلامية، منها المدرسة المأمونية، المدرسة المستنصرية، المدرسة الموفقية، المدرسة النظامية، ومدرسة محمد امين السويدي. وتُعتبر بغداد تاريخيّا، المركز التعليمي الرئيس في العراق. كما كانت الحكومة العراقية في الفترة المعاصرة هي المسؤولة عن هذا القطاع لفترة طويلة.

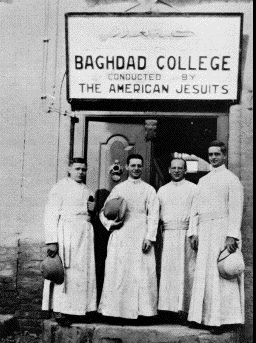
كلية بغداد في ثلاثينيات القرن العشرين.

لقد عانى قطاع التعليم والتعليم العالي في بغداد ابتداءً من حرب الخليج الأولى (1980 - 1988)، وحتى الغزو الأمريكي للعراق في عام 2003، الذي استمرت تبعاته إلى اليوم، حيث تعرضت الكثير من المنشآت التعليمية للقصف أو التفجيرات طيلة العقود القليلة الماضية. وقد تدهور التعليم في العراق بشكل عام في الفترة الأخيرة، مما أدى لظهور التعليم الخاص بموازاة التعليم الحكومي، بالإضافة لزيادة كبيرة في نسبة الأمية نتيجة للتهرب من المدارس.
التعليم الأساسي والإعدادي
شهدت الفترة المتأخرة من العهد العثماني في بغداد نهضة تعليمية. فقد أنشأ الوالي مدحت باشا أول مدارس بغداد المعاصرة، وهي المدرسة الرشدية العسكرية سنة 1869، التي تخرج منها ضباطا عراقيين بعد دراسة 4 سنوات. كما تأسست أول مدارس المدينة الإعدادية عام 1888، وهي الإعدادية المركزية، وكانت الثانوية الوحيدة في المدينة. وتُعد أول مؤسسة علمية وثقافية معاصرة في بغداد وارتبط اسمها بتأريخ المدينة وذاكرتها الثقافية. أما في عام 1889، فقد تم تأسيس أول مدرسة ابتدائية حكومية في المدينة أيام الوالي سري باشا، وقد تبرع ببنائها العلامة عبد الوهاب النائب، وأُطلق عليها أسم «حميدية مكتبي». ويوجد في المدينة اليوم عدد كبير من المدارس، بعضها مخصص للطلبة الموهوبين مثل ثانوية المتميزين، وكلية بغداد.
التعليم العالي
بالنسبة للتعليم الجامعي، فتحوي المدينة على خمسة جامعات رئيسية. وقد تأسست أول جامعة في المدينة عام 1957، وهي جامعة بغداد، والتي تأسست كمدرسة للحقوق في بادئ الأمر عام 1908. ثم تلاها الجامعات الأخرى، وهي الجامعة المستنصرية، والجامعة التكنولوجية، وجامعة النهرين والجامعة العراقية تأسست العديد من الكليات الاهلية والتي تكون تحت اشراف وزارة التعليم العالي والبحث العلمي، مثل كلية المنصور الجامعة، وكلية بغداد للصيدلة، وغيرها العديد من الكليات والمعاهد.

## الثقافة

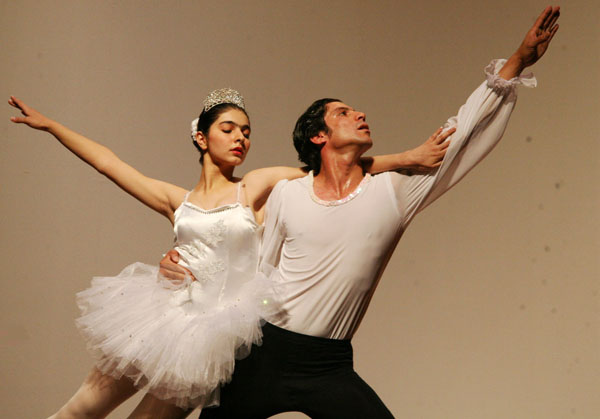
مدرسة بغداد للموسيقى والباليه، 2007

اشتهرت بغداد منذ العصر العباسي بالشعراء والأدباء والكتاب المعروفين، حيث إن الحراك الثقافي بدأ يُبرز المدينة كواحدة من أكثر العواصم العربية تأثيراً في الثقافة والفنون. ويُعقد في بغداد سنويّا العديد من المهرجانات الثقافية كمهرجان بغداد السينمائي الدولي. وتحوي المدينة على عدد كبير من الصروح الثقافية الهامة كالمسرح الوطني العراقي، المتحف العراقي، ومكتبة بيت الحكمة. بالإضافة إلى عدد من المقاهي الثقافية الشهيرة ودور العرض القديمة التي تقع في شارع الرشيد وشارع المتنبي، وغيرها. كما تزخر بغداد اليوم بالعديد من الأسماء الكبيرة في مجالات الفن والأدب والرسم والسينما وغيرهم الكثير من الفنانين.
وكان الفن البغدادي الحديث قد أنجب في مطلع الخمسينيات من القرن العشرين مجموعة أعمال إبداعية كبيرة ذات سمات جمالية جديدة تميزت بانتمائها الجذري لتاريخ العراق وارتباطها الصريح بتطوره، كما كان لظهور ثورة الشعر الحر في العراق انعكاسًا في ازدهار الوعي الاجتماعي والثقافي في هذه الفترة. وقد أدى هذا إلى تأسيس جماعة بغداد للفن الحديث عام 1951 على يد عدد من رواد الفن العراقي كشاكر حسن آل سعيد وجواد سليم وغيرهم، كما انضم لها نخبة من التشكيليين والمعماريين والفنانين العراقيين فيما بعد.
أصبحت الجماعة بعد ظهورها مركز إشعاع فكري للفنانين العراقيين في الستينات والسبعينات، كما أسهموا في وضع لبنات جديدة إلى صرح الفن العراقي الحديث المعاصر.

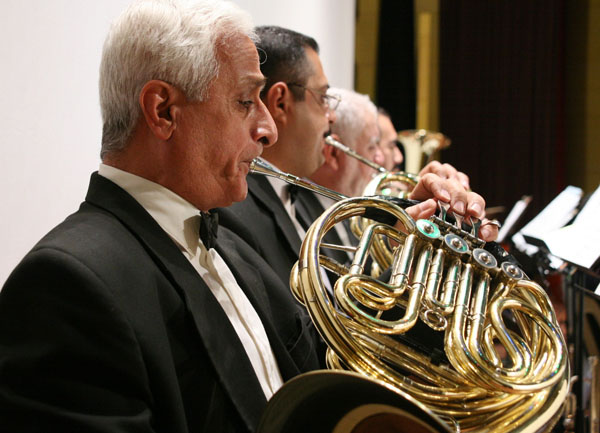
الفرقة السيمفونية العراقية بغداد، 2007.

من جهة أخرى، تم تأسيس المتحف الوطني للفن الحديث (مركز صدام للفنون سابقًا) في بغداد في ثمانينيات القرن العشرين، والذي ضم نخبة من اللوحات الفنية لرواد الحركة التشكيلية المعاصرة في العراق، إلا أنه تعرض للسرقة والإهمال مؤخرًا.
شهدت البنى التحتية الثقافية في بغداد واقعًا سيئًا بعد الغزو الأمريكي للعراق عام 2003، حيث يتجلى هذا الواقع بنحو خاص في الحال الراهن للمرافق الثقافية. فقد تم إغلاق معظم المتاحف والمكتبات ودور العرض وقاعات الفن التشكيلي في المدينة. في ظل هذه الظروف السيئة، تعد بغداد واحدة من المدن المبدعة في قائمة اليونيسكو للمدن الإبداعية في المجال الأدبي منذ عام 2015م، وتم اختيار بغداد عاصمة للثقافة العربية لعام 2013، وقد شهد هذا العام زخمًا ثقافيًا لم تعهده المدينة منذ عام 2003، حيث اُقيمت عدد من العروض الموسيقية والمسرحية من العراق وبعض الدول العربية، بالإضافة لمعارض الكتاب والفنون التشكيلية وملتقيات شعرية وأدبية أخرى.
التراث والفلكلور
تتميز بغداد بإرث حضاري وتراث فني وموسيقي كبيرين، حيث يُعد المقام العراقي من الفنون الموسيقية العربية القديمة، ويعتبره البعض أرقى شكل من أشكال المقام. وتمتاز المدينة بمقام الجالغي البغدادي، والذي يقوم بأداءه قارئ، بالإضافة إلى عدد من العازفين على آلات السنطور، الجوزة، والطبلة أو الدنبك وأحياناً آلة الرق. ويُعتبر الفنان محمد القبانجي من أهم مؤديي هذا الفن في القرن العشرين.

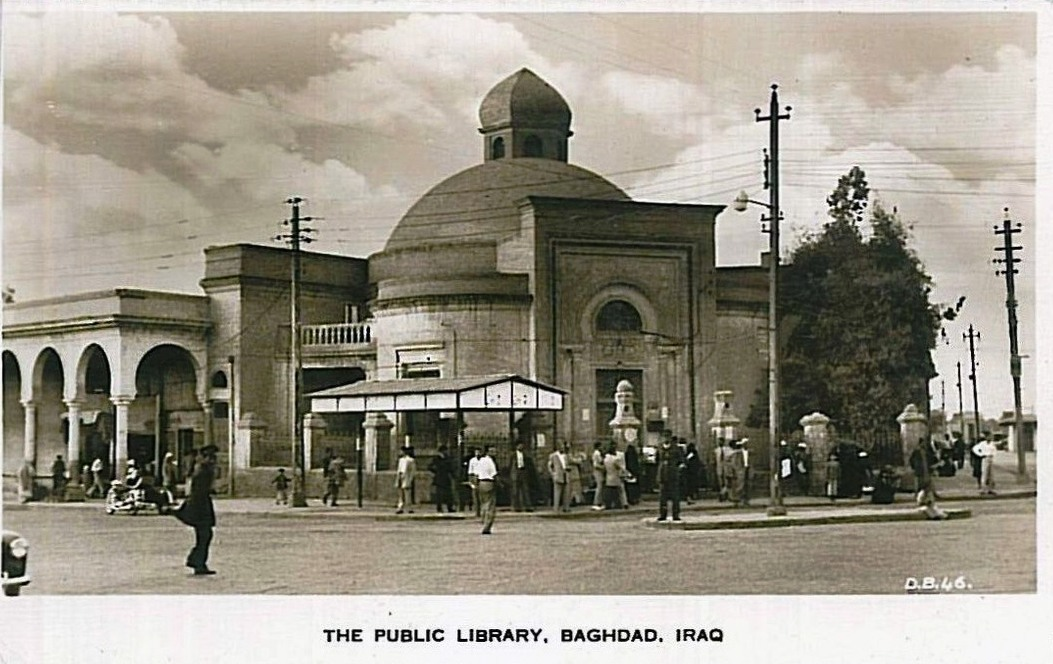
المكتبة العامة في منطقة باب المعظم، بغداد

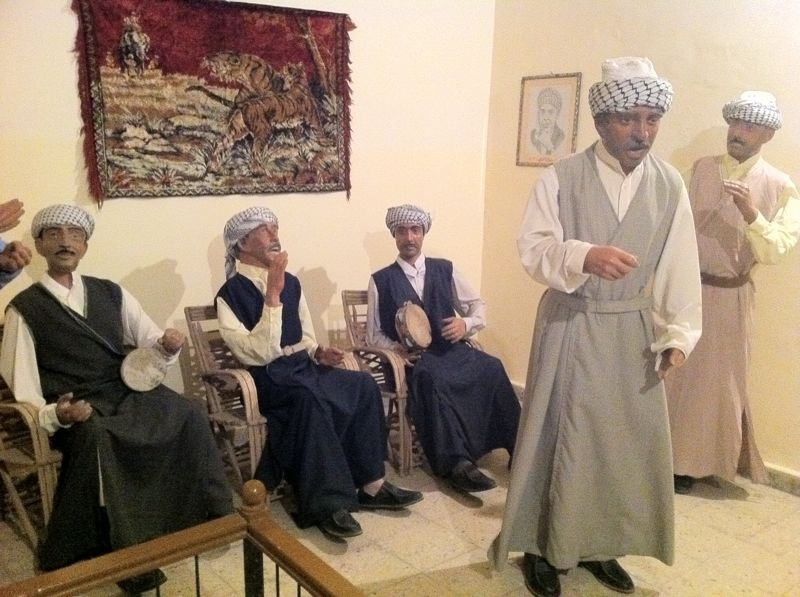
مشهد من المتحف البغدادي، حيث يجسد طريقة غناء وأزياء عازفي المقام العراقي.

يُعتبر المتحف البغدادي من أهم الصروح الثقافية التي تؤرخ لتراث بغداد في التاريخ المعاصر. وقد عمدت أمانة بغداد على إنشاء هذا المتحف عام 1968 بالقرب من المدرسة المستنصرية ليضم غالبية المعالم الحياتية لسكان بغداد الأوائل، ويوثق بموضوعية فترة زمنية من تأريخ العاصمة. ويضم اليوم بعد التوسعة 385 تمثالاً توزعت على 77 مشهدا. كما قامت محافظة بغداد في عام 2011 بإعادة تأهيل وافتتاح أحد المباني التراثية القديمة في شارع المتنبي كمركز ثقافي بغدادي، والذي يوفر مصادر تراثية عبر مكتبة بغداد، وهي مكتبة تراثية تعنى بتاريخ وتراث هذه المدينة.
وقد تحدث الكثيرون من الكتاب والمؤرخين عن بغداد القديمة وتأسيسها وتسميتها، ووصفوا تراثها ومميزاته، حيث تميزت المدينة بحرف كثيرة كصناعة النحاسيات (الصفر)، وتعد صناعة الصفر من أقدم الصناعات الشعبية في بغداد والعراق، كما عُرف عن سوق الصفافير أنه قبلة السواح قبل عقود من الزمن، إلا أن السوق في الوقت الحاضر يشهد انحسار كبير بسبب الحروب وأعوام الحصار والوضع الأمني المتدهور، وقطع أجزاء من شارع الرشيد وجعله ممرًا واحدًا.
بغداد في الشعر والفن
لبغداد مكانة كبيرة في ذاكرة الشعراء. وقد كُتب عنها الكثير وروي الأكثر، مثلما تركت على مستوى العمارة والبناء والفعلية الحياتية، مايستحق أن يقال عنه الكثير. ولقد تغنى الأدباء ببغداد على طول امتداد عمرها منذ بناها الخليفة أبو جعفر المنصور. الأبيات التالية هي بعض ما عبّر به شعراء عرب في وصف بغداد:
| بغداد أنتِ دواء القلب من عجزٍ بغداد أنتِ هلال الأشهر الحرمِ بغداد أنتِ هوى العصفور مهجته كالريح تعزف ألواناً من الحلمِ ―المتنبي خذي نَفَس الصّبا بغدادُ إنّي بَعْثتُ لكِ الهوى عَرْضاً وطولا ودِجْلةُ حين تصقلها النُعَامى كما مسحت يدٌ خدّاً صقيلاً ―الجواهري | أودعكم يا أهل بغداد والحشا على زفرات ماينين من اللذع وداع خنا لم يستقل وإنما تحامل من بعد العثار على ظلع ―المعري كانت محطا للعلوم وأهلها وقرارة للمجد والإيجاد اليوم هاتيك العلوم بأسرها مدفونة بمقابر الأجداد ―الزهاوي | مدِ بساطك واملئي أكوابي وانس العتاب فقد نسيت عتابي عيناك يا بغداد منذ طفولتي شمسان نائمتان في أهدابي ―نزار قباني دع عنك روما وأثينا وما حوتا كل اليواقيت في بغداد والتؤم دار الشرائع روما كلما ذكرت دار السلام لها القت يد السلم ―أحمد شوقي | أيه بغداد والليالي وكتاب ضم أفراحنا وضم المآسي عبث الدهر في بساتينك الغناء والدهر حين يعبث قاس ―أحمد رامي أبغداد إبشري وثقي بأني بحبك سالك سبل التفاني ولو اُعطيت ملك الأرض طرًا بغير هواك عيشي ماهناني ―الكاظمي |

كذلك ورد ذكر المدينة في بعض الأغاني والقصص الفلكلوريَّة المحليَّة والعربية، كما تغنى بها وبمجدها كبار المغنيين والمغنيات العراقيين والعرب، حيث غنت لها أم كلثوم ومحمد عبد الوهاب وفريد الأطرش وفيروز وكاظم الساهر، وغيرهم.

## السياحة

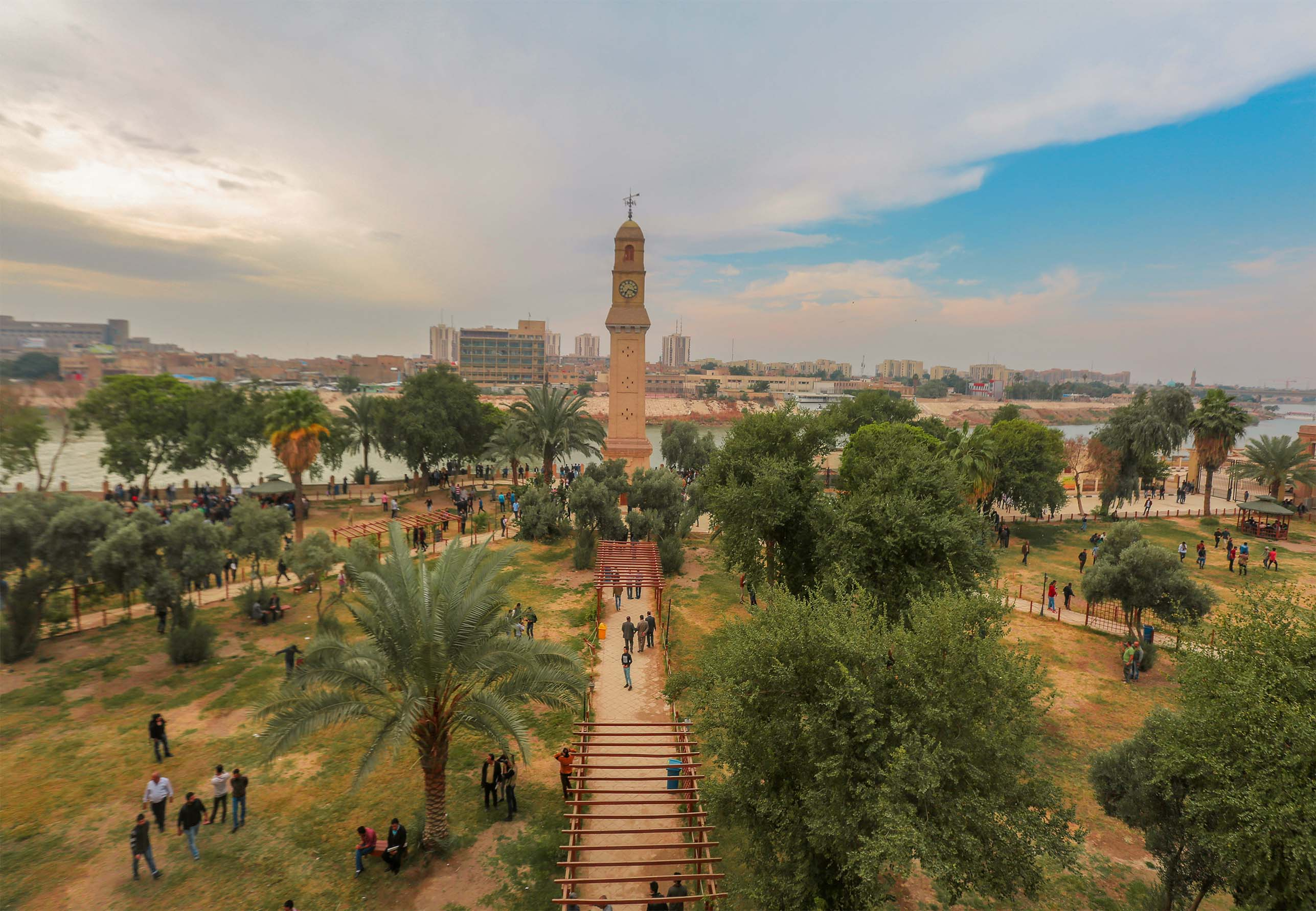
حديقة القشلة وتظهر ساعة القشلة ونهر دجلة

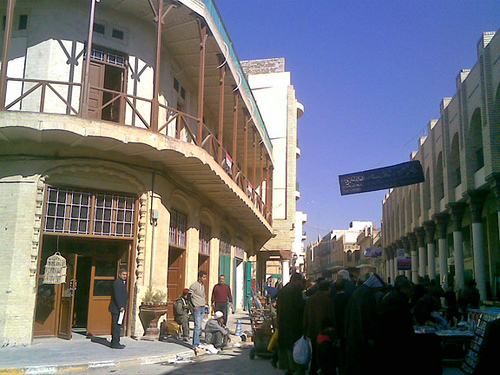
مقهى الشابندر في شارع المتنبي.

تمتاز بغداد بعدة معالم سياحية وأثرية مثل المتاحف التي تعرض فيها الآثار المختلفة من جواهر وعملات وهياكل بشرية وتماثيل من عصور ما قبل التاريخ حتى القرن السابع عشر الميلادي. ومن شواهدها الأبدية الآثار الإسلامية التي تتمثل في بقايا سور بغداد ودار الخلافة والمدرسة المستنصرية التي فيها ساعة المدرسة المستنصرية العجيبة ومقر المعتصم ومسجده الشهير وتحتوي على مساجد تاريخية عديدة منها: جامع الخلفاء والذي كان يسمى جامع الخليفة، ومسجد الإمام الأعظم أبو حنيفة في الأعظمية، وجامع الأحمدية والذي فيه مدرسة تاريخية هي مدرسة الأحمدية، ومسجد الإمام موسى الكاظم وفيه الحضرة الكاظمية، وجامع مرجان في سوق الشورجة، وجامع المنصور وجامع المهدي وجامع الرصافة، بالإضافة لمدارس تاريخية عريقة كالمدرسة الشرفية بجوار قبر أبي حنيفة النعمان والمدرسة الموفقية ومدرسة الآصفية، والمدرسة القادرية، والمدرسة النظامية. وتعاني المباني التراثية لبغداد حاليا من الإهمال والتعدي عليها، خاصة بعد الغزو الأمريكي للعراق عام 2003.
كما تحوي المدينة عدد من المناطق الترفيهية، مثل مدينة ألعاب الرصافة، ومدينة العاب الكرخ، وجزيرة بغداد السياحية، متنزه الزوراء، وجزيرة الأعراس، والخضراء، وغيرها. هذا بالإضافة إلى عدد من النوادي الاجتماعية مثل: نادي الصيد، نادي الفروسية، نادي العلوية، ونادي الهندية، ونادي المنصور .

## الرياضة
يوجد في بغداد عدد من ملاعب كرة القدم القديمة، وعدد من الصالات الرياضية المُغلقة، التي صمم إحداها المعمار العالمي لي كوربوزيه. وقد تم إنشاء أول ملاعب المدينة في عام 1966، بعد أن وُضع حجر الأساس في عهد الزعيم عبد الكريم قاسم، حيث يتسع الملعب لخمسين ألف متفرج. وهو أكبر ملاعب المدينة إلى هذا اليوم. ومن الملاعب الأخرى في المدينة ملعب الجيش، ملعب الزوراء، وملعب القوة الجوية. كما تحوي كلية التربية الرياضية على عدد من المنشآت الرياضية الكبيرة داخل حرم جامعة بغداد.

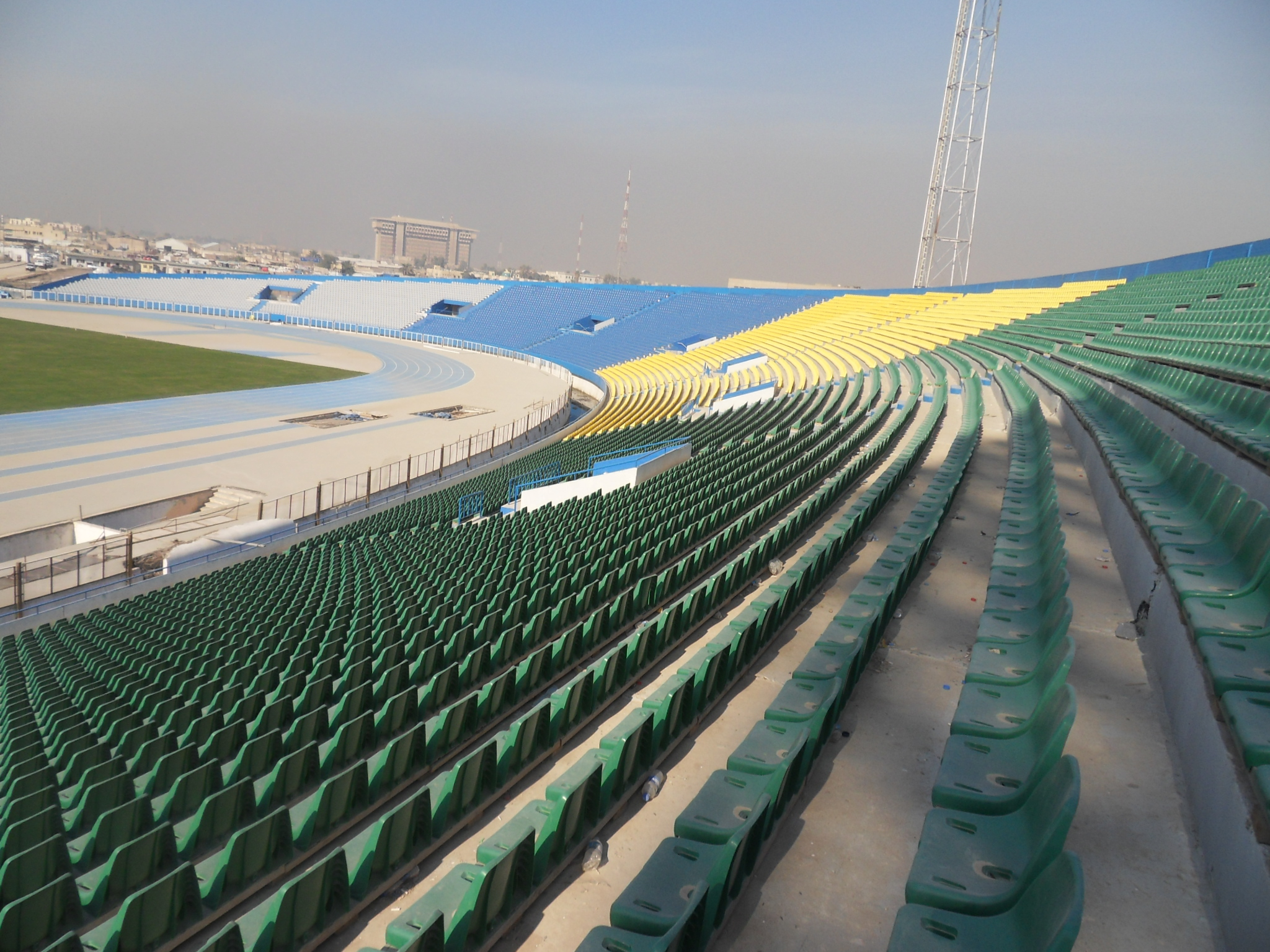
ملعب الشعب بعد إعادة التأهيل. وهو يتسع لخمسين ألف متفرج.

يُشار بالذكر إلى أن العمل جارِ على تنفيذ مدينة رياضية في منطقة التاجي شمال بغداد، تبلغ مساحتها مايقارب 500 دونم، وتشمل الملعب الأولمبي الرئيسي الذي يتسع لستين ألف متفرج، وثلاثة ملاعب للتدريب، اثنان منها في الجانبين الجنوبي والشمالي من الموقع سعة كل واحد منهما 500 متفرج والثالث يتسع لـ 5000 متفرج.
لقد عانى القطاع الرياضي في العراق من الإهمال والعقوبات الدولية بعد الحروب المتتالية التي شهدتها البلاد، وخصوصا الغزو الأمريكي للعراق. وقد كان للمنتخب العراقي لكرة القدم أول مبارياته الدولية على أرضه منذ 2003 مع نظيره الفلسطيني في مدينتيّ بغداد وأربيل عام 2009، حيث شكل هذا الحدث، مؤشرًا هامًا لعودة الحياة الطبيعية إلى العراق.

## الصحة

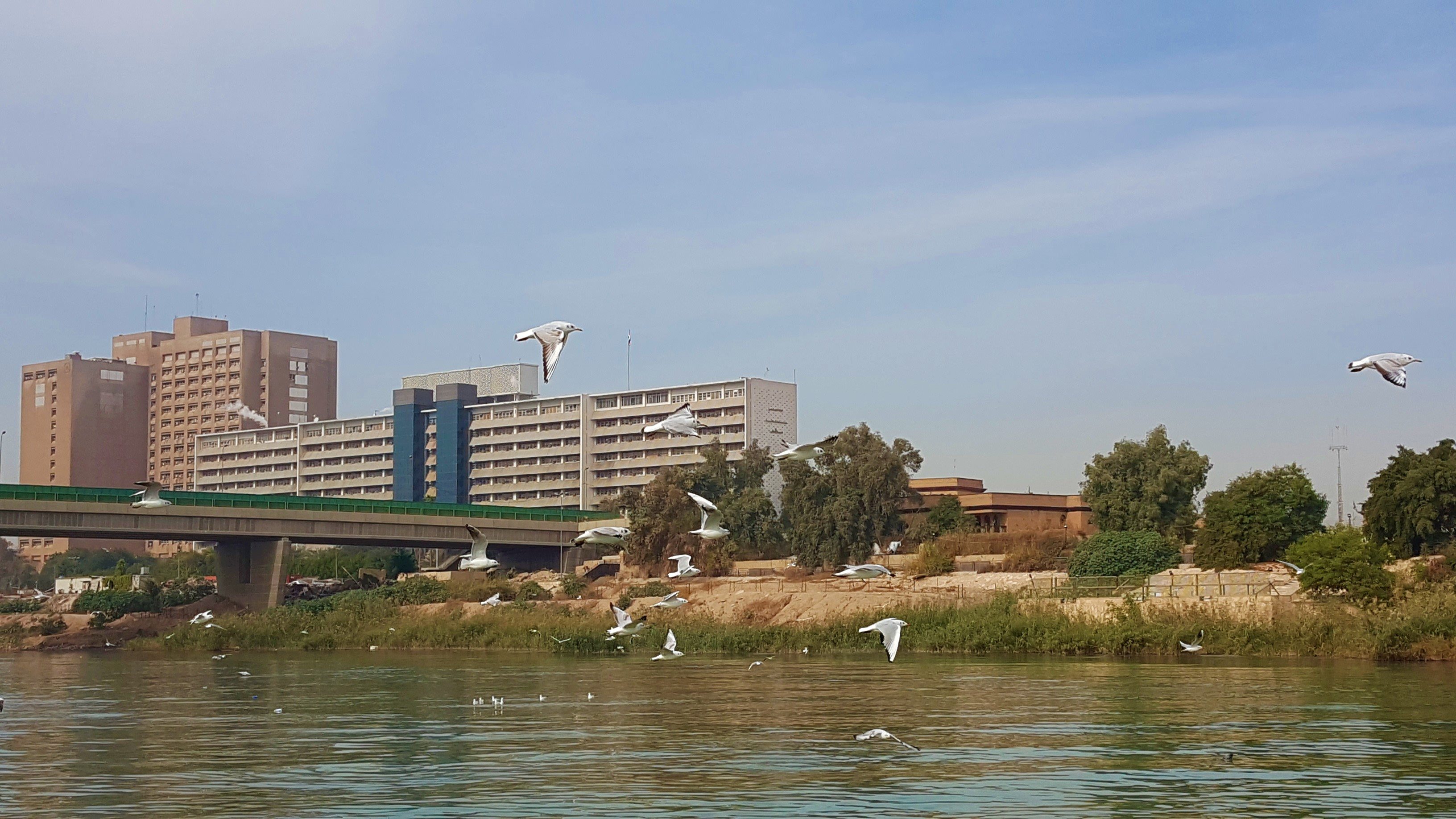
مدينة الطب في بغداد

تأسس في بغداد عام 1973 أحد أكبر الصروح الطبية في منطقة الشرق الأوسط، وهو مدينة الطب، حيث تضم بين دفتيها خمسة مستشفيات كبرى، هي دار التمريض الخاص، والجراحات التخصصية، وأمراض الجهاز الهضمي والكبد، وبغداد التعليمي، وحماية الأطفال. وجميعها في مجال الطوارئ تعتمد على طوارئ مستشفى بغداد التعليمي الذي يحتوي على قسم للطوارئ يضم أكبر قاعتين لطوارئ الباطنية والجراحية (عدا حماية الأطفال) فضلا عن الاحالات من المستشفيات الأخرى وإسعاف جرحى الانفجارات الذين يحتاجون إلى استنفار الجهود وتوفير العلاج اللازم لاسيما تعويضهم بما يحتاجونه من الدم.
الجدول التالي يظهر أهم المستشفيات الموجودة في بغداد:
| - مستشفى الكرخ العام - مستشفى الكرخ للولادة - مستشفى اليرموك التعليمي - مستشفى الكرامة التعليمي - مستشفى ابن البيطار لجراحة القلب - مستشفى الفرات العام - مستشفى الطارمية العام - مستشفى أطفال الكاظمية | - مستشفى الكاظمية التعليمي - مستشفى الحكيم - مستشفى ابن سينا - مستشفى جراحة الجملة العصبية التعليمي - مستشفى ابن الخطيب - مستشفى الشيخ زايد - مستشفى العلوية للولادة | - مستشفى أطفال العلوية - مستشفى ابن الهيثم لأمراض العيون - مستشفى الإشعاع والطب النووي - مستشفى الإمام علي - مستشفى العلوم العصبية - مستشفى الشيخ ضاري الفياض - مستشفى الكندي - مستشفى ابن زهر | - مستشفى الصدر العام - مستشفى الهلال الأحمر - مستشفى ابن النفيس - مستشفى الزعفرانية - مستشفى الرشاد - مستشفى ابن البلدي للأطفال والنسائية - مستشفى النعمان العام |

## مشاكل
الوضع الأمني

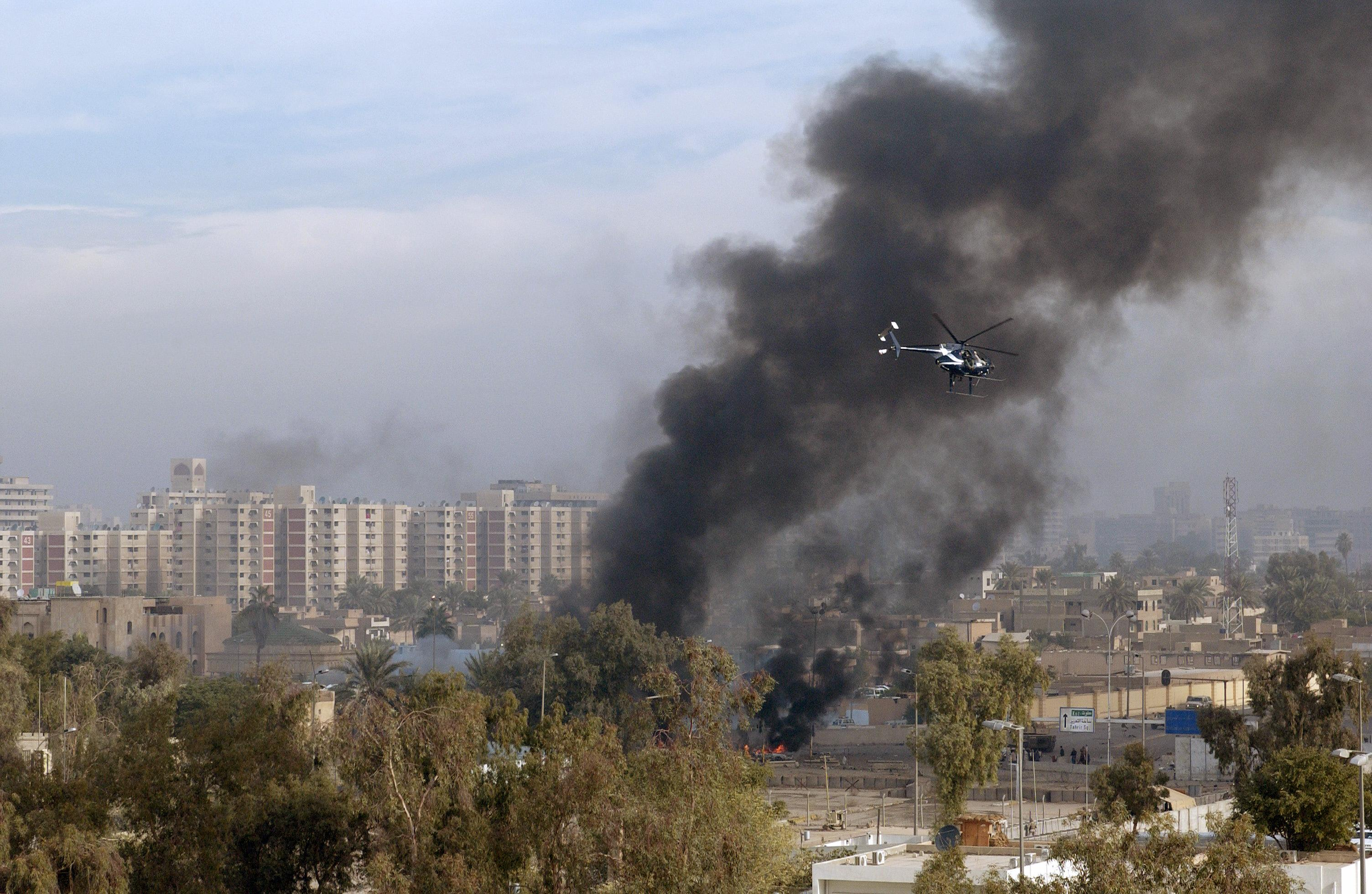
أحد الإنفجارات التي شهدتها بغداد، 2004.

شهدت بغداد أسوةً بمعظم مدن العراق، تدهورًا أمنيًا كبيرًا كان أحد نتائج الغزو الأمريكي للعراق عام 2003، والذي لا تزال تعاني منه حتى اليوم. حيث عمِت المدينة مؤخرًا الفوضى والفتن الطائفية وجرائم القتل المختلفة من تفجيرات إنتحارية وسيارت مفخخة على يد منظمات متشددة.
التلوث والعشوائيات

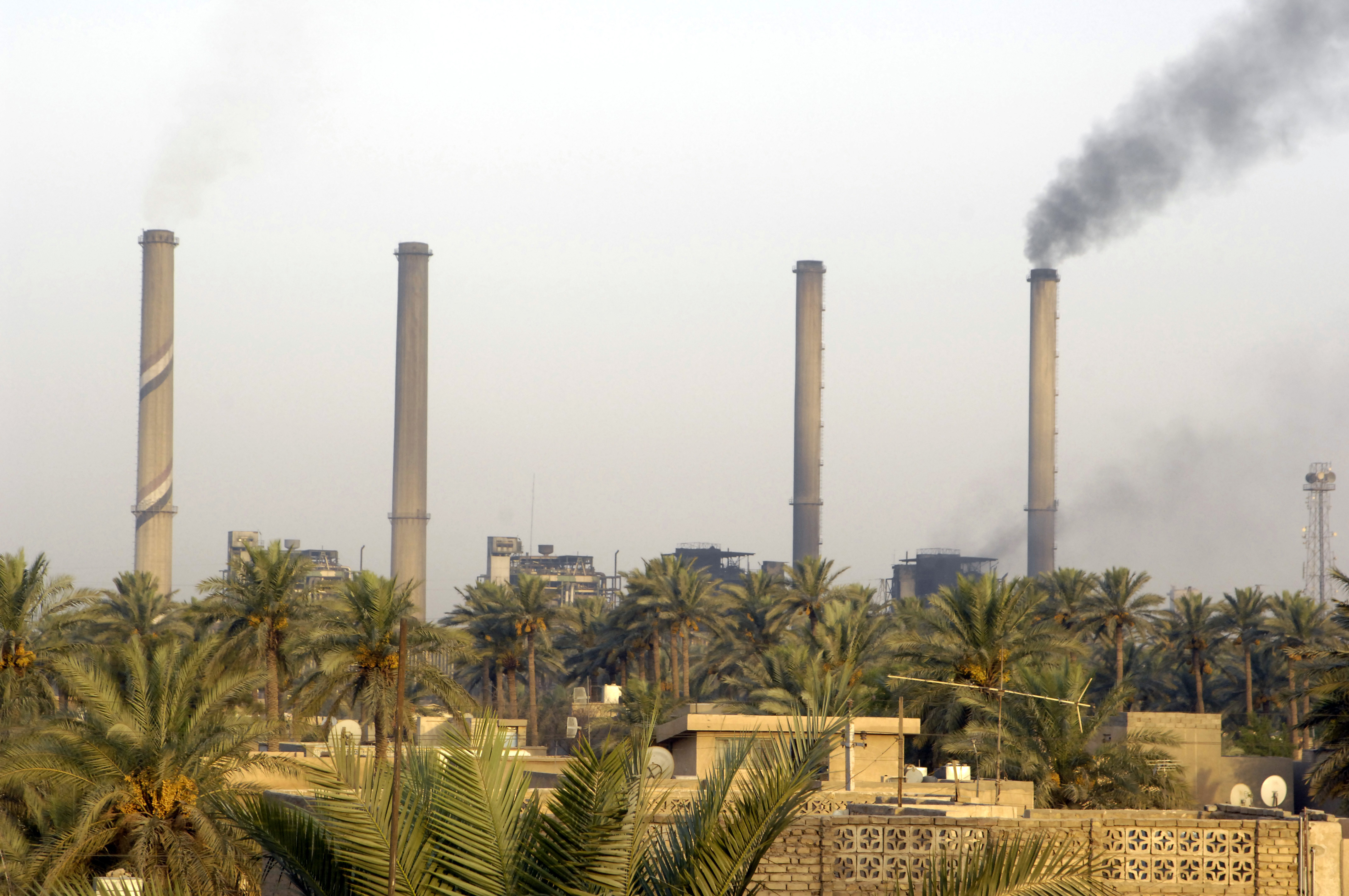
محطة توليد كهرباء ومصفاة الدورة.

تعاني مدينة بغداد في الوقت الحاضر من النمو السكاني والعمراني المتزايد لا سيما بعد سقوط الحكم البعثي وما شهدته من هجرة كبيرة سواء أكان من المناطق الريفية ومن المحافظات الأخرى ومن خارج العراق.
تُعد المركبات أبرز مسبّبات التلوث في بغداد، مع توقف تنفيذ شبكات الطرق السريعة في المدينة. كما تُعد المناطق الصناعية المنتشرة في المدينة وما تبعثه المصانع والمعامل المختلفة إلى الجو من ملوثات من أهم المسببات كذلك. ويوجد في بغداد عدد كبير من الصناعات الملوثة للهواء داخل المدينة، بعضًا منها من الصناعات الكبرى التي يفترض أبعادها إلى خارج حدود التصاميم الأساسية مثل محطة توليد الكهرباء في الدورة ومحطة توليد كهرباء جنوب بغداد. هناك أيضًا سبب آخر لتلوث الهواء في بغداد، وهو العواصف الترابية التي تهب في أغلب أيام الصيف بسبب عدم وجود مناطق الأحزمة الخضراء حول المدينة وافتقارها إلى مناطق خضراء محيطة بالمناطق السكنية، وكذلك انتشار المولدات الكهربائية الصغيرة بأعداد كبيرة.
أما فيما يخص التلوث المائي، فقد عانى نهر دجلة الذي يخترق المدينة في السنوات الأخيرة من التلوث بشكل كبير. وقد أعلنت وزارة البيئة العراقية عن ارتفاع نسبة التلوث في النهر بصورة كبيرة عند دخول مياهه إلى مدينة بغداد، حيث إن عشرات آلاف اللترات بالثانية من مياه الصرف غير الصحي ترمى في النهر.
الأزمات المرورية

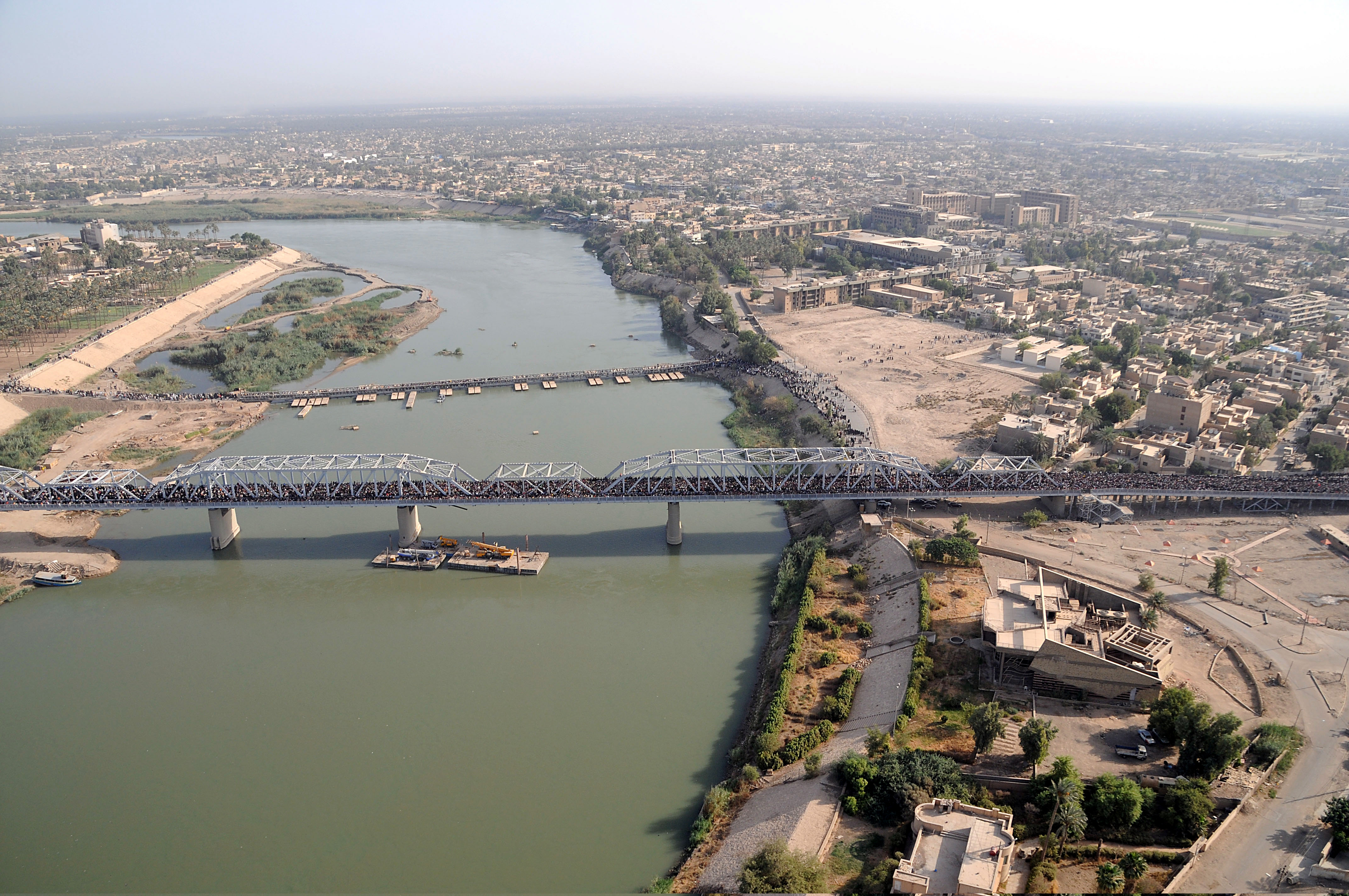
مئات آلاف المواطنين يعبرون جسر الصرّافية الحديدي لإحياء إحدى المناسبات الدينية (إلى منطقة الكاظمية).

تشهد بغداد اختناقات مرورية كبيرة بسبب غلق الكثير من الطرق الفرعية والرئيسية بكتل كونكريتية مختلفة الأحجام والأغراض بعد الغزو الأمريكي للعراق عام 2003. ويُعزى وجود هذه الكتل إلى الوضع الأمني الراهن بالبلد ولحماية الأسواق وأماكن التجمعات من التفجيرات والأعمال المسلحة. كما تعود أسباب الأزمات المرورية أيضاً إلى قدم تصاميم شوارع المدينة، بالإضافة إلى العدد الكبير من المركبات المُسجلة مؤخراً، فهناك أكثر من مليون ونصف المليون سيارة في المدينة وحدها. كما تؤدي المواكب الدينية إلى إغلاق تام لبعض شوارع المدينة لإفساح المجال لمرور مئات آلاف الزوار إلى المراقد والمساجد الكبرى في المدينة.
الخدمات
شهد وضع الخدمات في بغداد تدهورًا كبيرًا بعد الحروب التي خاضها العراق في العقود الأخيرة، وخصوصًا حرب الخليج الثانية عام 1991، والغزو الأمريكي للعراق عام 2003، وما تبعه من أحداث أدت إلى وصول حال الخدمات العامة إلى مستويات متدنية جداً. حيث احتلت بغداد المرتبة الأخيرة عالميًا عام 2012، كأسوأ مدينة للعيش في العالم بحسب مسح قامت به مجموعة «ميرسل» العالمية لاستشارات الموارد البشرية، التي يقع مقرها في نيويورك. حيث استند التقرير إلى الأوضاع التي تعيشها بغداد، من حيث سوء الخدمات العامة، والاضطرابات السياسية، والاختناقات بالحواجر الكونكريتية وتراكم القمامة والمباني المهدمة، إضافة إلى الانقطاع في التيار الكهربائي، ومشاكل شبكة الصرف الصحي البدائية، حيث تعاني المدينة من فياضانات كبيرة أثناء فصل الشتاء. ويأتي هذا التصنيف أيضًا إلى جانب تقرير آخر أطلقته منظمة اليونسكو عام 2012، تم بموجبه تصنيف بغداد بالمرتبة الثالثة كأوسخ مدن العالم، وثامن عاصمة على مستوى التلوث البيئي.

## مدن شقيقة
المدن الشقيقة لبغداد هي:
- أذربيجان - باكو [203]
- الأردن - عمّان [204]
- سوريا - دمشق
- لبنان - بيروت [205]
- مصر - القاهرة [206]
- اليمن - صنعاء
- رومانيا - بوخارست [207]
- إيران - طهران[208]

## معرض صور

القبتين الذهبيتين للعتبة الكاظمية
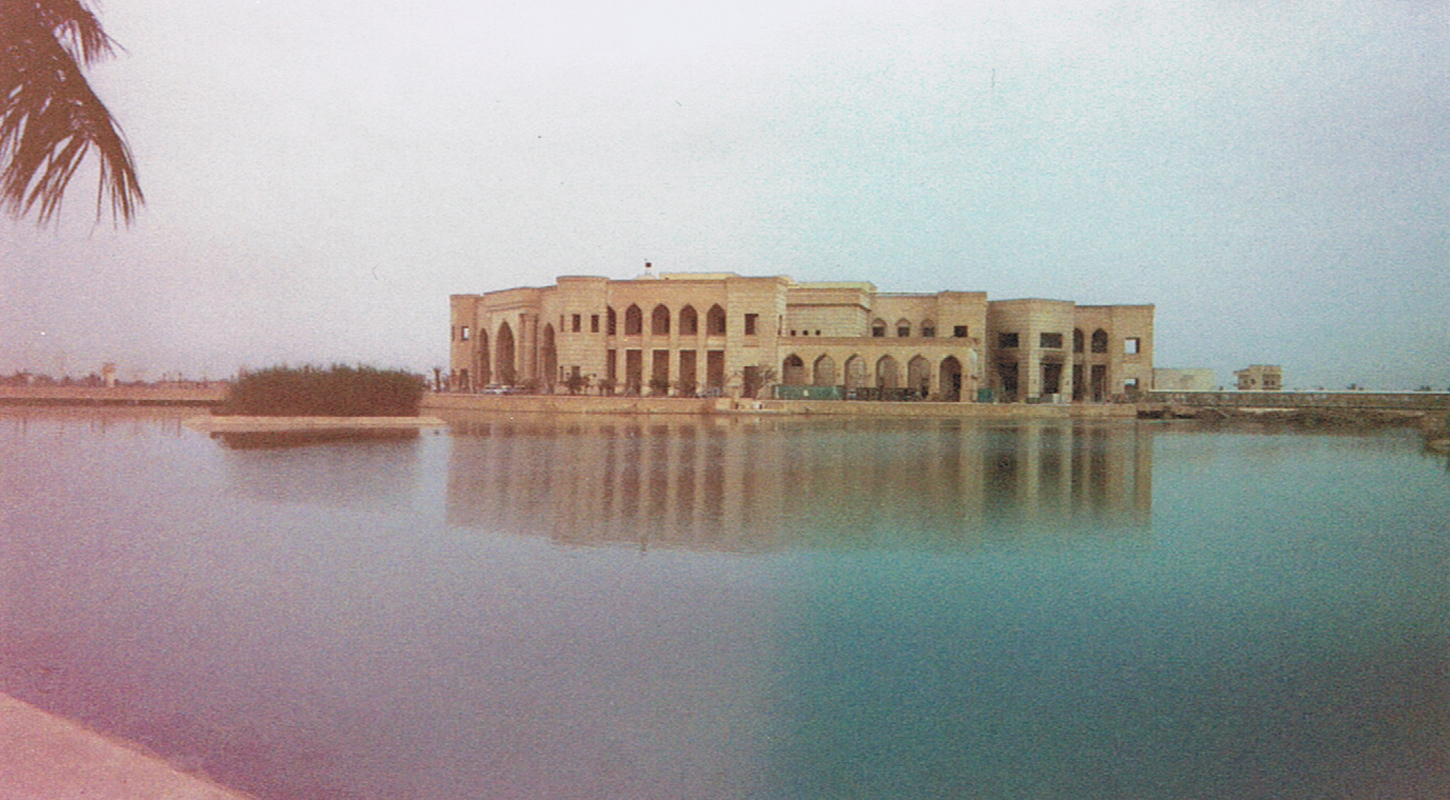
قصر الفاو
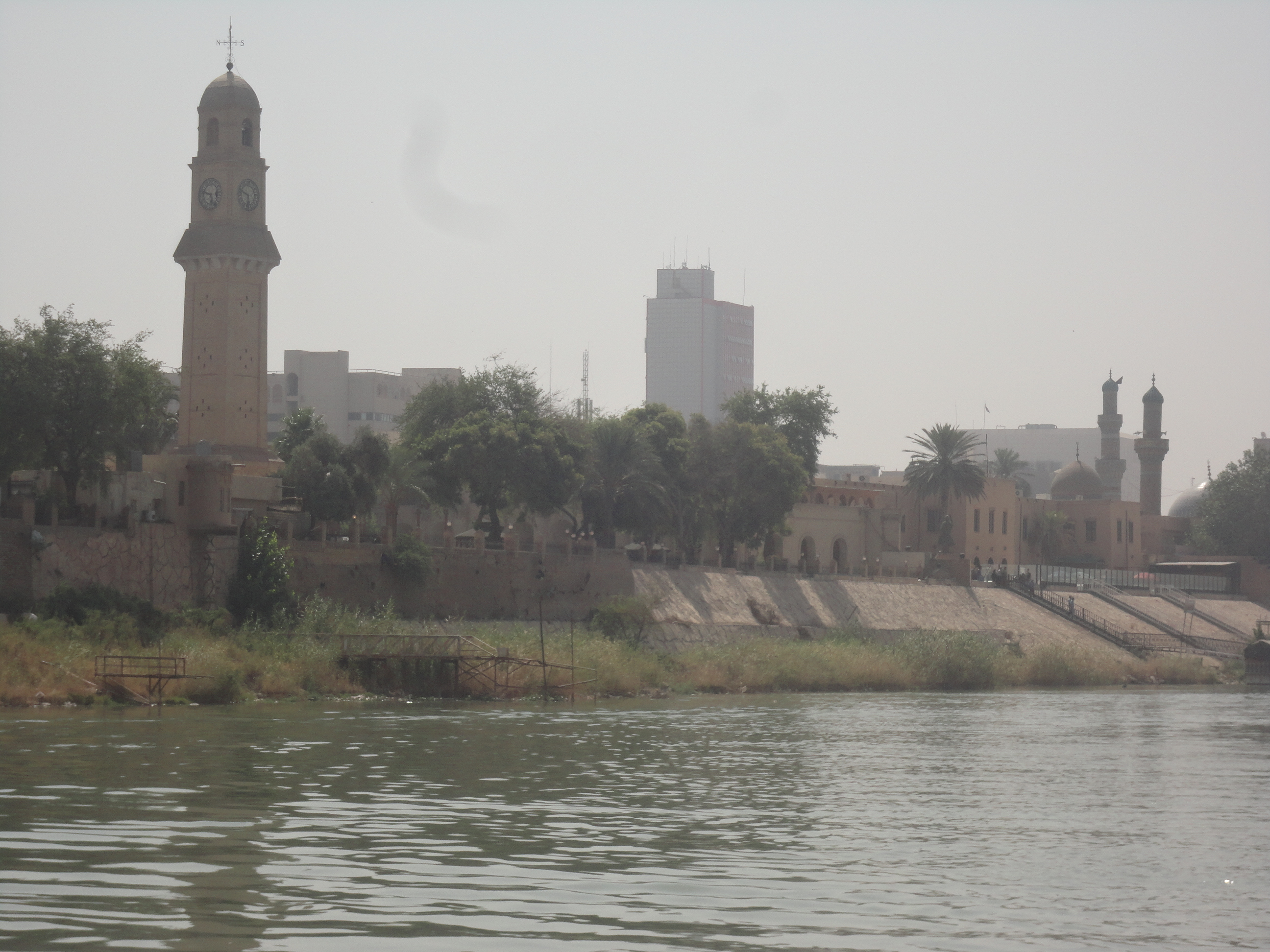
برج ساعة القشلة في المدرسة الموفقية
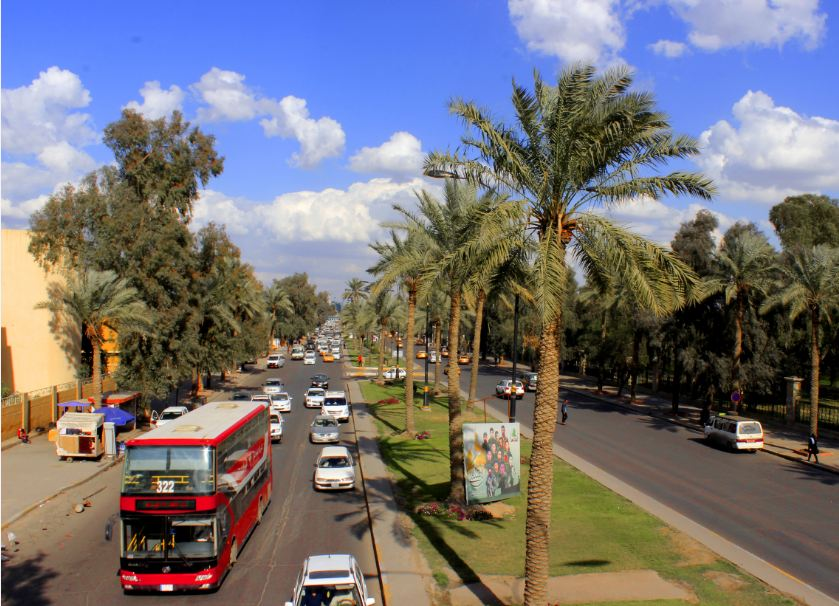
شارع الزوراء في بغداد
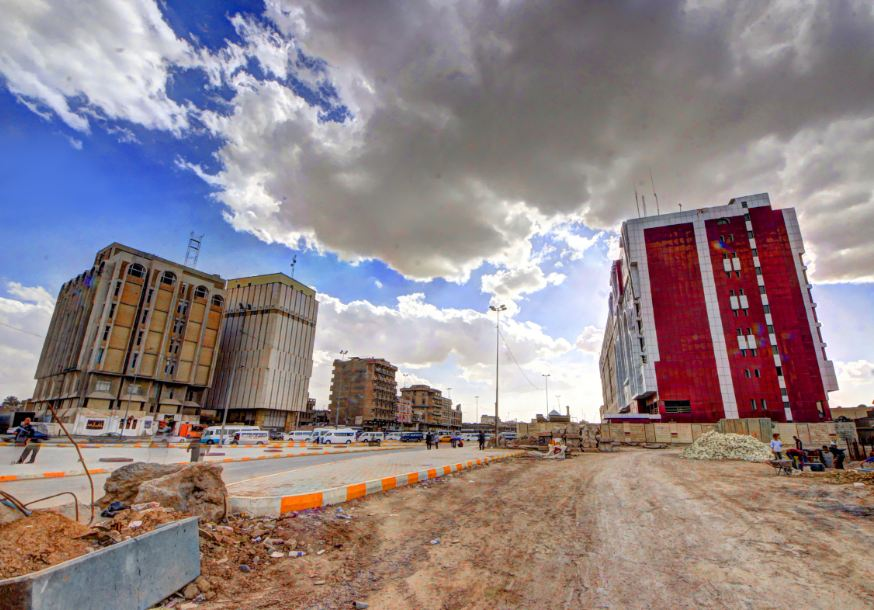
منظر من بغداد
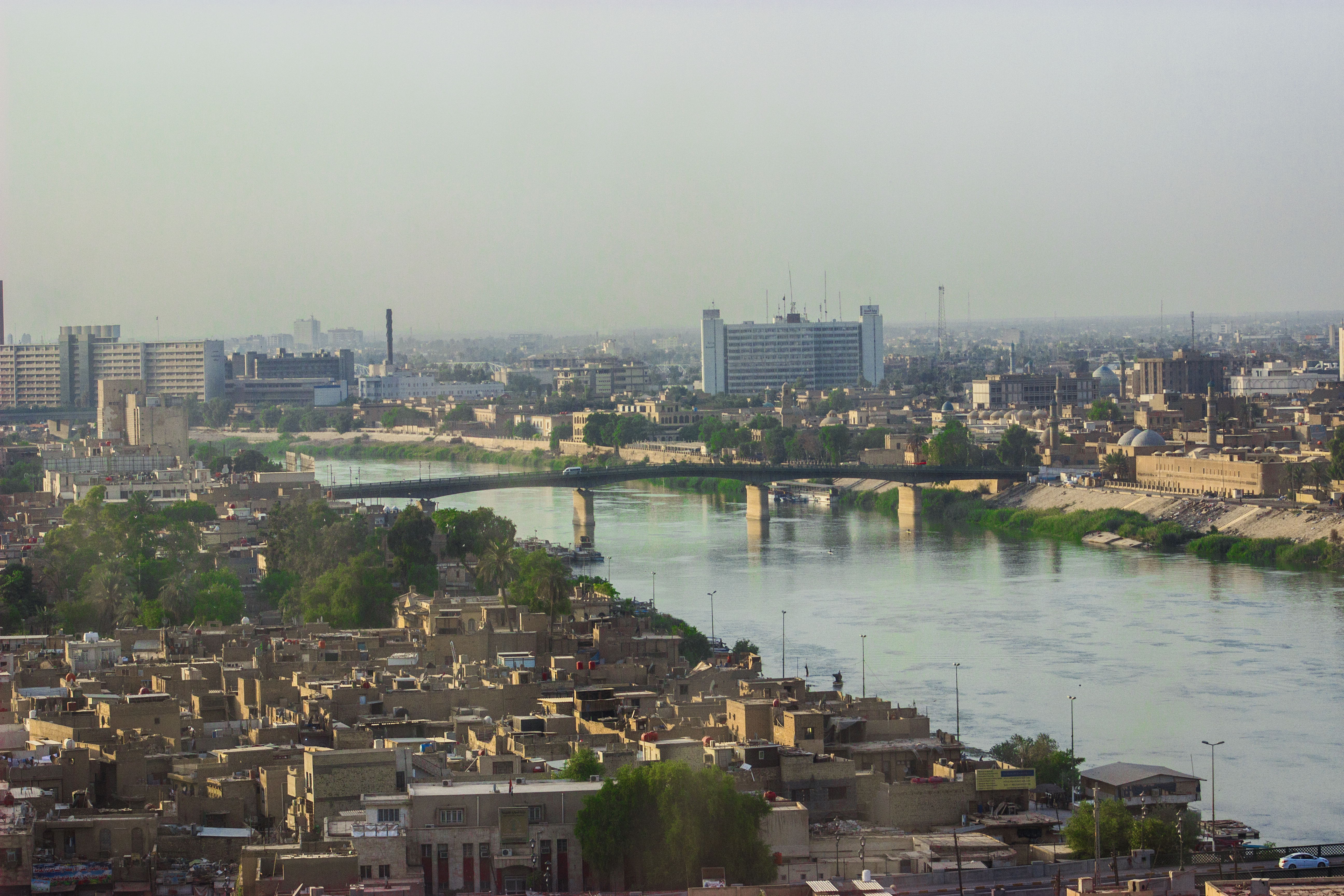
نهر دجلة في بغداد
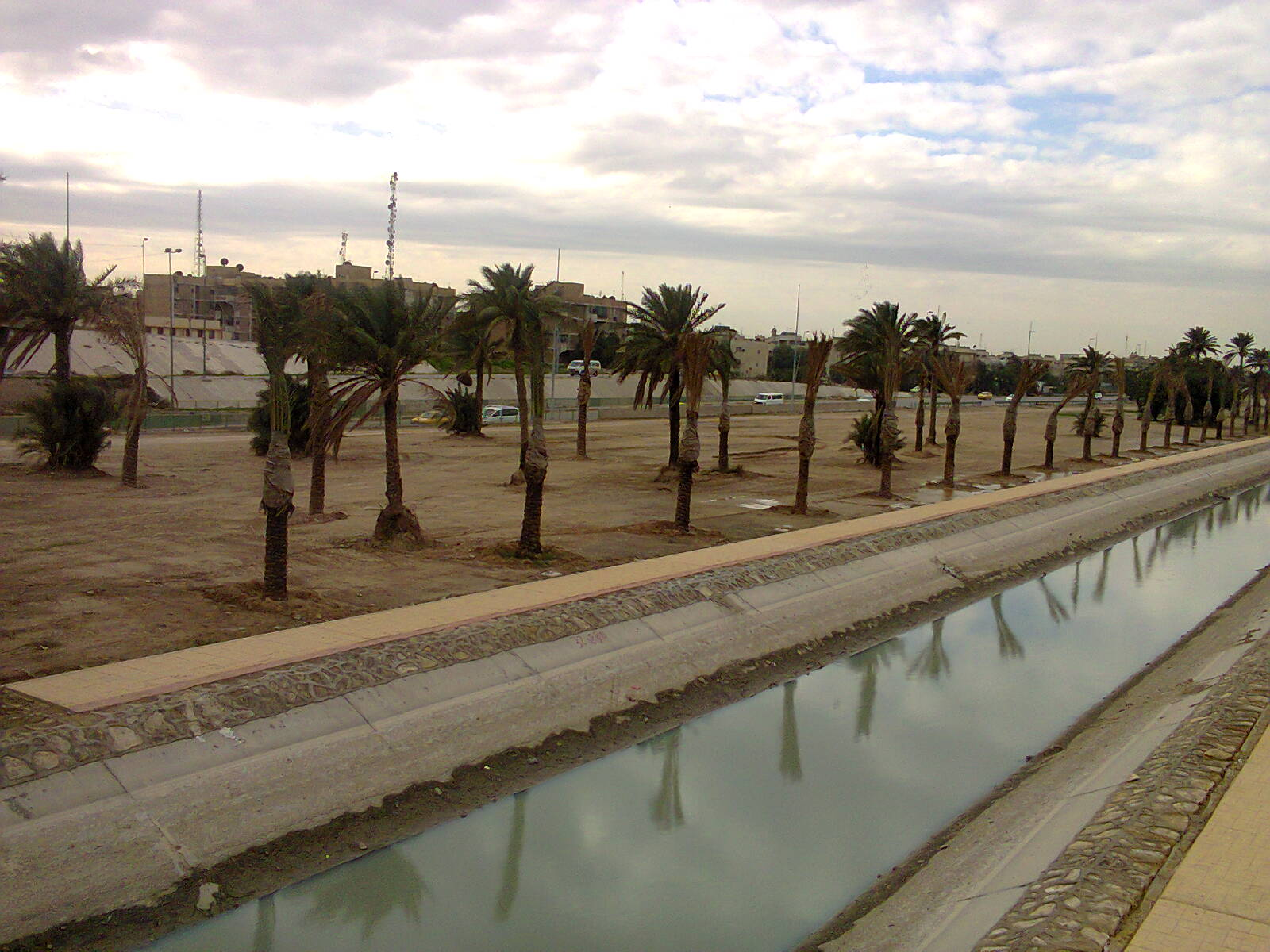
شارع القناة في بغداد
بغداد الشواكة
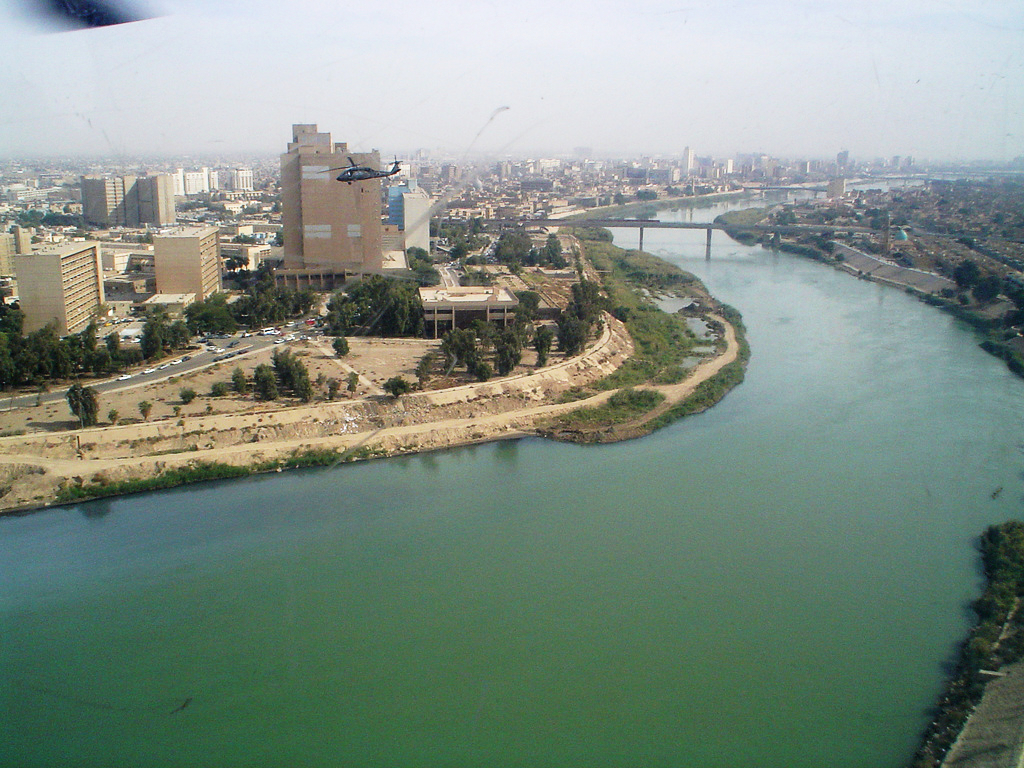
المنطقة الخضراء
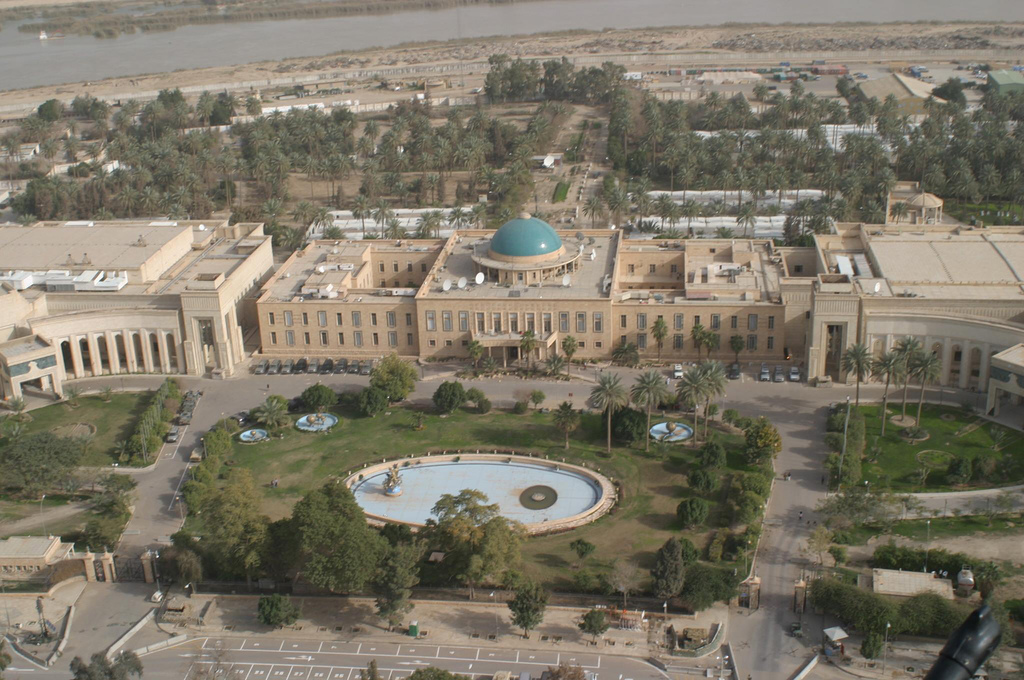
القصر الجمهوري في وسط بغداد
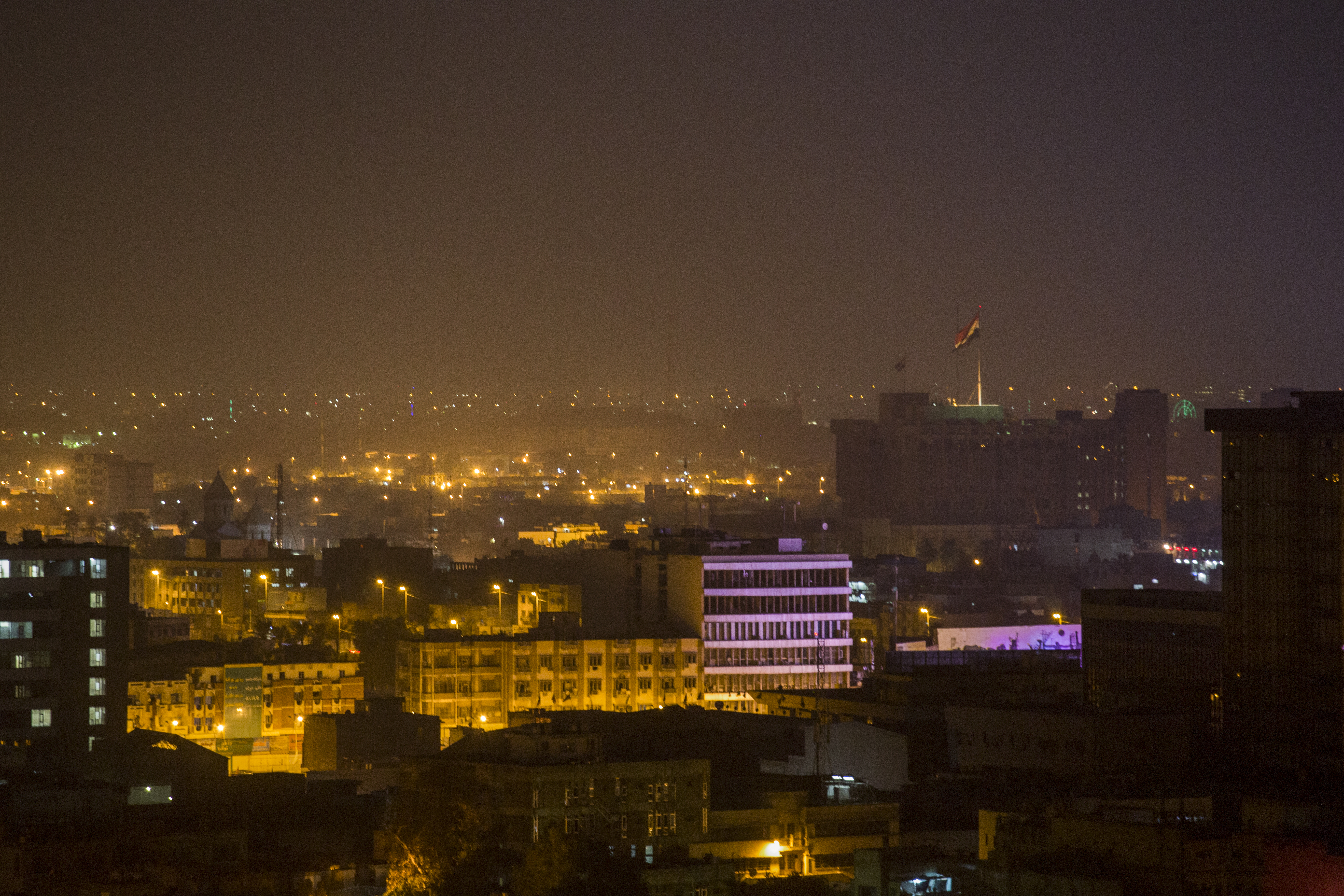
سماء بغداد الرصافة
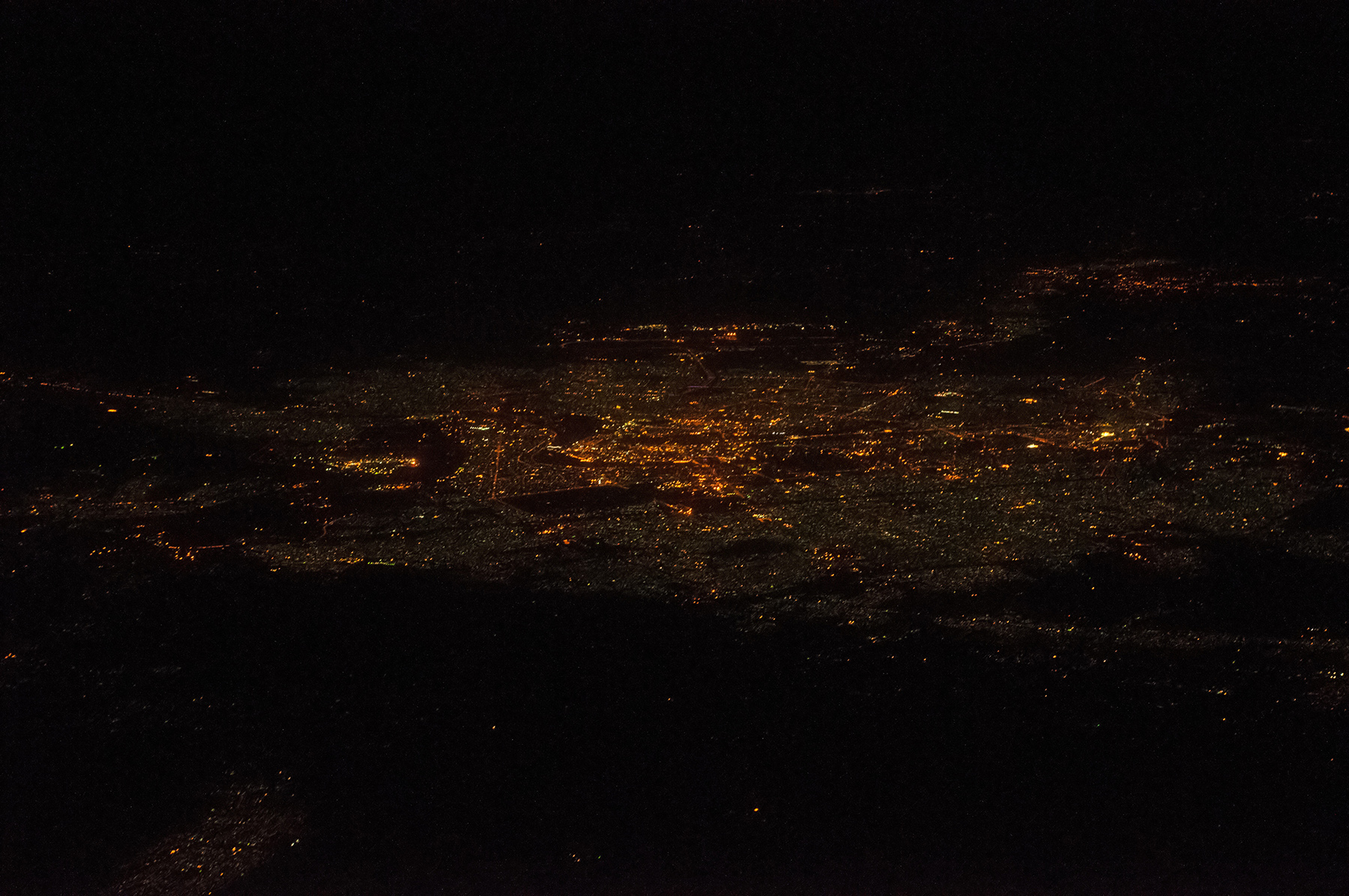
منظر جوي لمدينة بغداد